# Stati Uniti d'America
Gli Stati Uniti d'America (comunemente indicati come Stati Uniti, in inglese United States of America o anche solo United States; in sigla USA o semplicemente America) sono una repubblica federale dell'America settentrionale composta da cinquanta Stati e un distretto federale. I quarantotto stati contigui e il distretto di Columbia dove si trova Washington (la capitale federale) occupano la fascia centrale dell'America settentrionale tra il Canada e il Messico e sono bagnati dall'Oceano Atlantico a est, dal Golfo del Messico a sud-est e dall'Oceano Pacifico ad ovest. Con 9834000 km² in totale e con circa 340 milioni di abitanti a fine 2024, gli Stati Uniti sono il terzo Paese del mondo sia per superficie che per popolazione. La geografia e il clima degli Stati Uniti d'America sono estremamente vari, con deserti, pianure, foreste e montagne che ospitano una grande varietà di fauna selvatica. È una delle nazioni più multietniche e multiculturali al mondo, prodotto di larga scala dell'immigrazione da molti Paesi.
Sono dipendenti dagli Stati Uniti d'America anche alcuni territori organizzati politicamente, i quali non fanno parte di alcuno Stato dell'Unione ma sono soggetti al solo Governo federale. Essi sono: Porto Rico, le Samoa Americane, le Isole Marianne Settentrionali, le Isole Vergini Americane e Guam.
Storicamente, i paleoamericani migrarono dall'Asia verso gli odierni Stati Uniti d'America circa 12 000 anni fa. La colonizzazione europea cominciò invece intorno all'inizio del XVII secolo e venne per lo più dal Regno Unito. Gli Stati Uniti d'America ebbero origine dalle tredici colonie britanniche situate lungo la costa atlantica. Le controversie tra la Gran Bretagna e le colonie sfociarono in un conflitto: il 4 luglio 1776 i delegati delle tredici colonie redassero e approvarono all'unanimità la dichiarazione di indipendenza, che diede ufficialmente vita a un nuovo Stato federale. La guerra d'indipendenza americana, conclusasi con il riconoscimento dell'indipendenza degli Stati Uniti dal Regno di Gran Bretagna, è stata la prima guerra per l'indipendenza da una potenza coloniale europea. La Costituzione fu adottata il 17 settembre 1787 e da allora è stata emendata ventisette volte. I primi dieci emendamenti, collettivamente denominati «Dichiarazione dei diritti» (Bill of Rights), furono ratificati nel 1791 e garantiscono diritti civili e libertà fondamentali.
Gli Stati Uniti intrapresero una vigorosa espansione per tutto il XIX secolo, spinti dalla controversa dottrina del destino manifesto. L'acquisizione di nuovi territori e l'ammissione di nuovi Stati membri causarono anche numerose guerre con i popoli nativi. La guerra civile americana si concluse con l'abolizione della schiavitù negli Stati Uniti. Alla fine del XIX secolo gli Stati Uniti si estesero fino all'Oceano Pacifico. La guerra ispano-americana e la prima guerra mondiale confermarono lo stato del Paese come potenza militare globale. Gli Stati Uniti uscirono dalla seconda guerra mondiale come una superpotenza globale, il primo Paese dotato di armi nucleari e come uno dei cinque membri permanenti del Consiglio di sicurezza delle Nazioni Unite. Dopo una grave crisi politica e sociale negli anni sessanta e settanta come conseguenza anche della sconfitta nella guerra del Vietnam, che sembrava minare il predominio mondiale statunitense, l'inattesa fine della guerra fredda e la dissoluzione dell'Unione Sovietica negli anni novanta hanno invece riconfermato il ruolo di superpotenza degli Stati Uniti.
Gli Stati Uniti sono un Paese sviluppato, con una stima nel 2024 del prodotto interno lordo (PIL) di 29,18 migliaia di miliardi di dollari (circa il 29% del PIL mondiale a parità di potere di acquisto, a partire dal 2011). Il PIL pro capite degli Stati Uniti è stato il sesto più alto del mondo dal 2010, anche se la disparità di reddito del continente americano è stata anche classificata come la più alta all'interno dell'OCSE e i Paesi dalla Banca Mondiale. L'economia è alimentata da un'abbondanza di risorse naturali, numerose infrastrutture ed elevata produttività. Il Paese rappresenta una forza politica guida del mondo occidentale, ed è la prima potenza economica e militare (suo è il 39% della spesa militare mondiale), posizionandosi al primo posto anche nel settore della ricerca scientifica e dell'innovazione tecnologica, ma presenta anche forti contraddizioni interne come uno Stato sociale più debole rispetto a molti altri Paesi sviluppati.

## Etimologia
Secondo la tesi più diffusa, il continente americano prenderebbe il nome dall'esploratore fiorentino Amerigo Vespucci: la teoria sostiene che fu un cartografo tedesco, Martin Waldseemüller, a suggerire tale nome per il Nuovo Mondo, traendolo dalla forma latinizzata Americus (Vespucius), in una carta del mondo disegnata nel 1507 e contenuta nella Cosmographiae Introductio.
Il nome completo United States of America è attestato per la prima volta ufficialmente nella dichiarazione di indipendenza adottata dai Rappresentanti degli Stati Uniti il 4 luglio 1776, dove compare nell'espressione «dichiarazione unanime dei tredici Stati Uniti d'America». Nell'adozione degli Articoli della Confederazione da parte del Secondo congresso continentale, il 15 novembre 1777, il nome è stato variato in The United States of America. La forma breve United States è comune, così come le sigle U.S. e U.S.A. (mutuata in italiano come USA). Sia in italiano sia in inglese è altrettanto comune l'antonomasia America. Il nome Columbia, in onore di Cristoforo Colombo, un tempo popolare sia per le Americhe sia per gli Stati Uniti, è rimasto al solo Distretto di Columbia. Il demotico dei cittadini degli Stati Uniti, in italiano, è statunitense. Tuttavia l'aggettivo americano è comunemente e antonomasticamente in uso per riferirsi agli Stati Uniti («i valori americani», «le forze americane»). In inglese, American è raramente usato per riferirsi a persone o cose estranee agli Stati Uniti.

## Storia
La nazione fu fondata dalle tredici colonie dell'Impero britannico situate lungo la costa atlantica. Con la dichiarazione di indipendenza il 4 luglio 1776 proclamarono la loro indipendenza dalla Gran Bretagna: furono le prime colonie a rivoltarsi con successo contro le leggi coloniali. Una convenzione federale (convenzione di Filadelfia) adottò la Costituzione degli Stati Uniti d'America il 17 settembre 1787 e con la ratifica l'anno successivo nasceva una repubblica con un forte governo centrale. La carta dei diritti, che comprendeva dieci emendamenti costituzionali per garantire molti diritti civili fondamentali e libertà, venne ratificata nel 1791. Il regime di apartheid e discriminazione razziale negli Stati Uniti è terminato nel 1964 con l'Atto dei diritti civili (Civil Rights Act). richard levinson
Nel corso del XIX secolo gli Stati Uniti acquisirono nuovi territori da Francia, Spagna, Regno Unito, Messico e Impero russo, annettendo la Repubblica del Texas e la Repubblica di Hawaii. Le controversie tra il sud agrario e il nord industriale sull'affermazione dei diritti e l'espansione dell'istituzione della schiavitù provocarono la guerra civile americana del 1861. Il nord impedì una scissione del Paese e portò la fine della schiavitù legale negli Stati Uniti. La guerra ispano-americana e la prima guerra mondiale confermarono lo stato di potenza militare. Nel 1945 gli Stati Uniti emersero dalla seconda guerra mondiale come il primo Paese dotato di armi nucleari, membro permanente del consiglio di sicurezza dell'Organizzazione delle Nazioni Unite (ONU) e uno dei membri fondatori della Organizzazione del Trattato dell'Atlantico del Nord (NATO). La fine della guerra fredda e il conseguente crollo dell'Unione Sovietica lasciarono gli Stati Uniti come unica superpotenza. L'economia statunitense è infatti la più grande del mondo, con una stima del PIL nel 2018 di 20 494 miliardi di dollari (che rappresenta il 22% del totale mondiale basato sul PIL nominale e quasi il 20% del PIL calcolato a parità di potere di acquisto).

### Nativi americani e colonizzazione europea

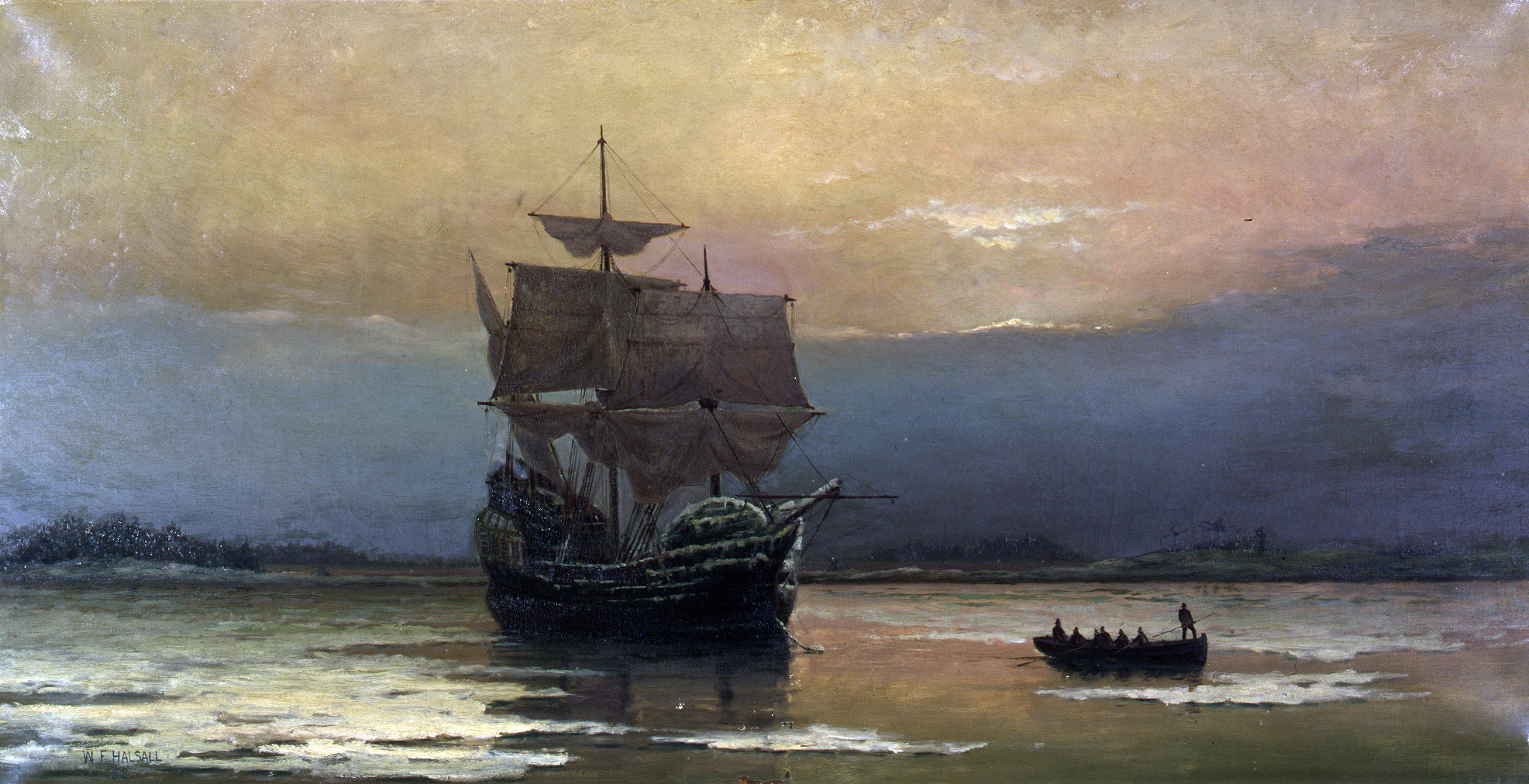
La Mayflower con i Padri Pellegrini nel 1620

Le popolazioni indigene del continente americano, tra cui i nativi dell'Alaska, migrarono dall'Asia in una data variabile (a seconda della ricerca) tra i 50 000 e i 12 000 anni fa. Alcune civiltà precolombiane svilupparono un'avanzata agricoltura, una grande architettura e un alto livello di società. Nel 1492 l'esploratore genovese Cristoforo Colombo sotto la corona spagnola raggiunse diverse isole dei Caraibi, contribuendo al primo contatto dell'uomo bianco con le popolazioni indigene. Milioni di indigeni americani morirono a causa delle epidemie portate dagli europei. Il 2 aprile 1513 il conquistatore spagnolo Juan Ponce de León sbarcò in una regione che chiamò «La Florida», il primo contatto europeo documentato su quello che sarebbero diventati gli Stati Uniti. Degli insediamenti spagnoli nella regione rimane solo St. Augustine, fondata nel 1565.
Altri insediamenti spagnoli vennero creati nell'odierno sud degli Stati Uniti e questi insediamenti vennero riuniti sotto il Vicereame della Nuova Spagna, colonia spagnola in Nord e Centro America, attirando migliaia di persone attraverso il Messico. I commercianti di pellicce francesi stabilirono avamposti nella Nuova Francia nella regione dei Grandi Laghi e successivamente la Francia si impossessò di gran parte del Nord America, penetrando fino al golfo del Messico. La prima colonia inglese di una certa entità fu Jamestown (Virginia) fondata nel 1607. Nel 1628 venne fondata la Colonia della Massachusetts Bay da parte dei puritani che portò a un'ondata migratoria, tanto che nel 1634 nella Nuova Inghilterra erano insediati circa 10 000 puritani. Tra la fine degli anni dieci del Seicento e la rivoluzione americana vennero spediti circa 50 000 detenuti nelle colonie americane britanniche. Nel 1614 venne fondato un insediamento olandese lungo il fiume Hudson inferiore, includendo l'isola di Manhattan che venne chiamata New Amsterdam, la quale venne inglobata nella colonia dei Nuovi Paesi Bassi, questa colonia venne in parte invasa dall'impero svedese nel 1638 fondando la colonia della Nuova Svezia, ma nel 1655 venne di nuovo annessa alla colonia olandese. Nel 1664 gli olandesi cedettero il loro territorio americano all'Inghilterra e la provincia dei Nuovi Paesi Bassi venne ribattezzata New York.
Molti dei nuovi immigrati, soprattutto nel sud, erano schiavi (circa due terzi di tutti gli immigrati della Virginia tra il 1630 e 1680). Alla fine del secolo erano gli schiavi africani a diventare la principale forza-lavoro. Nel 1729 con la divisione della Carolina e la colonizzazione della Georgia del 1732 si completava il cerchio delle tredici colonie britanniche che sarebbero diventate gli Stati Uniti d'America. Con tassi di natalità elevati, bassi tassi di mortalità e una costante immigrazione, la popolazione coloniale crebbe rapidamente. Nella guerra franco-indiana le forze britanniche si impadronirono del Canada francese. Esclusi i nativi americani, le tredici colonie avevano una popolazione di 2,6 milioni di abitanti nel 1770, circa un terzo della Gran Bretagna e quasi uno su cinque erano schiavi neri. Anche se soggetti alla tassazione britannica, le colonie americane non avevano rappresentanza nel Parlamento della Gran Bretagna.

### L'indipendenza e l'espansione

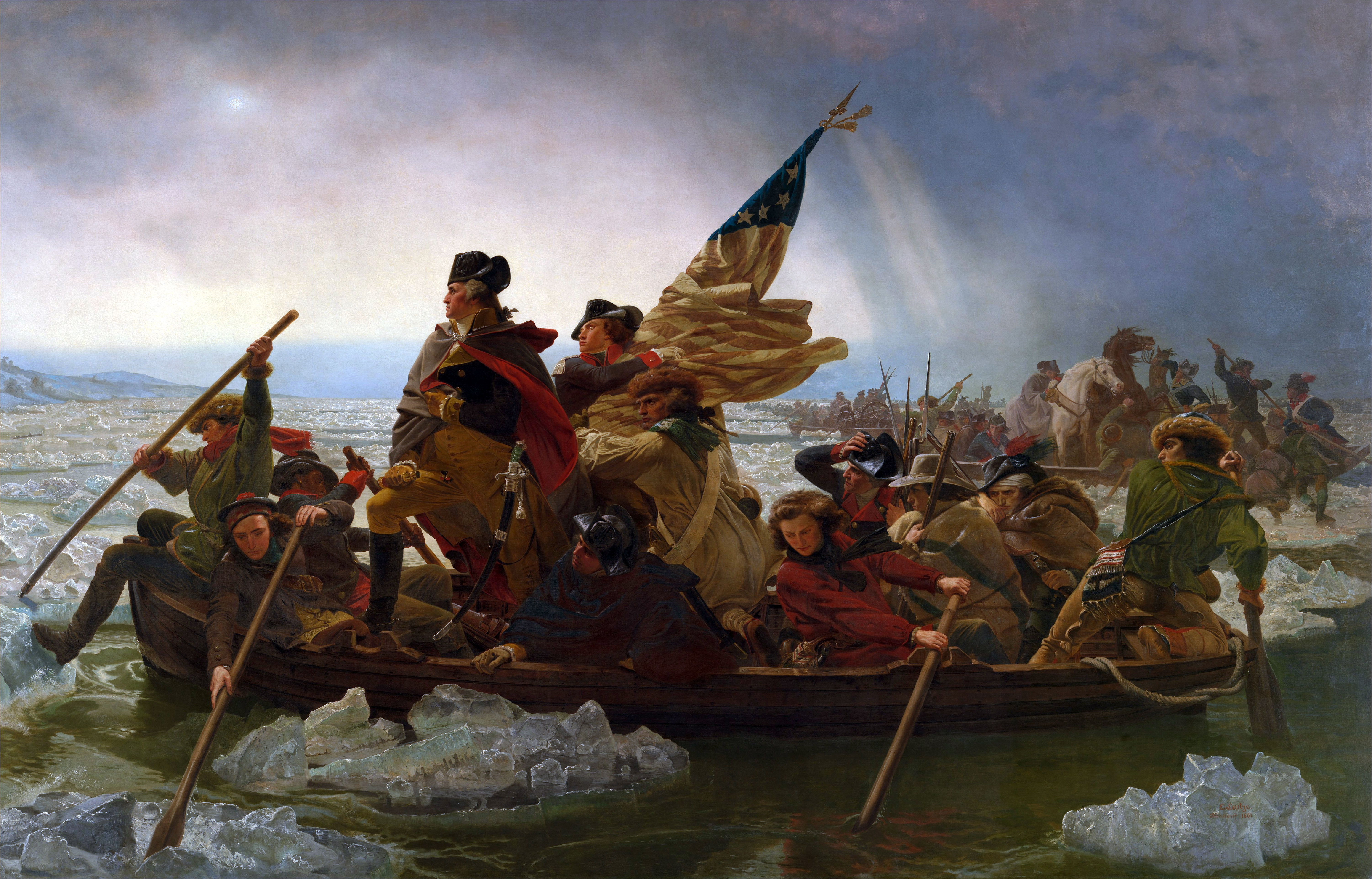
L'attraversamento del fiume Delaware nel 1776, un ritratto di Emanuel Leutze

La dichiarazione di indipendenza (John Trumbull, 1817–1818)

Tensioni crescenti tra i coloni americani e gli inglesi durante gli anni sessanta e settanta del Settecento portarono alla guerra di indipendenza americana, combattuta dal 1775 al 1781. Il 14 giugno 1775 il Congresso continentale (tenutosi a Filadelfia) istituì un esercito continentale sotto il comando di George Washington. Annunciando che «tutti gli uomini sono stati creati uguali» e dotati di «diritti inalienabili», il 4 luglio 1776 il Congresso adottò la Dichiarazione di indipendenza, redatta in gran parte da Thomas Jefferson. Tale data è celebrata ogni anno come il giorno dell'Indipendenza.
Dopo la sconfitta dell'esercito britannico da parte delle forze americane assistite dai francesi venne riconosciuta dalla Gran Bretagna l'indipendenza degli Stati Uniti e la sovranità sul territorio americano fino al fiume Mississippi. La Costituzione degli Stati Uniti d'America venne ratificata nel 1788 e il primo presidente fu George Washington, che entrò in carica nel 1789.
Gli atteggiamenti verso la schiavitù mutarono e una clausola nella Costituzione protesse il commercio di schiavi africani solo fino al 1808, quando il nord abolì la schiavitù tra il 1780 e il 1804.
La necessità di occupazione di nuovi spazi a occidente portò a una lunga serie di guerre contro gli abitanti originari dei territori interessati. Definito da alcuni come un processo di pulizia etnica, culminò nel 1830 con l'approvazione dell'Indian Removal Act ("Legge di rimozione degli Indiani"), che fornì la base legale per le deportazioni e il confinamento in riserve dei nativi americani.
L'acquisto della Louisiana francese sotto la guida del presidente Thomas Jefferson nel 1803 raddoppiò quasi la dimensione della federazione. La guerra del 1812 contro la Gran Bretagna rafforzò il nazionalismo. Una serie di incursioni militari statunitensi in Florida portarono la Spagna a cedere altro territorio lungo la costa del golfo del Messico nel 1819. Ci fu l'annessione della Repubblica del Texas nel 1845. Nel 1846 fu siglato il trattato dell'Oregon con la Gran Bretagna, portando al controllo da parte statunitense sul nord-ovest americano. La vittoria degli Stati Uniti nella guerra contro il Messico nel 1848 (trattato di Guadalupe Hidalgo) portò all'annessione della California e di gran parte dell'odierno sud-ovest americano. La corsa all'oro tra il 1848 e 1849 portò a un'ulteriore migrazione verso occidente. La nuova rete ferroviaria rese più facile il trasferimento di coloni e l'aumento dei conflitti con i nativi americani. In mezzo secolo vennero abbattuti fino a quaranta milioni di bisonti americani per le pelli e la carne (quest'ultima risorsa primaria che scompariva dalle pianure), causando un grave contraccolpo in molte culture native.

### Guerra civile e industrializzazione
Gli Stati Confederati prima del 15 aprile 1861
     Gli Stati Confederati dopo il 15 aprile 1861
     Stati dell'Unione che permettevano la schiavitù
     Stati dell'Unione che avevano abolito la schiavitù
     Territori non ancora suddivisi in Stati sotto il controllo dell'Unione

Situazione degli Stati nel 1861
Gli Stati Confederati prima del 15 aprile 1861
Gli Stati Confederati dopo il 15 aprile 1861
Stati dell'Unione che permettevano la schiavitù
Stati dell'Unione che avevano abolito la schiavitù
Territori non ancora suddivisi in Stati sotto il controllo dell'Unione

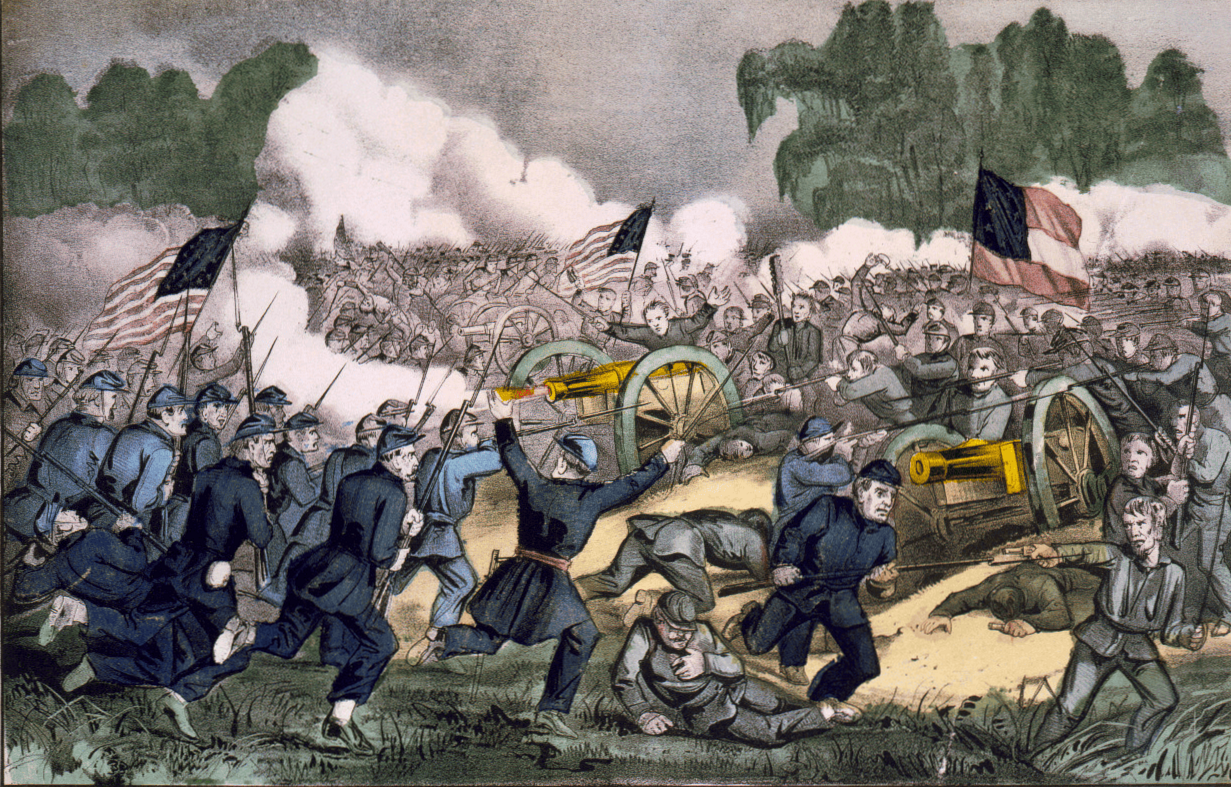
La battaglia di Gettysburg

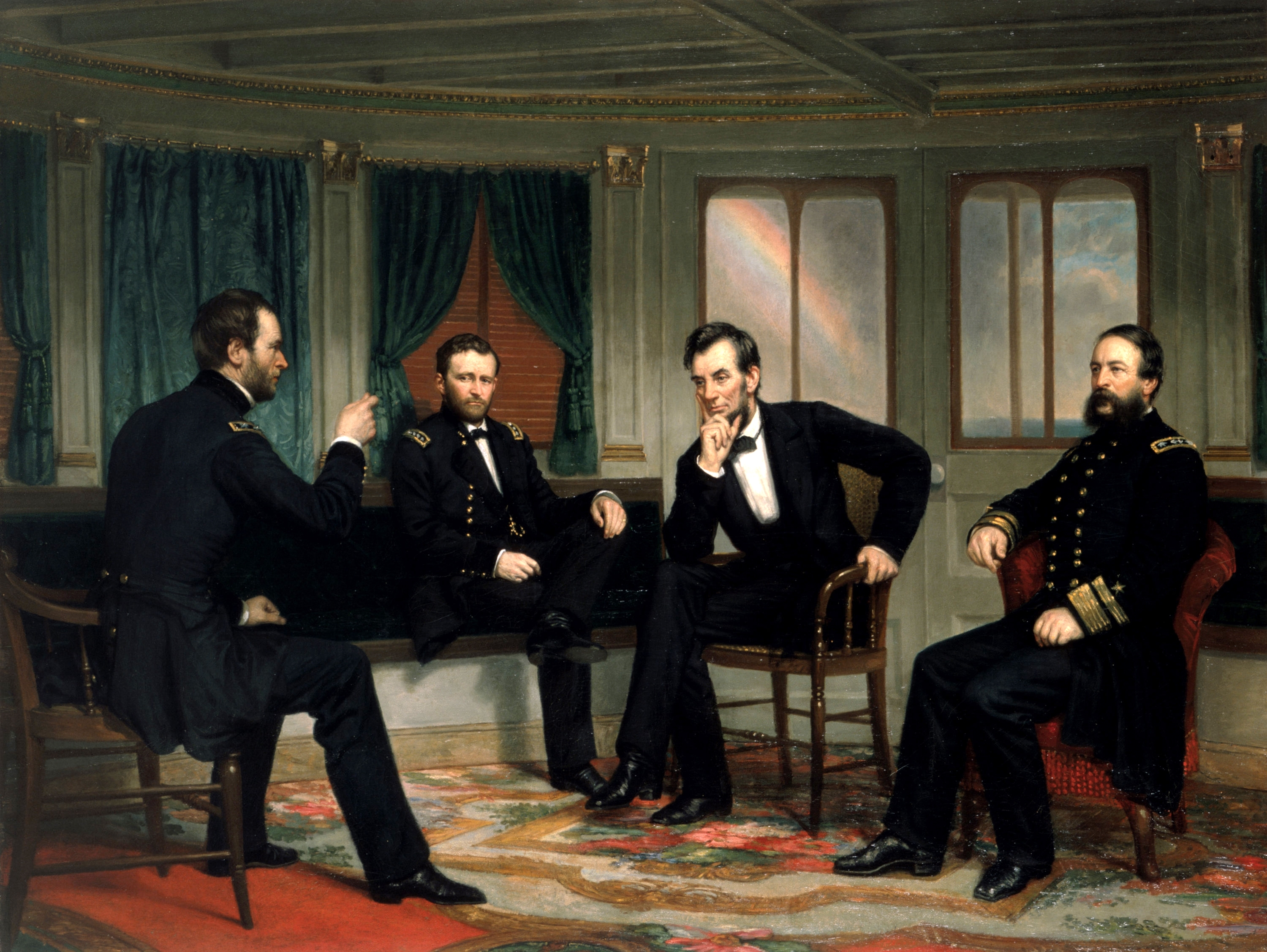
I «Pacificatori» a bordo della River Queen nel marzo 1865: i generali William T. Sherman e Ulysses S. Grant discutono sui piani per le ultime settimane della guerra con il presidente Abraham Lincoln e l'ammiraglio David Dixon Porter

Le tensioni tra gli Stati del nord e quelli del sud nacquero principalmente su argomenti quali il rapporto tra Stato e governi federali e l'utilizzo della schiavitù nei nuovi Stati membri. Abraham Lincoln fu eletto presidente nel 1860. Poco prima sette Stati schiavisti dichiararono la loro secessione (in ordine cronologico: Carolina del Sud, Mississippi, Florida, Alabama, Georgia, Louisiana e Texas). Cominciò così la guerra di secessione statunitense, cominciata con l'attacco a Fort Sumter. Dopo la vittoria dell'Unione nel 1865 tre emendamenti alla Costituzione degli Stati Uniti d'America garantirono la libertà a quasi quattro milioni di africani americani un tempo schiavi, rendendoli cittadini e dando loro il diritto di voto. La guerra e la sua risoluzione portarono a un aumento sostanziale del potere federale.
Nonostante la grave recessione postbellica e le crisi economiche del 1873 e del 1907 la classe dirigente statunitense perseguì la via del guadagno e della speculazione, mentre l'industria tecnica e il capitale privato erano in espansione. Dal 1860 al 1914 la popolazione crebbe da 31,9 a 91,9 milioni di abitanti, tra cui 21 milioni di immigrati e nel decennio post-bellico le dieci più grandi città statunitensi aumentarono del 70% i loro abitanti, tanto che fra 1860 e il 1890 la popolazione urbana crebbe da 25% a oltre il 35% della popolazione. Un esempio clamoroso fu Chicago che nel 1833 aveva solo 350 abitanti, che divennero 30 000 nel 1850, 300 000 nel 1870, fino a quasi 1 100 000 nel 1890. Nel nord l'urbanizzazione e un afflusso senza precedenti di immigrati provenienti dagli Stati meridionali e orientali affrettò il processo di industrializzazione fino al 1929. Tra il 1830 e il 1860 gli immigrati sbarcati negli Stati Uniti furono 4,6 milioni: irlandesi (39%), tedeschi (30%), scandinavi (15%) e britannici (inglesi e scozzesi) (16%).
Massicce protezioni tariffarie, costruzione di infrastrutture e nuovi regolamenti bancari incoraggiarono la crescita economica e i monopoli. Nel 1914 il Paese era in testa tra i Paesi produttori di ferro, carbone, petrolio, rame e argento. Il vapore venne sostituito dall'energia elettrica che accelerava la produzione nazionale. Sorsero anche i «trust» e i giganteschi complessi industriali dei re del cosiddetto «big business» (grandi affari). Famiglie come quelle degli Astor per le pellicce e le pelli, i Rockefeller per la Standard Oil Company, i Carnegie per la United States Steel Corporation, i Morgan, i Vanderbilt per le ferrovie, i Westinghouse per la Air Brake Company, i Fulton, gli Eastman per la Kodak Company, i Ford per la Ford e i Du Pont de Nemours per la DuPont Company dominarono l'economia statunitense e mondiale. Morgan e Rockefeller controllavano da soli il 20% del patrimonio nazionale (341 grandi aziende con un capitale di circa 22 miliardi di dollari).
Le organizzazioni dei lavoratori condussero dure lotte salariali, arrivando a oltre mille scioperi l'anno. Cominciò in questi anni la politica imperialistica statunitense, con l'acquisto dell'Alaska dalla Russia nel 1867 e completando l'espansione continentale che insieme allo sfruttamento nel commercio delle pellicce e della scoperta dell'oro fruttarono 81 milioni di dollari nel 1913. Nel 1890 il massacro di Wounded Knee fu l'ultimo grande conflitto armato delle guerre indiane. Nel 1893 la monarchia indigena delle Hawaii venne rovesciata in un colpo di Stato attuato dagli statunitensi residenti: gli Stati Uniti annetterono l'arcipelago nel 1898.
La vittoria nella guerra ispano-americana dello stesso anno dimostrò che gli Stati Uniti erano oramai una potenza mondiale e con la pace di Parigi si ebbe l'annessione di Porto Rico, Guam e Filippine, che ottennero l'indipendenza solo mezzo secolo più tardi, mentre Porto Rico e Guam sono ancora territori degli Stati Uniti. Nel 1899 fu la volta delle isole Samoa e di Tutuila, aumentando la propria presenza nel Pacifico. Nel 1901 divenne Presidente Theodore Roosevelt, Premio Nobel per la pace, nel 1906. Numerosi interventi militari furono effettuati nell'America centrale e nelle Antille: Panama per ottenere l'area del canale nel 1903 e Cuba nel 1902, creando una sorta di protettorato fino alla metà del XX secolo, oltre a Nicaragua (1911) e Haiti (1915). Nel 1917 furono inoltre acquistate dalla Danimarca le isole Vergini di Saint Croix, Saint Thomas e Saint John, attualmente conosciute come Isole Vergini Americane, per distinguerle dalle Isole Vergini britanniche.
In questo periodo si collocano anche la corsa all'oro del Klondike, la corsa all'oro dello Yukon e la corsa all'oro californiana.

### Le due guerre mondiali

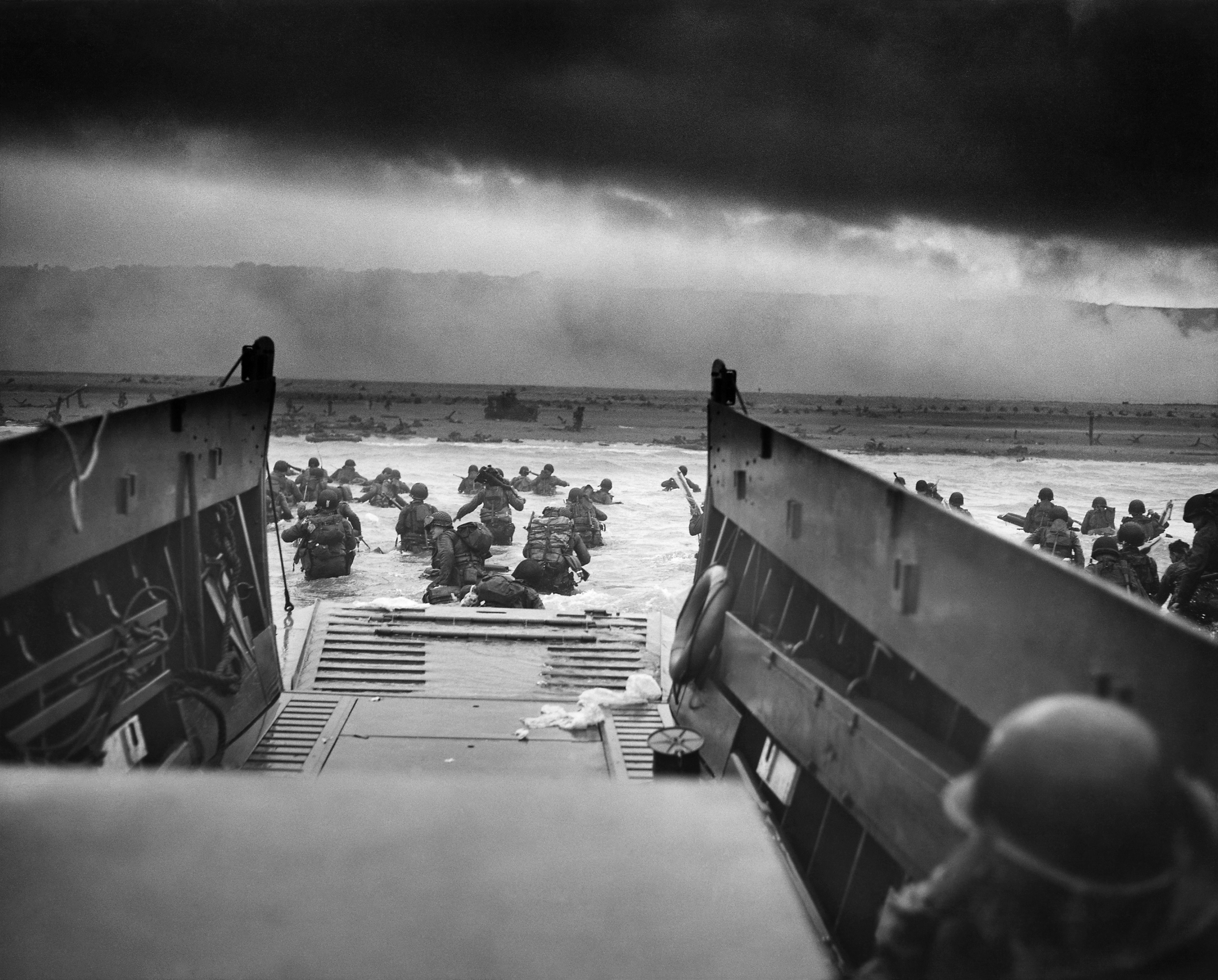
Lo sbarco in Normandia

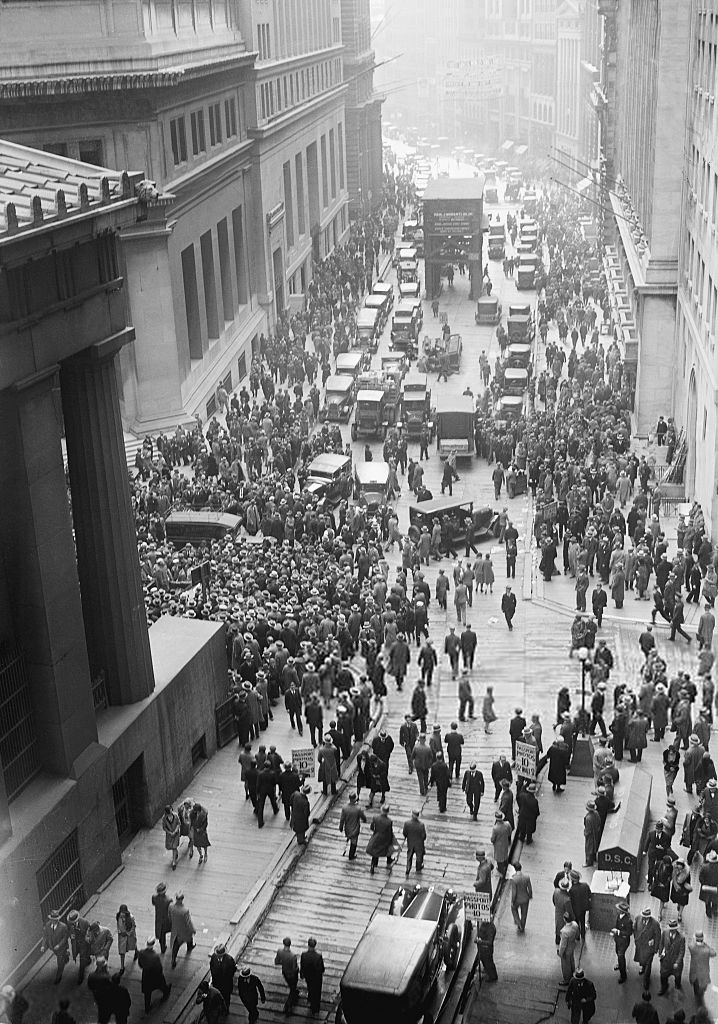
Folla fuori dalla Borsa di New York a seguito del crollo finanziario

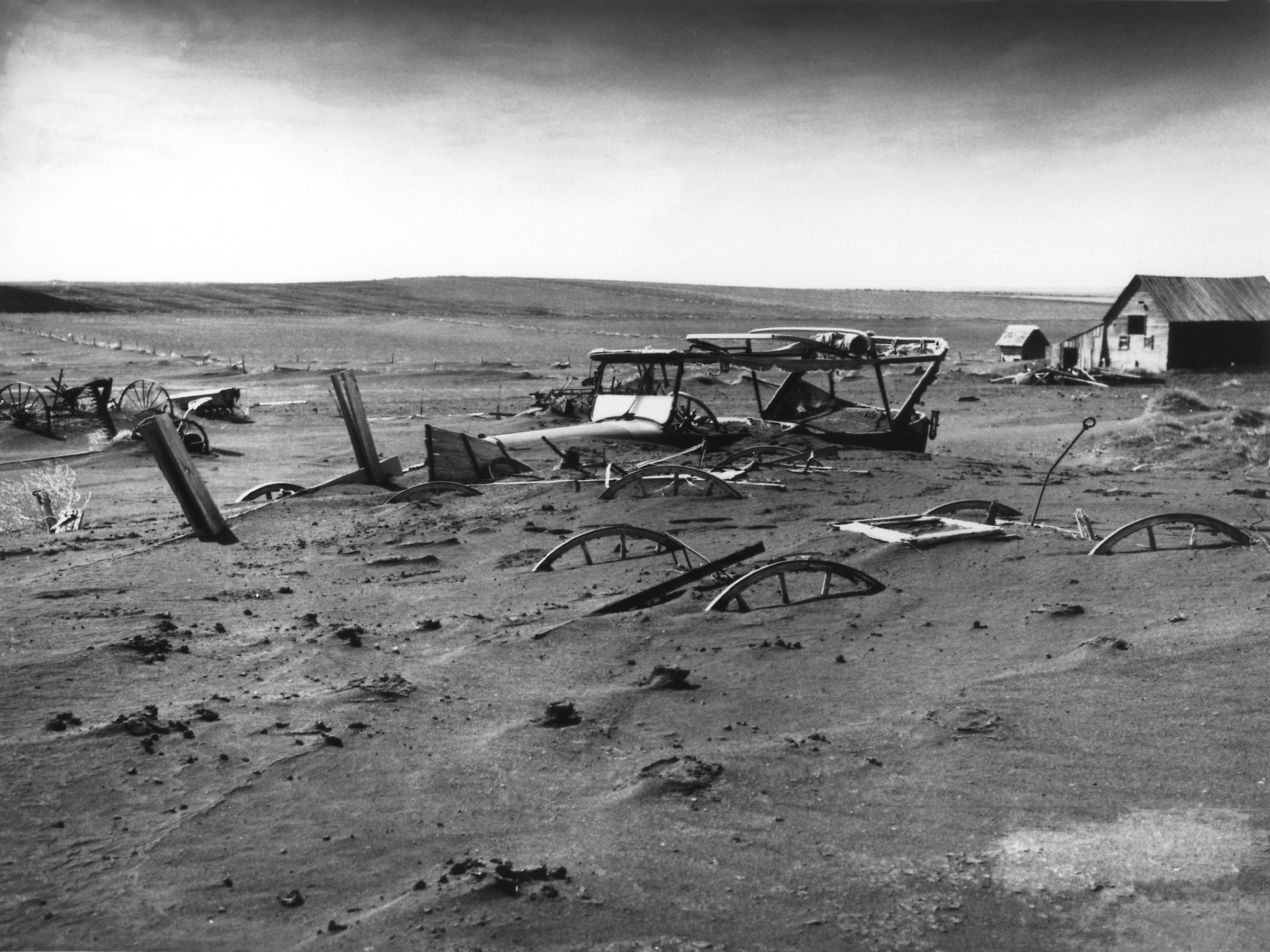
Fattoria abbandonata dopo il «Dust Bowl» nel 1936

Quando nel 1914 scoppiò la prima guerra mondiale a seguito dell'Attentato di Sarajevo, gli Stati Uniti rimasero neutrali, sebbene la maggior parte degli statunitensi simpatizzasse per i britannici e i francesi, anche se molti erano contrari all'intervento. Nel 1917 gli Stati Uniti si unirono agli Alleati (Triplice intesa) contro gli Imperi Centrali. Dopo la guerra il Senato non ratificò il trattato di Versailles che istituiva la Società delle Nazioni e il Paese perseguì una politica unilaterale di quasi isolazionismo. Negli anni venti un emendamento costituzionale concesse il suffragio alle donne, ma la prosperità dei ruggenti anni venti si concluse con il crollo di Wall Street del 1929 che diede inizio alla «grande depressione». Dopo la sua elezione a presidente nel 1932 Franklin Delano Roosevelt diede inizio al «New Deal», una serie crescente di politiche di intervento del governo nell'economia statunitense, ma il «Dust Bowl» a metà degli anni trenta impoverì molte comunità agricole e stimolò ulteriormente una nuova ondata migratoria verso occidente.
Gli Stati Uniti erano effettivamente neutrali anche durante la seconda guerra mondiale dopo l'invasione nazista della Polonia nel settembre 1939, ma cominciarono la fornitura di materiali agli Alleati nel marzo 1941 con il programma Lend-Lease. Il 7 dicembre seguente gli Stati Uniti entrarono in guerra con gli Alleati contro le potenze dell'Asse dopo un attacco a sorpresa su Pearl Harbor da parte dell'Impero giapponese. La seconda guerra mondiale ebbe un costo economico superiore a qualsiasi altra guerra nella storia degli Stati Uniti, ma favorì l'economia, fornendo capitali e garantendo l'occupazione.

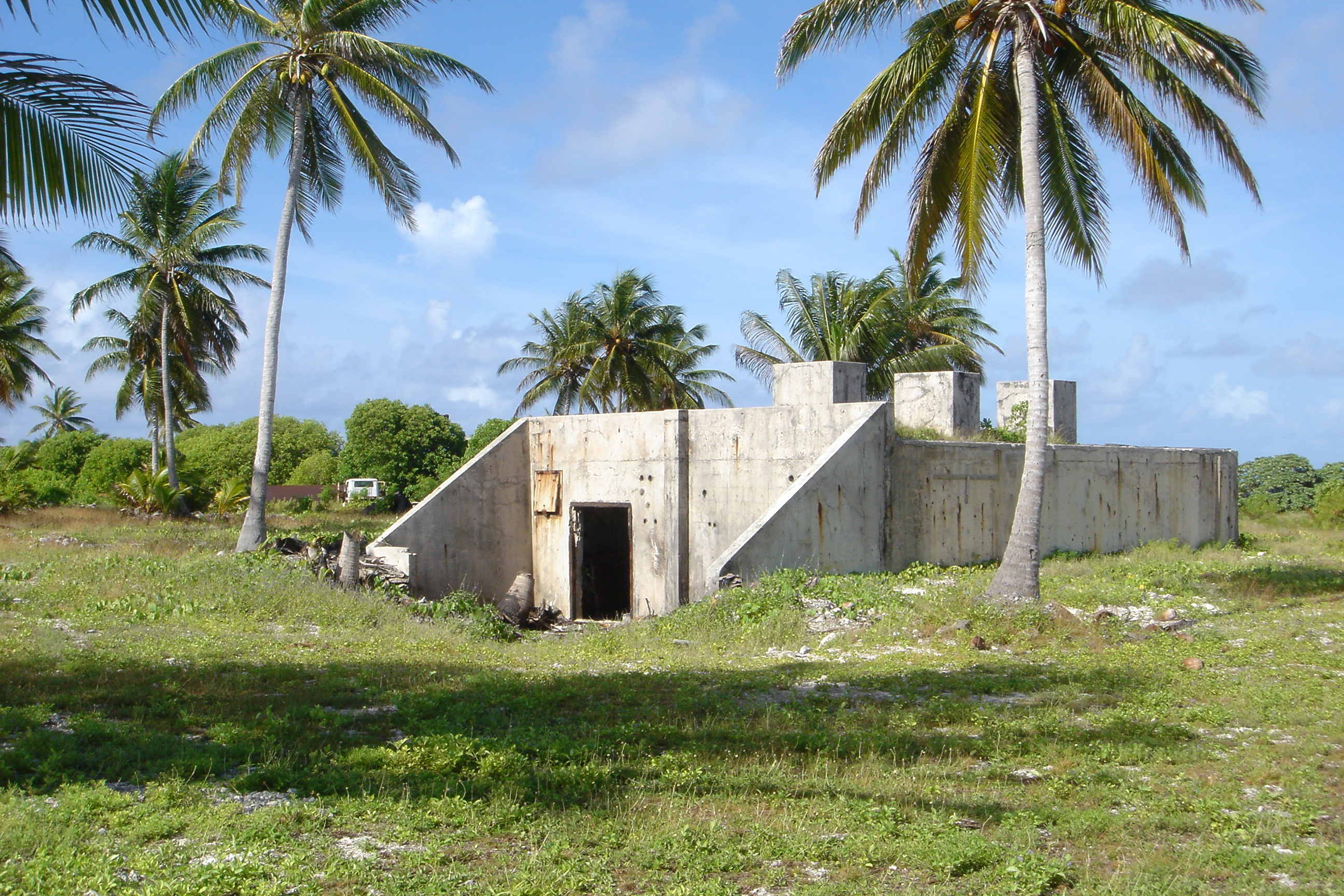
Bunker statunitense situato in un'isola dell'Atollo di Bikini, dove sono stati fatti i primi test nucleari dopo lo sgancio della bomba atomica sulle città giapponesi di Hiroshima e Nagasaki

Tra i grandi Paesi combattenti gli Stati Uniti sono stati gli unici a diventare di gran lunga più ricchi in conseguenza alla guerra. Le conferenze di Bretton Woods e Jalta delinearono un nuovo sistema nelle organizzazioni internazionali, ponendo gli Stati Uniti e l'Unione Sovietica al centro del mondo. Con la vittoria in Europa nel 1945 venne tenuta una conferenza internazionale a San Francisco che portò allo Statuto delle Nazioni Unite, divenuto attivo appena dopo la guerra. Dopo aver sviluppato le prime armi nucleari gli Stati Uniti sganciarono la bomba atomica sulle città giapponesi di Hiroshima e Nagasaki nell'agosto del 1945 e il Giappone si arrese il 2 settembre seguente, ponendo definitivamente fine alla guerra dopo sei anni.

### Guerra fredda e dei diritti civili

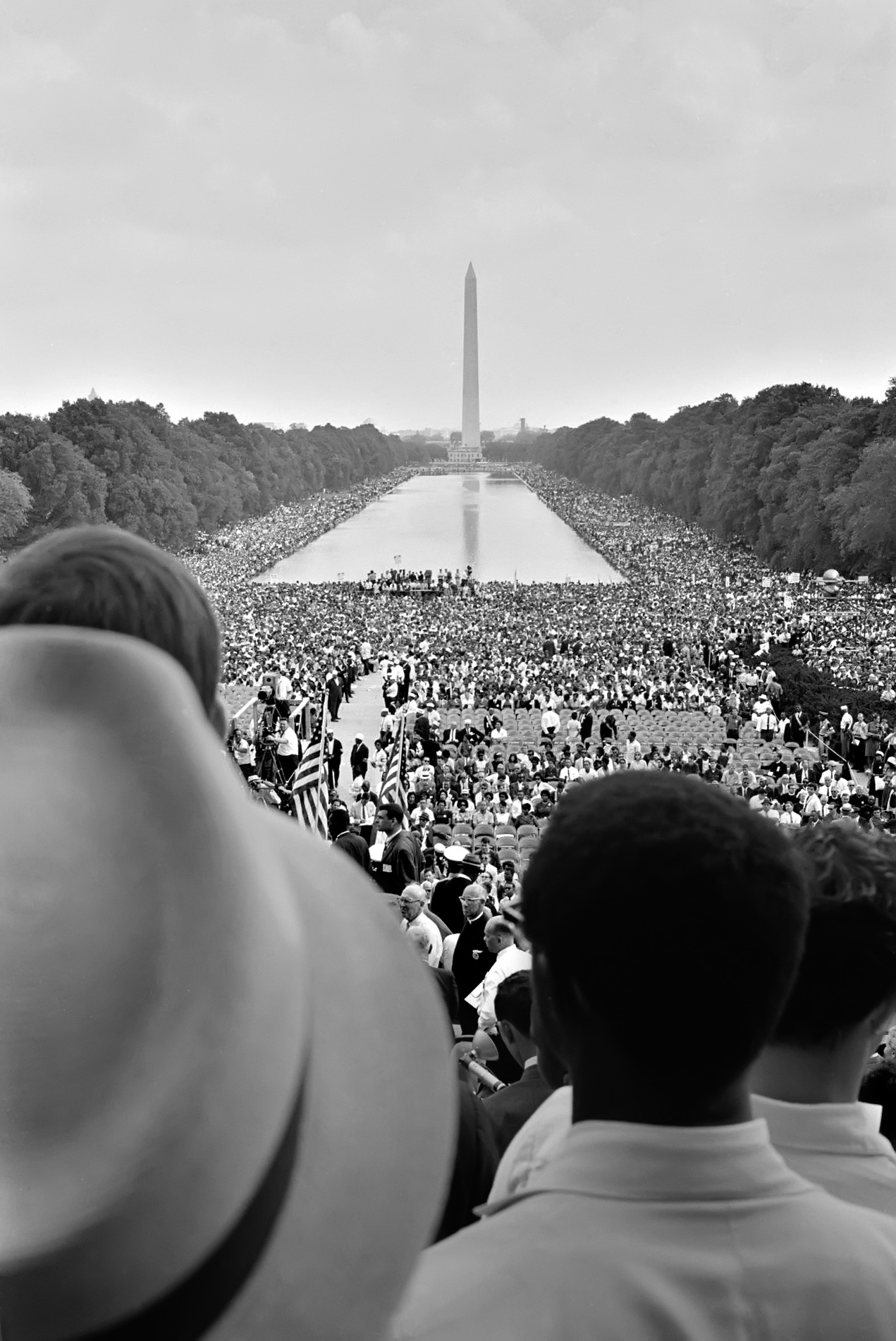
Marcia su Washington per il lavoro e la libertà

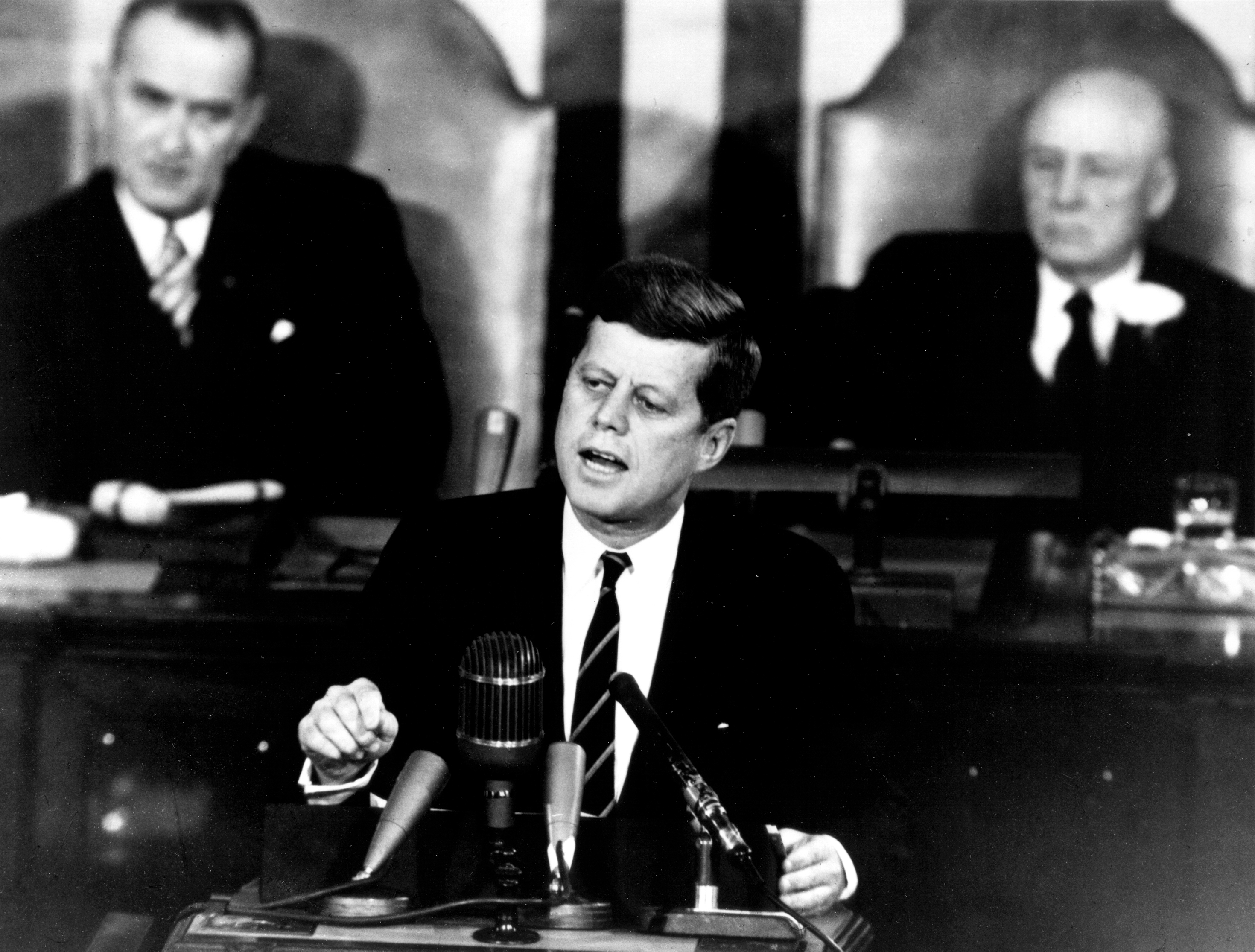
John Fitzgerald Kennedy annuncia il Programma spaziale Apollo del 25 maggio 1961

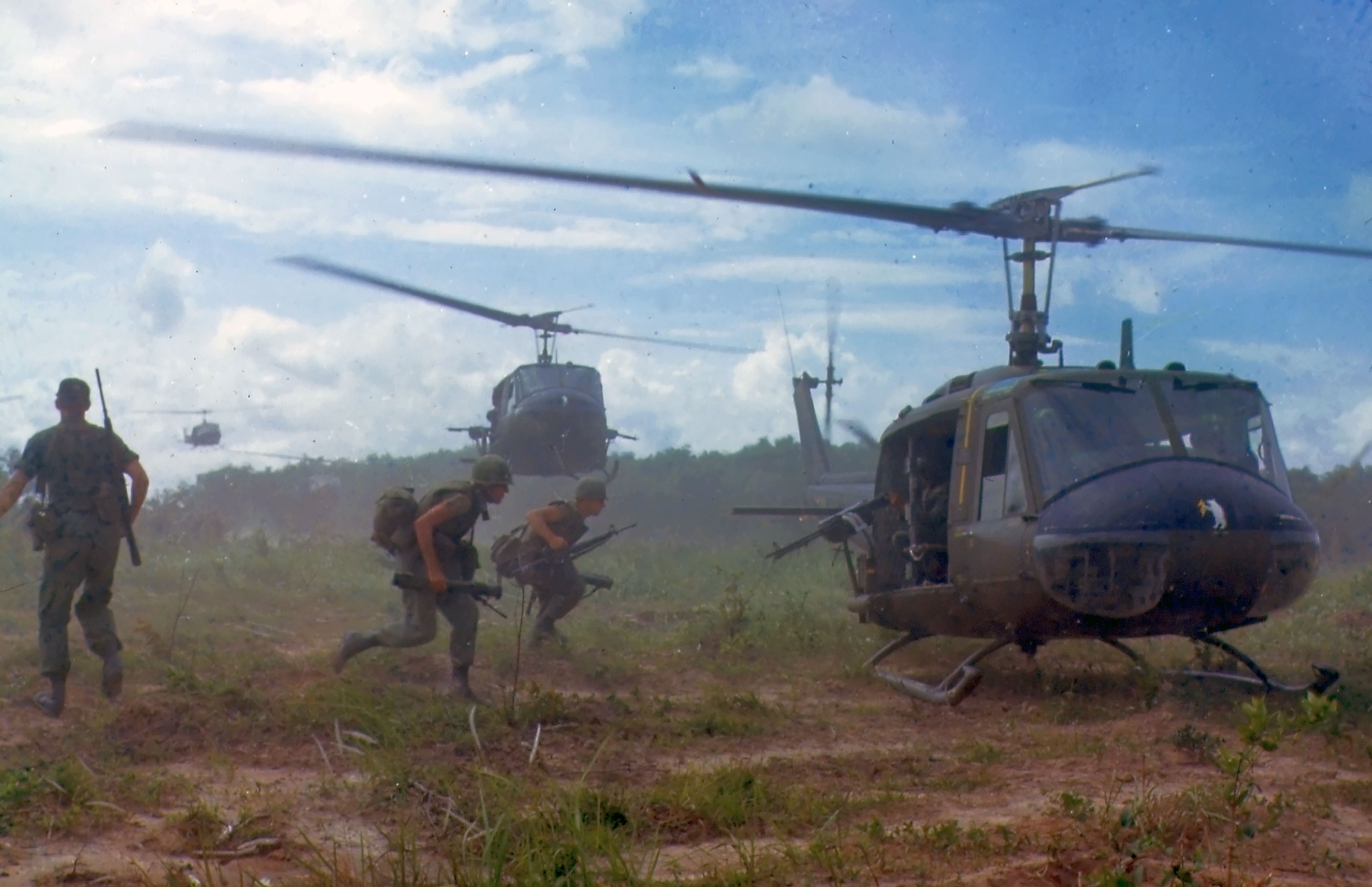
Il Corpo dei marines statunitensi durante la guerra del Vietnam

Durante la guerra fredda gli Stati Uniti e l'Unione Sovietica si spartirono il potere dopo la seconda guerra mondiale e dominarono gli affari militari dell'Europa attraverso la NATO e il Patto di Varsavia. Gli Stati Uniti promossero la democrazia liberale e il capitalismo, mentre l'Unione Sovietica promosse il comunismo e un'economia pianificata a livello centrale. Le truppe degli Stati Uniti combatterono le forze comuniste nella guerra di Corea dal 1950 al 1953 e si sperimentò la crisi missilistica di Cuba.

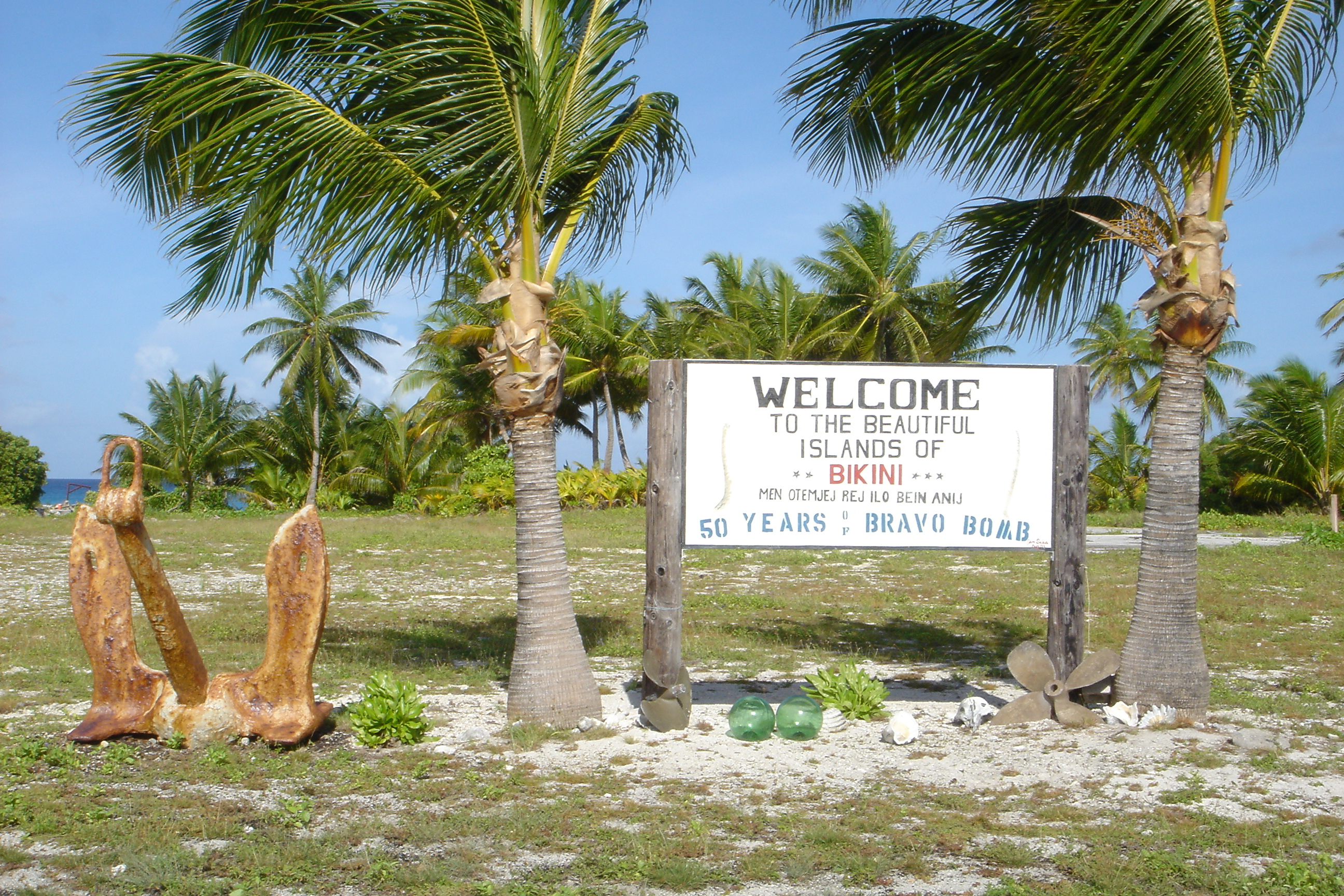
Cartello d'ingresso all'Atollo di Bikini isola dove durante tutta la guerra fredda gli Stati Uniti eseguirono decine di test nucleari

Al lancio sovietico del primo equipaggio umano nello spazio nel 1961 risposero con il primo allunaggio umano nel 1969. Il Paese conobbe una forte espansione economica e un crescente movimento dei diritti civili, guidato da afroamericani, come il reverendo Martin Luther King Jr., e combatterono la segregazione e la discriminazione razziale. Dopo l'assassinio del presidente John Fitzgerald Kennedy nel 1963 vennero approvati l'Atto dei diritti civili del 1964 e l'Atto del diritto di voto (Voting Rights Act) del 1965 dal presidente Lyndon B. Johnson. Johnson portò nel 1965 il Paese a una nuova guerra nel sud-est asiatico, la guerra del Vietnam, che si concluse dopo dieci anni di polemiche, insuccessi militari e proteste popolari con un totale fallimento strategico per gli Stati Uniti e con laceranti divisioni all'interno delle società statunitense. In questi anni furono grandi le riforme sociali: nacque il movimento femminista e omosessuale, si sviluppò il dibattito sui problemi ambientali (come l'effetto serra e l'inquinamento) e sui diritti civili e l'opposizione alla guerra.
Come risultato dello scandalo Watergate Richard Nixon divenne il primo presidente degli Stati Uniti a dimettersi nel 1974. Durante il governo di Jimmy Carter alla fine degli anni settanta l'economia degli Stati Uniti sperimentò la stagflazione. L'elezione di Ronald Reagan come presidente nel 1980 segnò un significativo spostamento verso destra della politica statunitense, che si rifletté nelle principali modifiche in materia fiscale e nelle priorità di spesa. Tra la fine degli anni ottanta e l'inizio degli anni novanta l'Unione Sovietica crollò, ponendo fine alla guerra fredda dopo quasi cinquant'anni.

### Nel XXI secolo

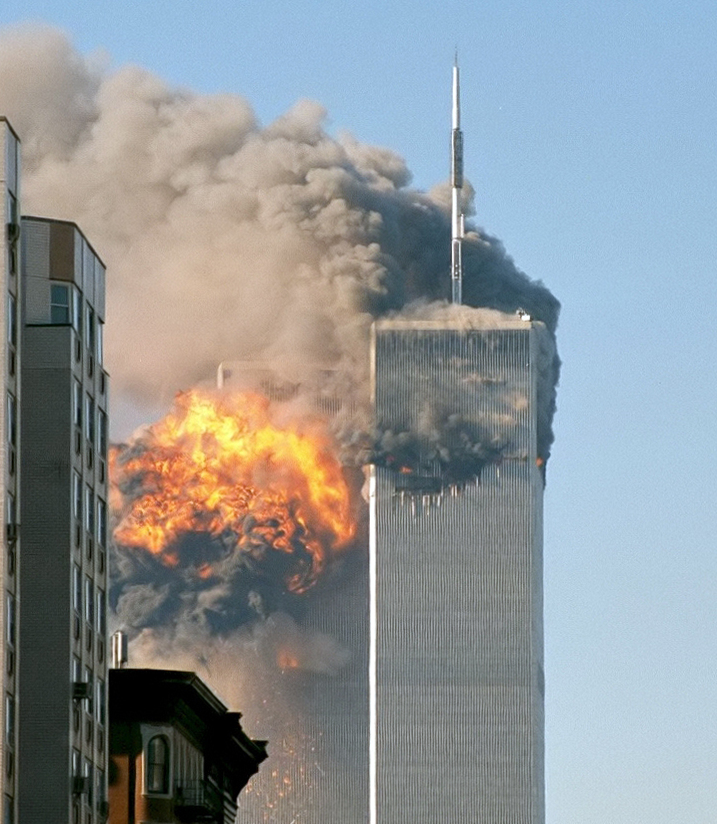
L'attentato alle Torri Gemelle (facenti parte del World Trade Center) a New York nel 2001

Con il comando assunto dagli Stati Uniti e dai suoi alleati, la guerra del Golfo sotto la guida del presidente George H. W. Bush e la guerra in Jugoslavia sotto la guida del presidente Bill Clinton contribuirono a preservare la posizione di superpotenza. La più lunga espansione economica nella storia moderna degli Stati Uniti coprì il periodo tra marzo 1991 e marzo 2001, prevalentemente sotto l'amministrazione Clinton.

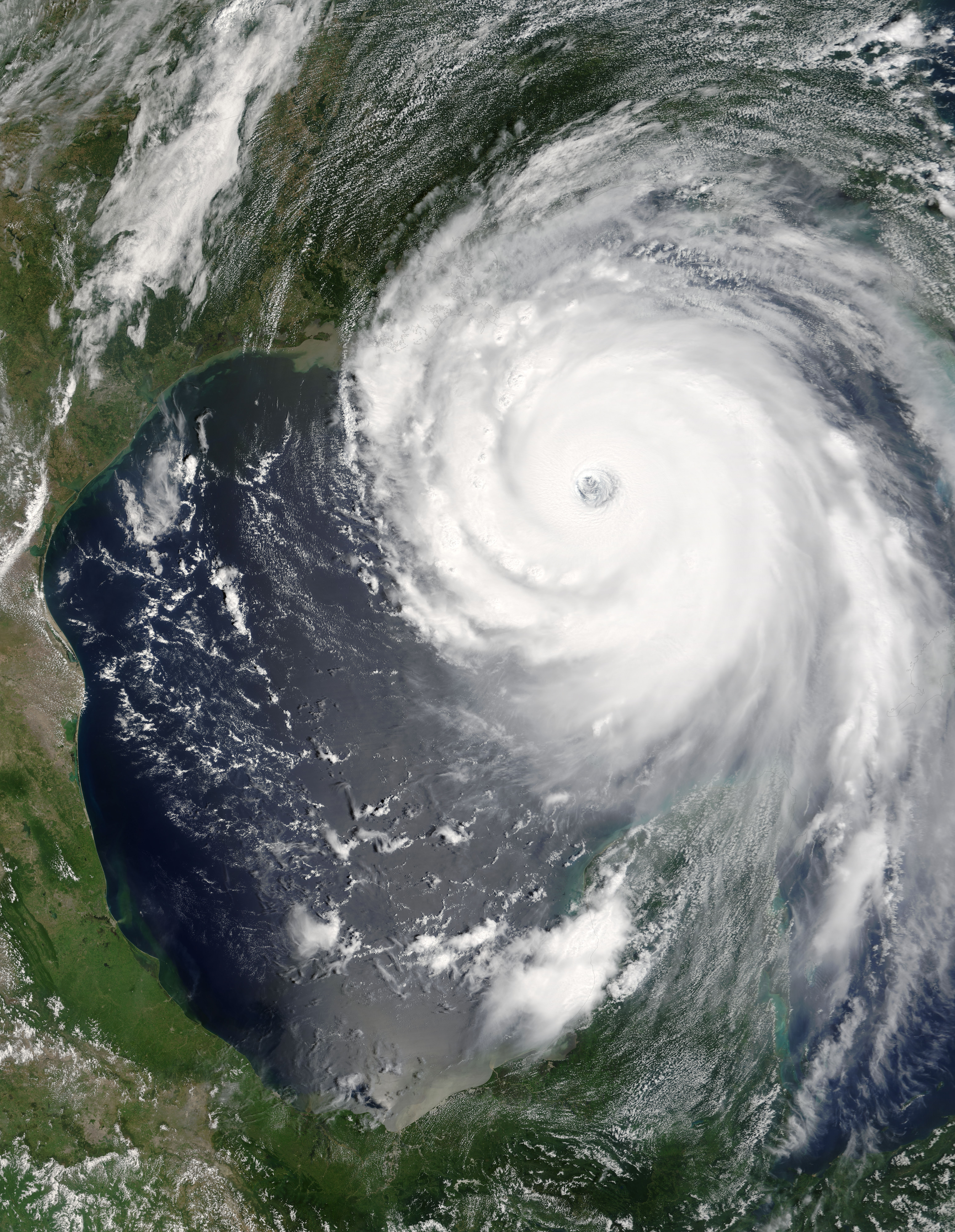
L'uragano Katrina vicino al picco di forza il 28 agosto 2005

Proprio nell'anno 2000-2001 il mondo dell'informatica fece il suo ingresso nei fatti di cronaca popolare, poiché nel giro di pochi mesi si sviluppò il caso Napster, scoppiò la bolla delle dot-com, avvenne la gigante fusione tra la WarnerMedia e AOL, oltre a molto altro che contribuì a definire il concetto della "New economy".
Nell'ottobre del 2000 la Cina entrò nell'Organizzazione mondiale del commercio, dando il via a un veloce trasferimento di imprese e industrie verso il paese asiatico nei mesi immediatamente successivi, e contribuendo a generare una grave crisi economica mondiale tra il 2000 e il 2001.

Gli attentati dell'11 settembre 2001 che colpirono il World Trade Center di New York e il Pentagono uccisero quasi tremila persone. In risposta il presidente George W. Bush lanciò la guerra contro il terrorismo. Alla fine del 2001 le forze statunitensi invasero l'Afghanistan, rovesciando il governo dei talebani che però continuarono le operazioni di guerriglia. Nel 2002 l'amministrazione Bush cominciò a premere per il cambiamento del regime in Iraq. Sebbene senza il sostegno della NATO o di un esplicito mandato dell'ONU si arrivò all'invasione dell'Iraq nel 2003 che portò alla cattura del presidente iracheno Saddam Hussein. La guerra in Iraq vide l'opposizione dalla maggior parte degli statunitensi. Nel 2005 l'uragano Katrina ha causato gravi distruzioni lungo la costa del Golfo e devastato New Orleans.

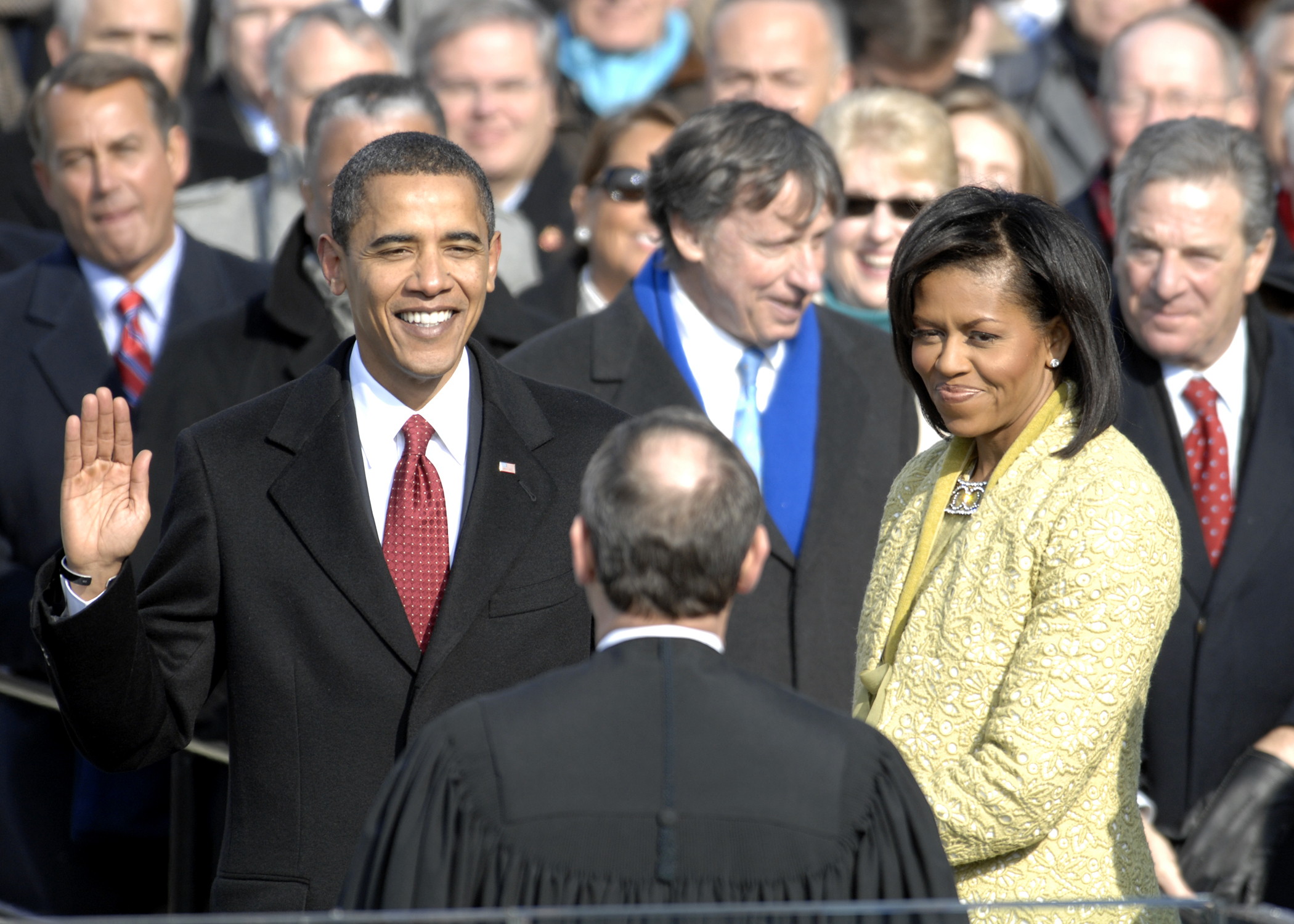
Giuramento di Barack Obama, 44º presidente degli Stati Uniti d'America, il 20 gennaio 2009

Il 4 novembre 2008 il senatore democratico Barack Obama è stato eletto presidente (il suo mandato è cominciato il 20 gennaio 2009), primo presidente afro-americano nella storia degli Stati Uniti, battendo il senatore repubblicano John McCain. Inoltre il 9 ottobre 2009 Obama è stato insignito del premio Nobel per la pace. Obama ha promosso l'approvazione di un'ampia riforma sanitaria e misure economiche per riportare a crescere l'economia degli Stati Uniti in seguito alla grande recessione. Tuttavia si è attirato critiche sia da parlamentari del Partito Repubblicano sia da quello Democratico per l'eccessiva spesa pubblica nei primi anni di mandato. Inoltre sotto il governo del presidente Obama è stato ucciso in Pakistan nel 2011 Osama bin Laden da una squadra di Navy Seals e operativi CIA. Altri avvenimenti importanti avvenuti durante l'era Obama furono l'accordo sul nucleare iraniano, la legalizzazione del matrimonio omosessuale e la riapertura delle relazioni diplomatiche con Cuba.
Gli stanziamenti che il Congresso degli Stati Uniti ha approvato per la guerra in Iraq, Afghanistan e della guerra globale contro il terrorismo dopo l'11 settembre sono stati di 1,6 trilioni di dollari.

Sono stati spesi 686 miliardi di $ (43%) per l'Operazione Enduring Freedom (OEF) nella guerra in Afganistan e altre operazioni di controterrorismo.

Sono stati spesi 815 miliardi di $ (51%) per l'Operazione Iraqi Freedom (OIF)/Operazione New Dawn (OND).

Sono stati spesi 27 miliardi di $ (2%) per l'Operazione Noble Eagle (ONE), per fornire una maggiore sicurezza alle basi militari.

Sono stati spesi 81 miliardi di $ (5%) per finanziamenti correlati alle guerre in Afghanistan o in Iraq.

Alle elezioni dell'8 novembre 2016 il candidato repubblicano Donald Trump è stato eletto presidente, battendo la candidata democratica Hillary Clinton.
Gli Stati Uniti d'America, insieme al Brasile e all'India sono stati uno dei Paesi più colpiti dal COVID-19.
Il 6 gennaio 2021, gruppi misti di insurrezionisti incitati dal presidente Trump hanno assaltato il congresso nazionale di Washington nel tentativo di impedire la certificazione della vittoria elettorale di Joe Biden alle elezioni presidenziali del novembre 2020. L'attacco ha colto impreparate le autorità preposte alla difesa del congresso che hanno impiegato diverse ore per riprendere il controllo dell'edificio dovendo fare appoggio anche su unità della Guardia Nazionale e del FBI. Nell'assalto sono rimaste uccise cinque persone e decine sono rimaste ferite. È stato il primo assalto al congresso statunitense dai tempi della guerra anglo-americana del 1812. L'episodio è stato interpretato da più parti come segno della polarizzazione politica in atto nel paese da alcuni anni.
Il 20 gennaio 2021 Joe Biden giura come 46º Presidente degli Stati Uniti d'America. Kamala Harris diventa la 49° vice presidente degli Stati Uniti d'America divenendo la prima donna a ricoprire tale carica e la prima di origine asiatica-americana. Nell'agosto dello stesso anno, in base agli accordi di Doha già firmati dalla precedente amministrazione Trump, gli Stati Uniti d'America si sono ritirati dalla guerra in Afghanistan, ponendo fine a 20 anni di conflitto, terminato con il ritorno al potere dei Talebani.
Nelle elezioni presidenziali del novembre 2024 l'ex presidente Donald Trump viene rieletto per un secondo mandato, battendo la candidata democratica, la vicepresidente uscente Kamala Harris. Trump si è insediato alla Casa Bianca il 20 gennaio 2025 ed è il secondo presidente dopo Grover Cleveland ad essere rieletto per un secondo mandato non consecutivo.

## Geografia
Con una superficie di oltre 9 milioni di km² e con circa 331,4 milioni di abitanti gli Stati Uniti sono il terzo Paese più esteso al mondo e il terzo più popolato, generalmente suddiviso a un primo livello in tre unità distinte: il «Mainland», ovvero il gruppo continentale di quarantotto Stati contigui che confina a nord con il Canada e a sud con il Messico, mentre a est e a ovest è bagnato rispettivamente dall'Oceano Atlantico e dall'Oceano Pacifico; l'Alaska (lo Stato più vasto), che sul continente confina unicamente con il Canada, mentre le acque territoriali confinano con la Russia (stretto di Bering); lo Stato delle Hawaii, un arcipelago localizzato nel centro dell'Oceano Pacifico. A questa principale tripartizione vanno aggiunti anche alcuni territori esterni, zone insulari dipendenti economicamente o politicamente dagli Stati Uniti (un esempio è Guam, un territorio non incorporato) e sparsi tra il mar dei Caraibi e il Pacifico.
Gli Stati Uniti d'America occupano una fascia del Nordamerica compresa fra l'Oceano Atlantico a est e il Pacifico a ovest e fra il Canada a nord e il Messico e il golfo del Messico a sud. Si tratta di un'area di 9372614 km² (escludendo le acque interne), che fa degli Stati Uniti la quarta nazione al mondo per superficie (dopo Russia, Canada e Cina). Agli Stati Uniti appartengono anche alcune regioni geograficamente isolate come le Hawaii e l'Alaska. In totale, agli Stati Uniti appartengono 25 961 comuni divisi nei 50 Stati e 3 188 contee.

### Regioni geografiche

Le nove sottoregioni statistiche statunitensi

L'Ufficio del censimento degli Stati Uniti divide il territorio continentale in quattro grandi regioni statistiche che raggruppano diversi Stati: Northeast (a sua volta suddiviso in Nuova Inghilterra e Medio Atlantico), Midwest (suddiviso in centro nord-est e centro nord-ovest), South (suddiviso in Atlantico meridionale, centro sud-est e centro sud-ovest) e West (suddiviso in regione delle Montagne Rocciose e regione del Pacifico).

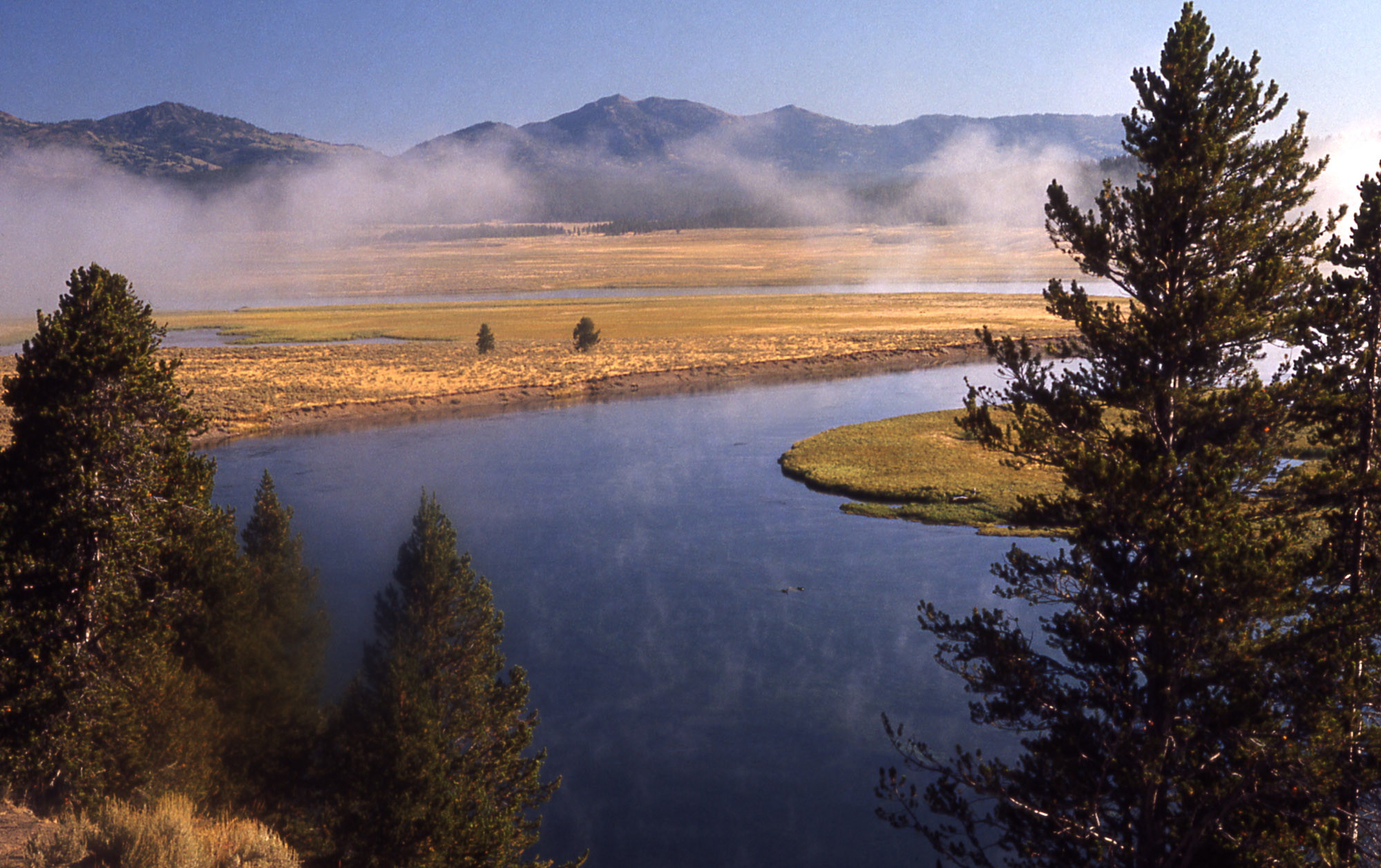
Il Parco Nazionale di Yellowstone nello Stato del Wyoming

Gli Stati della costa orientale sono da nord a sud: Maine, New Hampshire, Vermont (che non è sulla costa), Massachusetts, Rhode Island (il più piccolo degli Stati), Connecticut, New York, Pennsylvania (che è vicino alla costa e la cui metà occidentale è spesso considerata parte del Midwest), New Jersey, Delaware, Maryland, Virginia, Carolina del Nord, Carolina del Sud, Georgia e Florida. Gli ultimi cinque (dalla Virginia) vengono anche contati come Stati del sud. Geograficamente questa zona comprende montagne basse e molto antiche, gli Appalachi, con un andamento generalmente da nord-est a sud-ovest, oltre a molti fenomeni locali, compresi i fenomeni glaciali a nord, le faglie tettoniche della valle del fiume Hudson e la zona di origine calcarea (corallina) della Florida. Il corso dei fiumi è generalmente da ovest verso est e i fiumi tendono a essere di lunghezza limitata, ma ampi e dal flusso regolare. Le maree sono spesso forti, soprattutto al nord. Gli inverni sono freddi (nel nord) o moderati (al sud) e umidi, le estati ugualmente umide.

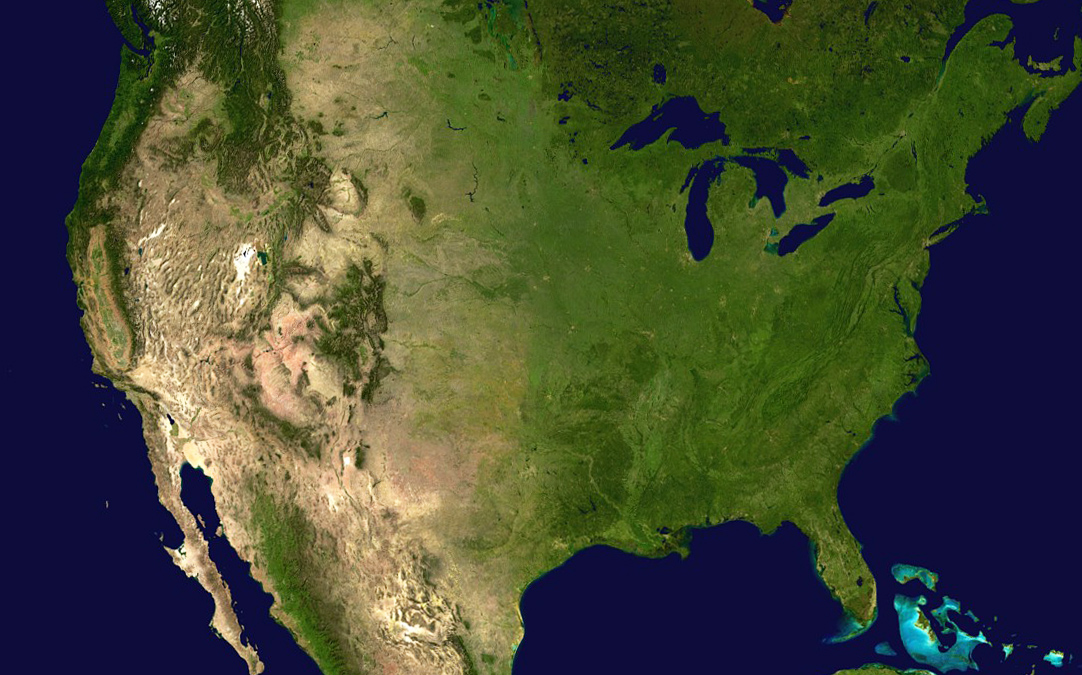
Immagine satellitare degli Stati Uniti contigui

Gli Stati del sud comprendono i summenzionati Virginia, Carolina del Nord, Carolina del Sud, Georgia, Florida e anche la Virginia Occidentale (spesso considerata parte del Midwest, dato che era dalla parte del nord nella guerra civile), Kentucky, Tennessee, Alabama, Louisiana, Arkansas, Oklahoma e Texas (spesso considerato fra gli Stati del sud-ovest). Questa zona comprende la parte meridionale e le cime più elevate degli Appalachi e più a ovest l'altopiano di Ozark. I fiumi comprendono le foci del Mississippi e del Río Grande. La più grande influenza climatica viene dal golfo del Messico e comprende inverni miti, umidità e di tanto in tanto uragani.
Gli Stati del Midwest comprendono: Ohio, Michigan, Indiana, Wisconsin, Illinois, Missouri, Minnesota, Iowa, Dakota del Nord, Dakota del Sud, Nebraska e Kansas. Sono in gran parte stati agricoli e industriali (compresa la «Rust Belt», la zona industriale "arrugginita" negli anni settanta e ottanta del XX secolo dalla concorrenza, soprattutto giapponese), freddi di inverno, caldi di estate e con clima da umido (verso est) a secco (verso ovest). È qui che si trova il "cuore" (heartland) degli Stati Uniti ed è considerato un centro di valori morali (lavoro serio, casa e famiglia, i pionieri sulla prateria e così via) per il resto del Paese.
Gli Stati della zona montana invece comprendono: Montana, Idaho, Wyoming, Nevada, Utah, Colorado, Arizona e Nuovo Messico. Gli ultimi quattro spesso anche considerati gli Stati del sud-ovest. Soprattutto a sud la zona è secca, con molti deserti (Deserto di Sonora, Deserto del Mojave, Deserto di Chihuahua) e le Montagne Rocciose. A nord ci sono inverni molto freddi ed estati miti, mentre a sud gli inverni sono miti e le estati calde. Questa è la zona meno abitata del paese ed è dove si trovano molte delle destinazioni sceniche degli Stati Uniti, per esempio il Grand Canyon (Arizona), Monument Valley (Arizona e Utah) e il parco naturale di Yellowstone (Wyoming). La geografia della costa occidentale (Washington, Oregon e California) comprende montagne elevate (Sierra Nevada), vari vulcani, deserti (Valle della Morte) e zone molto umide (la costa, soprattutto a nord).

### Morfologia
Gli Stati Uniti si trovano interamente nell'emisfero boreale. L'insieme dei quarantotto Stati contigui è bagnato dall'Oceano Pacifico a ovest, dall'Oceano Atlantico a est e a sud-est dal golfo del Messico. I Paesi confinanti sono il Canada a nord e il Messico a sud. L'Alaska è lo Stato più vasto, mentre le isole non mancano nel Pacifico centrale. Secondo il CIA World Factbook la superficie degli Stati Uniti è di 9826630 km², la Commissione statistica delle Nazioni Unite fornisce 9629091 km² e l'Encyclopædia Britannica 9522055 km². In ogni caso gli Stati Uniti occupano il terzo posto come Paese più esteso del mondo dopo la Russia e il Canada. Gli Stati Uniti possiedono anche diversi territori insulari sparsi tra l'Oceano Pacifico (ad esempio Guam) e i Caraibi (compreso Porto Rico, che è legato agli Stati Uniti in un'associazione chiamata Commonwealth).

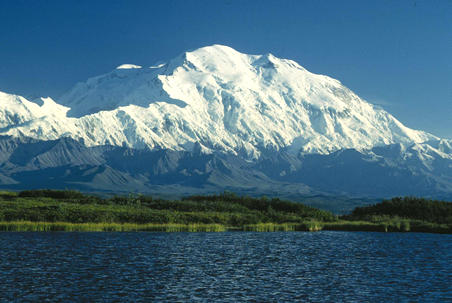
Il monte McKinley (Alaska), la vetta più elevata degli Stati Uniti con 6194 metri sul livello del mare

Dalla pianura costiera dell'Atlantico spostandosi verso l'interno si incontrano i boschi decidui e le dolci colline del Piedmont. I monti Appalachi dividono la costa orientale dai Grandi Laghi e dalle praterie del Midwest. Il fiume Mississippi-Missouri, il quarto sistema fluviale più lungo del mondo, attraversa da nord verso sud il centro del Paese. Le piatte e fertili praterie delle Grandi Pianure si estendono a ovest, interrotte da un altopiano nella regione sud-est. Le Montagne Rocciose al margine occidentale delle Grandi Pianure si estendono da nord a sud attraverso tutto il Paese, raggiungendo altitudini superiori ai 4 300 metri in Colorado. Più a ovest si incontrano le rocce del Gran Bacino e deserti come il Mojave. Le catene montuose della Sierra Nevada e la Catena delle Cascate si snodano prossimi oramai alla costa del Pacifico. Con i suoi 6 194 metri sul livello del mare il monte McKinley in Alaska è la vetta più elevata del Paese. Vulcani attivi sono comuni e presenti in tutta la regione costiera che va dall'arcipelago Alessandro alle isole Aleutine, attraversando la penisola di Alaska, oltre che nell'arcipelago delle Hawaii. Il supervulcano presente nel Parco Nazionale di Yellowstone nelle Montagne Rocciose è il più grande vulcano presente all'interno della parte continentale degli Stati Uniti.

### Clima
Gli Stati Uniti hanno in comune un clima continentale piuttosto accentuato all'interno, ma data l'enorme estensione del territorio si notano differenze considerevoli tra le varie parti, specialmente se ci si sposta da nord a sud con l'andamento meridiano dei rilievi che non oppone ostacoli ai venti freddi del nord che giungono fino nel Texas e a quelli caldi tropicali che giungono dal golfo del Messico oppure se si considerano le due sponde oceaniche. Le influenze nordiche si fanno sentire anche sulla costa atlantica, lungo la quale scende la fredda corrente del Labrador che annulla in gran parte l'influenza mitigatrice marina fino all'altezza del capo Hatteras (New York ha medie di gennaio oscillanti da 0 a −4 °C e medie di luglio da 21 a 25 °C) assieme all'influenza delle correnti occidentali che favoriscono di inverno le irruzioni anche forti di aria fredda di provenienza continentale-canadese (bufera di neve nota come «blizzard»). Cosicché a est il clima varia da umido continentale nel nord fino a subtropicale umido a sud, con clima tropicale nella punta meridionale della Florida e nelle Hawaii.
Procedendo verso ovest il Midwest ha un clima continentale, le Grandi Pianure a ovest hanno generalmente un clima semi-arido, arido nel Gran Bacino, desertico nel sud-ovest, mediterraneo lungo la costa californiana, temperato umido lungo il golfo del Messico e il sud, oceanico lungo le costiere di Oregon, Washington e Alaska meridionale (la maggior parte dell'Alaska rientra però nel clima subartico o polare), infine gran parte delle regioni montane dell'ovest sono caratterizzate da un clima alpino. Fenomeni meteorologici estremi non sono rari, con le regioni costiere lungo il golfo del Messico soggette al rischio uragani nella stagione autunnale e con le Grandi Pianure soggette a linee temporalesche e tornado laddove si assiste allo scontro tra masse di aria fredda secche provenienti dalle alte latitudini e masse di aria caldo umida di provenienza tropicale, oltre alla già citata bufera di neve nel nord della costa est e nel Midwest.

## Ambiente
L'Earth Overshoot Day (indica a livello illustrativo il giorno nel quale l'umanità consuma interamente le risorse prodotte dal pianeta nell'intero anno) del Paese è il 15 marzo.

### Flora e fauna

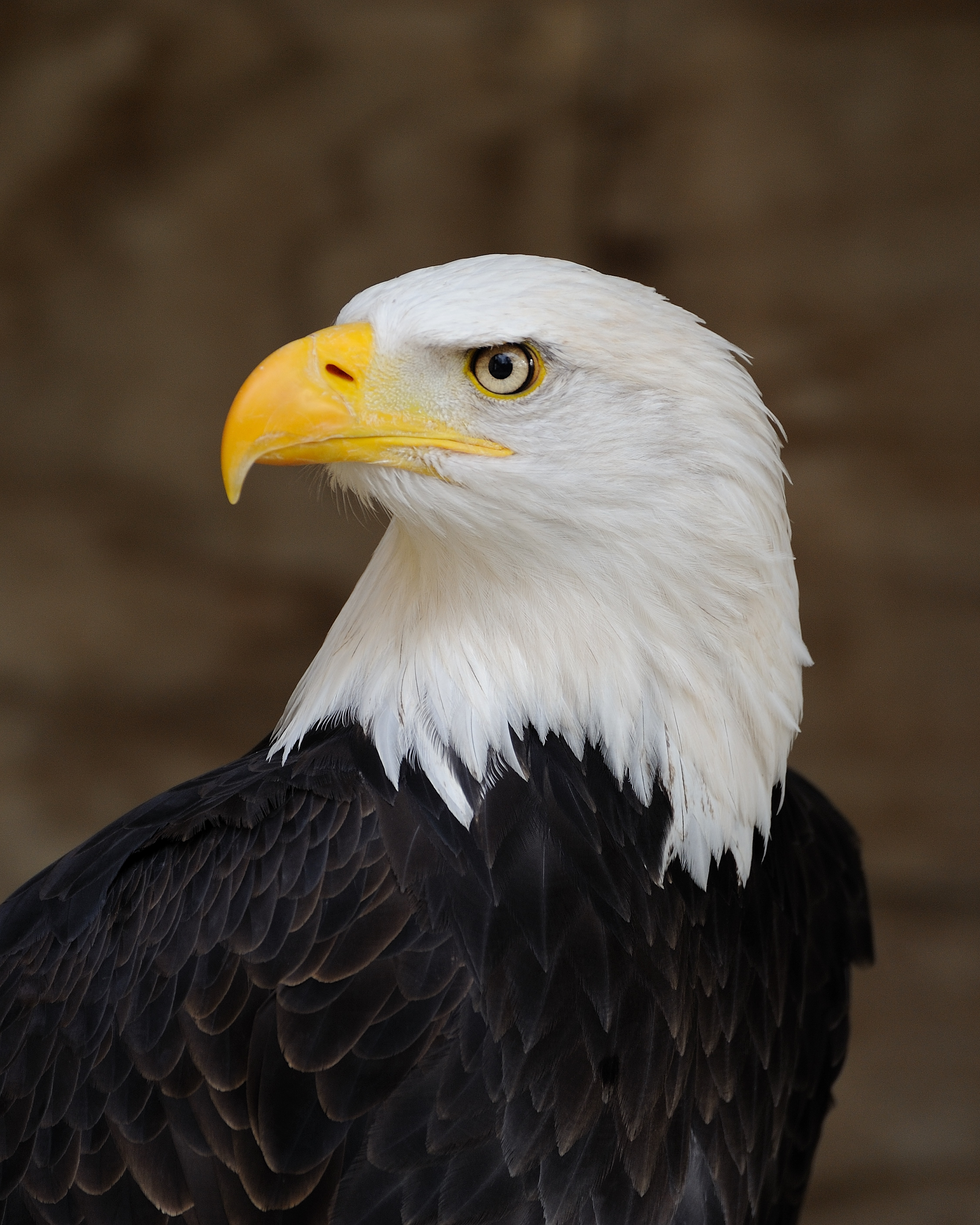
L'aquila di mare testabianca, simbolo degli Stati Uniti sin dal 1782

L'ecosistema degli Stati Uniti è molto vario: circa 17 000 specie di piante vascolari sono presenti negli Stati Uniti contigui e nell'Alaska, oltre a 1 800 specie di piante fiorite situate nelle isole Hawaii, alcune delle quali presenti anche nel continente.
Gli Stati Uniti sono anche la patria di oltre più di 400 specie di mammiferi, 700 specie di uccelli, 500 specie di rettili e anfibi e 90 000 specie di insetti. Sono presenti sessanta parchi nazionali e centinaia di altri parchi, foreste e zone desertiche protette a livello federale. Nel complesso il governo gestisce il 28,8% del territorio, buona parte del quale è protetta.

### Inquinamento
L'inquinamento negli Stati Uniti è sottoposto a controllo da parte di uffici federali come l'Agenzia per la protezione dell'ambiente (Environmental Protection Agency, EPA).
Una grande parte dei rifiuti prodotti dagli Stati Uniti vengono spediti all'estero. Nel 2019, il 62% dei rifiuti statunitensi è stato spedito in Asia.
Nel 2015 gli Stati Uniti hanno prodotto 262,4 milioni di tonnellate di rifiuti, il 4,5% in più rispetto al 2010 e il 40% in più rispetto al 1985 secondo i dati ufficiali.
Mentre la Cina decide nel 2018 di cessare l'importazione di rifiuti in plastica per non essere più la "pattumiera del mondo", l'industria del riciclaggio negli Stati Uniti è perturbata. Il prezzo del trattamento dei rifiuti sta aumentando considerevolmente e molte città preferiscono incenerire i loro rifiuti, incidendo sulla qualità dell'aria o sulle discariche a cielo aperto, una delle principali fonti di emissioni di metano.

#### Inquinamento atmosferico
Nel 2012 il governo degli Stati Uniti intendeva regolare le emissioni di CO2 dalle centrali elettriche con il piano Greenhouse Gas New Standard Performance. L'EPA ha segnalato come inquinanti più di 450 aziende statunitensi.

#### Inquinamento del suolo
L'inquinamento del suolo è causato principalmente dai rifiuti solidi urbani. Nell'ambito del programma Vital Signs (segni vitali) il Worldwatch Institute di Washington ha segnalato che gli Stati Uniti producono 615 000 tonnellate al giorno di rifiuti solidi urbani non totalmente riciclabili che causano un inquinamento delle acque, portando nella catena alimentare metalli pesanti come il cadmio, lo stronzio, il nichel e il cromo.

## Società

### Demografia

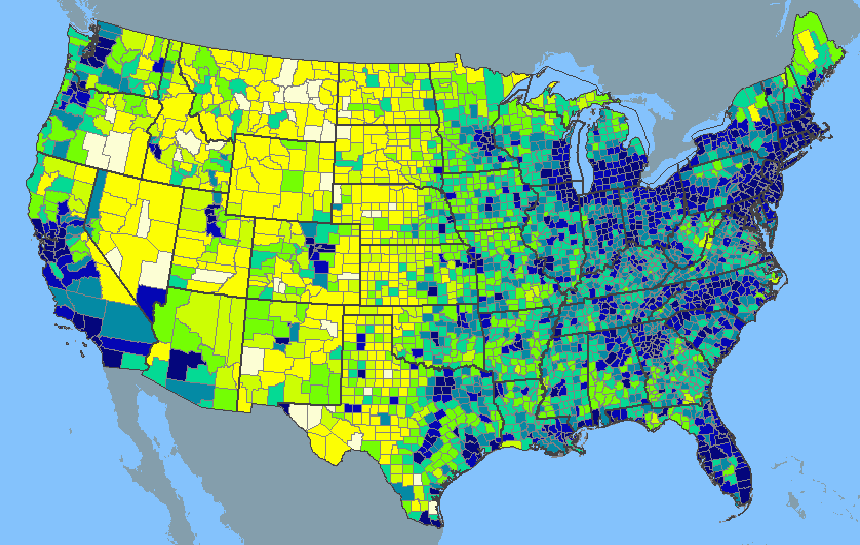
Densità della popolazione. (2000)

Sebbene gli abitanti siano molto numerosi la densità di popolazione è di circa 32,45 ab./km², il che significa che la maggior parte delle terre è scarsamente abitata. I principali nuclei urbani si concentrano sulla East Coast (la costa atlantica), dove sorgono grandi metropoli come New York, Boston, Filadelfia, Washington, Atlanta, e Miami; vicino al golfo del Messico come Houston e Dallas, nella parte continentale sulle rive dei Grandi Laghi, dove sorgono Chicago, Detroit, Buffalo, Milwaukee e Cleveland; oppure sulla West Coast, con San Diego, Los Angeles, San Francisco, Portland, Seattle e San Jose. Gli Stati Uniti sono uno dei Paesi con la maggior diversità etnica e la sua multietnicità è il prodotto di un'immigrazione su larga scala dai più svariati Paesi dei diversi continenti.
Nel 2020 l'Ufficio del censimento degli Stati Uniti ha riportato quasi 331,5 milioni di persone, con un aumento del 7,4% rispetto all'anno 2010, che era di 308,7 milioni di persone. La percentuale di crescita è circa in media con le percentuali dei decenni precedenti a partire dal 1900. La popolazione è generalmente in crescita, grazie specialmente a una forte immigrazione, proveniente in buona parte dall'America Latina e dall'Asia orientale. La presenza di immigrati o di loro discendenti diretti è molto rilevante nella parte sud occidentale del Paese. Più di 37 milioni di cittadini sono nati all'estero e circa 15 milioni di questi sono stati naturalizzati cittadini statunitensi. Il 6% della popolazione è di origine italiana, costituita dai discendenti degli immigrati arrivati sulle coste degli Stati Uniti perlopiù dalla seconda metà del XIX secolo fino alla seconda guerra mondiale e provenienti in maggioranza dal Mezzogiorno, dal Veneto e dal Friuli-Venezia Giulia. Sono circa 18 milioni gli italoamericani (cifra che tuttavia non considerava tutti coloro che posseggono solo parziale origine italiana e non deducibile dal cognome), ma solo un milione di essi parla o comprende l'italiano. L'azione positiva (Affirmative Action), una politica a favore dei gruppi minoritari, ha permesso negli ultimi decenni agli appartenenti alle minoranze etniche un più facile accesso alle università, a molti posti di lavoro che precedentemente erano loro preclusi e a incarichi di grande responsabilità nel mondo politico e nell'alta finanza.

#### Immigrazione
L'immigrazione negli Stati Uniti fu sempre molto intensa nel corso della storia, specialmente dall'Europa, tanto che la parte meridionale fu interessata dall'immigrazione dalla Spagna, tranne la zona della Louisiana che al tempo si estendeva fino al Canada. I primi immigrati nelle tredici colonie provenivano dal Regno Unito, ma in seguito fu molto forte l'immigrazione dalla Germania dove il numero degli abitanti era quasi pari a quello degli immigrati britannici, mentre nella zona dello Stato di New York erano presenti immigrati dai Paesi Bassi. L'immigrazione dalla Francia fu frequente dopo la cessione della Louisiana agli Stati Uniti da parte di Napoleone Bonaparte. Nell'Ottocento fu enorme l'immigrazione dall'Irlanda e altrettanto forte quella dall'Italia, specie a cavallo tra l'Ottocento e il Novecento. L'immigrazione proseguì nel Novecento con l'arrivo di immigrati dai Paesi scandinavi e durante la seconda guerra mondiale di ebrei (circa 6 milioni) specialmente dalla Russia, dalla Polonia e dall'Ungheria.

### Etnie e minoranze straniere
Tedesca
     Americana
     Inglese
     Irlandese
     Italiana
     Messicana
     Africana
     Giapponese
     Portoricana

Gruppi etnici maggioritari nei diversi Stati d'America: la maggior parte degli Stati ha una maggioranza di etnia germanica, prevalentemente di origine anglosassone, tedesca e scandinava (rispettivamente colori porpora e blu, ma anche rosso, che indica coloro che si identificano semplicemente come "americani", la maggioranza dei quali di origine inglese coloniale)
Legenda delle maggioranze etniche dei vari Stati:
Tedesca
Americana
Inglese
Irlandese
Italiana
Messicana
Africana
Giapponese
Portoricana

Mappa più dettagliata che riporta le discendenze etniche per singole contee

Con più di 340 milioni di abitanti gli Stati Uniti d'America sono il terzo Paese al mondo per popolazione dopo Cina e India. La zona più popolata del Paese è quella nordorientale di antica urbanizzazione, ma si sono espanse anche le zone urbane della costa pacifica, specie in California.
Secondo i dati del censimento 2020, il 61,6% degli americani si identificavano come bianchi (il dato comprende non solo i bianchi europei, ma molti del 18,7% della popolazione che si identificano come "ispanici", ovvero gli statunitensi di origine sudamericana, la maggior parte dei quali nel censimento si identificano come "bianchi"), il 12,4% come neri, il 6,0% come asiatici, il 2,9% come nativi americani, lo 0,2% come nativi hawaiiani o delle isole del Pacifico, l'8,4% come di altre etnie, e il 10,2% come di etnia mista (due o più delle anzidette).
Gli statunitensi di origine europea (ma anche araba e turca) non ispanica, ovvero i bianchi non ispanici (non-Hispanic whites), costituivano all'incirca il 61% della popolazione nel 2012, considerevolmente calati e in continuo calo, sia in percentuale sia in numero assoluto rispetto all'89% del 1960.
Secondo il vecchio censimento ufficiale del 2000 i residenti di ascendenza tedesca erano il 12,2%, quelli di origine del Regno Unito il 20,6% (di cui l'11,9% di irlandesi e l'8,7% di inglesi). I residenti di ascendenza italiana rappresentavano il 5,6% della popolazione totale. Il gruppo comunemente identificato come White Anglo-Saxon Protestant (WASP, in italiano Bianco, Anglosassone, Protestante) detiene ancora le leve del potere politico ed economico e anche se calato è ancora maggioranza del Paese.
Nel censimento del 2010 è stato rilevato che il 23% dei bambini sotto i quindici anni ha genitori bianchi (i bianchi di origine europea, ma anche arabi e turchi, sono definiti come bianchi non ispanici nel censimento ufficiale, o anche bianchi di origine non latino-americana), che entro il 2042 sarebbero una minoranza se proseguono le tendenze migratorie e la bassa natalità tra i bianchi. Questa proiezione su un futuro scenario demografico in cui i bianchi (da sempre ai vertici dei poteri e della gestione dello Stato) potrebbero essere in netta minoranza ha cominciato a scatenare forti dibattiti circa l'identità degli Stati Uniti nel futuro prossimo e sull'immigrazione in entrambi gli schieramenti politici. Per quanto riguarda le origini della popolazione statunitense (stima del 2018) si calcola che essa abbia le seguenti discendenze (anche se solo lontane o parziali). 197 181 177 sono bianchi non ispanici così suddivisi:
██ Bianchi non-ispanici (60,1%)
██ Ispanici (18,5%)
██ Afroamericani (13,4%)
██ Asiatici (5,9%)
██ Multirazziali (2,8%)
██ Nativi americani (2,9%)
██ Nativi delle Hawaii e di altre isole del Pacifico (0,2%)
| Classifica | Discendenza                                          | Popolazione                                                 | Quota della popolazione totale |
| ---------- | ---------------------------------------------------- | ----------------------------------------------------------- | ------------------------------ |
| 1          | tedeschi                                             | 46 403 053                                                  | 14,7%                          |
| 2          | irlandesi                                            | 33 526 444 (sette volte la popolazione dell'Irlanda stessa) | 10,6%                          |
| 3          | inglesi                                              | 24 787 018                                                  | 7,8%                           |
| 4          | americani                                            | 22 746 991                                                  | 7,2%                           |
| 5          | italiani                                             | 17 285 619                                                  | 5,5%                           |
| 6          | francesi (inclusi alcuni milioni di franco-canadesi) | 10 332 020                                                  | 3,3%                           |
| 7          | polacchi                                             | 9 385 766                                                   | 3,0%                           |
| 8          | ebrei                                                | 7 153 065                                                   | 2,2%                           |
| 9          | scozzesi                                             | 5 409 343                                                   | 1,7%                           |
| 10         | norvegesi                                            | 4 445 030                                                   | 1,4%                           |
| 11         | olandesi                                             | 4 289 116                                                   | 1,4%                           |
| 12         | svedesi                                              | 3 933 024                                                   | 1,2%                           |
| 13         | scozzesi-irlandesi                                   | 3 046 005                                                   | 1,0%                           |
| 14         | russi                                                | 2 843 400                                                   | 0,9%                           |
| 15         | arabi                                                | 1 832 106                                                   | 0,6%                           |
| 16         | gallesi                                              | 1 778 216                                                   | 0,6%                           |
| 17         | cechi                                                | 1 452 344                                                   | 0,5%                           |
| 18         | ungheresi                                            | 1 423 736                                                   | 0,4%                           |
| 19         | portoghesi                                           | 1 372 141                                                   | 0,4%                           |
| 20         | danesi                                               | 1 307 381                                                   | 0,4%                           |

Circa 42 milioni sono gli afroamericani, compresi i neri ispanici.
Circa 20 milioni di persone sono di origine asiatica, soprattutto:
| Classifica | Discendenza | Popolazione | Quota della popolazione totale |
| ---------- | ----------- | ----------- | ------------------------------ |
| 1          | cinesi      | 3 852 099   | 1,2%                           |
| 2          | indiani     | 3 303 512   | 1,0%                           |
| 3          | filippini   | 2 717 844   | 0,9%                           |
| 4          | vietnamiti  | 1 710 547   | 0,5%                           |
| 5          | coreani     | 1 460 214   | 0,5%                           |
| 6          | giapponesi  | 779 637     | 0,2%                           |

Secondo una stima del 2018 risultavano circa 60 milioni di cittadini statunitensi di origine ispanica (di qualsiasi etnia), in particolare:
| Classifica | Discendenza  | Popolazione | Quota della popolazione totale |
| ---------- | ------------ | ----------- | ------------------------------ |
| 1          | messicani    | 36 986 661  | 11,3%                          |
| 2          | portoricani  | 5 791 453   | 1,8%                           |
| 3          | cubani       | 2 363 532   | 0,7%                           |
| 4          | salvadoregni | 2 306 774   | 0,7%                           |
| 5          | dominicani   | 2 082 857   | 0,6%                           |

Nel censimento governativo del 2009 gli statunitensi ispanici erano circa 48,5 milioni, con un incremento di quasi 3 milioni di unità in due anni.
I nativi americani sono circa 9,7 milioni.
Secondo una stima, negli Stati Uniti vive una delle comunità di rom più grandi al mondo, contando circa 1 milione di individui.
L'immigrazione ispanica è la più numerosa, tanto che alcuni Stati come California, Arizona e Texas sono già a maggioranza ispanica (definiti come «minoranza-maggioranza» nel censimento ufficiale). 
Il gruppo più consistente risulta essere quello dei colombiano-americani.
Va comunque fatto notare che tutti questi Stati del sud-est facevano parte in passato del primo Impero messicano e prima ancora del Vicereame della Nuova Spagna, oltre ai numerosi ispanici che vi risiedevano già storicamente, ben prima dell'annessione agli Stati Uniti dei territori e dell'immigrazione di massa. Alcuni di essi vengono definiti "Hispanos" e sono discendenti degli originali colonizzatori spagnoli quali i tejanos, i callifornios, i neomessicani e i floridianos di cui 10 milioni di americani hanno tali origini. È stato inoltre calcolato che negli Stati Uniti vivano approssimativamente 5 milioni di clandestini (unauthorized immigrants), principalmente messicani, salvadoregni, guatemaltechi e filippini.

### Religione
Dati aggiornati al 2021:
- cristiani: 68%[81]
  - protestanti: 40%[81]
  - cattolici: 28%[81]
  - altri cristiani: 2%[81]
- nessuna religione 29%[81]
- ebrei: 1%[81]
- buddhisti: 1%[81]
- musulmani: 1%[81]
- altre religioni: 3%[81]
- nessuna risposta: 2%[81]

Confessione religiosa di maggioranza relativa nei singoli Stati

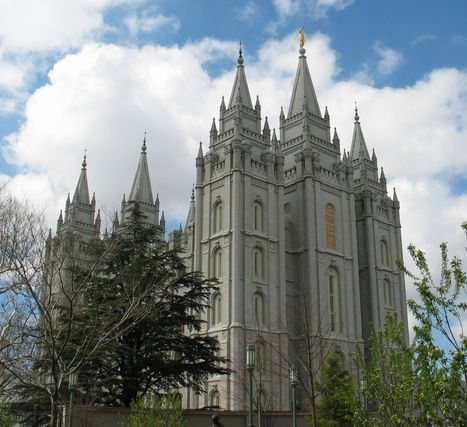
Il tempio di Salt Lake City (Utah) è il più noto edificio religioso della Chiesa di Gesù Cristo dei santi degli ultimi giorni (Chiesa mormone) e simbolo dello sviluppo di nuove religioni negli Stati Uniti

Gli Stati Uniti sono contraddistinti da un tanto forte quanto variegato spirito religioso che si spiega facendo riferimento alla storia e alla costituzione materiale del Paese.
Il cristianesimo è presente in tutte le sue grandi derivazioni: in maggioranza protestanti, seguiti dai cattolici, mormoni (i quali sono una piccola minoranza a livello federale, ma costituiscono la maggioranza della popolazione nello stato dello Utah) e cristiani ortodossi.
Le confessioni protestanti di maggiore tradizione sono quelle della corrente calvinista-riformata (presbiteriana, congregazionalista, nonché i battisti) e gli episcopali, questi ultimi ramo statunitense dell'anglicanesimo, cui tradizionalmente fanno riferimento le classi alte. Le confessioni protestanti più diffuse sono nell'ordine la battista, la metodista, la luterana, la presbiteriana, oltre a una miriade di Chiese evangeliche, pentecostali e indipendenti. La singola Chiesa più diffusa è quella cattolica, presente fin dall'epoca coloniale, soprattutto nel Maryland: uno dei primi governatori dello Stato era Charles Carroll (che nel 1776 fu tra i firmatari della Dichiarazione di indipendenza) era fratello del primo vescovo cattolico degli Stati Uniti. I cattolici statunitensi (in prevalenza bianchi ed europei) hanno tuttavia visto rafforzare la loro presenza grazie all'immigrazione ispanica degli ultimi trent'anni. Vi sono anche presenze ebraiche, islamiche, buddiste, induiste, sikh, e altre.
Negli ultimi decenni del XX secolo si sviluppò il fenomeno delle Chiese evangeliche televisive, guidate dai cosiddetti "telepredicatori" della Christian Coalition, tra i quali vanno ricordati William M. Branham, Billy Graham, Pat Robertson e Jerry Falwell, animatori della destra cristiana, fondamentale per le vittorie elettorali di Ronald Reagan nel 1980 e nel 1984, nonché per quelle di George W. Bush nel 2000 e nel 2004 e va ricordato anche il controverso telepredicatore Benny Hinn. Parallelamente, crebbero le cosiddette megachurch, grandi chiese evangeliche non-denominazionali come la Lakewood Church di Joel Osteen a Houston (Texas), che era la più grande chiesa degli Stati Uniti con più di 45 000 fedeli, seguita dalla Crystal Cathedral di Los Angeles, appartenente alla Chiesa calvinista e che disponeva di 2 736 posti a sedere (situata nei pressi di Disneyland, commissionata nel 1980 dal telepredicatore Robert Schuller). Si è trattato di fenomeni spesso effimeri: per esempio la Crystal Cathedral fallì nel 2010 e l'edificio venne venduto alla Chiesa cattolica, per essere riaperto nel 2019 come "Cattedrale di Cristo".
Spesso la religione è dietro a molte questioni e controversie politiche riguardanti il razzismo (il movimento per la desegregazione dei neri era guidato da Martin Luther King, un pastore protestante), il pacifismo (la stessa guerra in Iraq ha diviso il panorama religioso tra favorevoli e contrari), la pena di morte (sostenuta dalle Chiese protestanti di stampo evangelicale e fermamente contestata dai cattolici), la bioetica, l'omosessualità, l'insegnamento della teoria dell'evoluzione delle specie e il neodarwinismo.

### Lingue
Dalla sua fondazione fino al 2025, nonostante l'inglese fosse de facto la lingua ufficiale del paese, e nonostante fosse lingua ufficiale di alcuni stati, essa non lo era ufficialmente a livello federale. Tuttavia nel febbraio 2025, a seguito di un ordine esecutivo del neo eletto presidente Donald Trump, gli Stati Uniti hanno adottato de iure l'inglese come lingua ufficiale federale. Oltre all'inglese, alcuni stati hanno come lingua ufficiale anche altri idiomi: nelle Hawaii l'hawaiiano, in Alaska venti lingue native americane e nel Dakota del Sud il sioux. Con uno status speciale, ma non ufficiale, è il francese in Louisiana e nel Maine, e lo spagnolo nel Nuovo Messico.
Prima di tale normativa, il 18 maggio 2006 il Senato aveva approvato una risoluzione proposta dal repubblicano James Inhofe, con cui si stabiliva che l'inglese fosse la lingua «comune e unificatrice degli Stati Uniti». Tuttavia, il disegno di legge del Senato non riuscì a ottenere i voti necessari alla Camera dei Rappresentanti.
Anche prima che gli Stati Uniti d'America adottassero una lingua ufficiale, l'inglese era di fatto la lingua nazionale. Secondo un dato del 2003, circa 215 milioni, ossia l'82% della popolazione in età scolare, aveva come lingua madre l'inglese. Oltre all'inglese, le lingue più diffuse secondo il censimento del 2000 erano: lo spagnolo, utilizzato regolarmente da 28 milioni di abitanti; il cinese (2 milioni); il francese (1,6 milioni, comprendendo il creolo-francese 1,9 milioni); il tedesco (1,4 milioni); il tagalog (1,2 milioni); il vietnamita (1,1 milioni); l'italiano (1 milione). Le lingue autoctone e inuit sono parlate da meno dello 0,5% della popolazione. Tra queste la più parlata è il navajo, con circa 180 000 persone che lo parlano oltre all'inglese.

## Stato sociale

### Istruzione
Il sistema scolastico statunitense è gestito dal settore pubblico ed è obbligatorio fino ai 18 anni (16 in alcuni Stati). Negli Stati Uniti sono presenti le scuole più costose del mondo per quanto riguarda l'università, sia che si parli di scuole pubbliche sia che ci si riferisca alle scuole private: le tasse annuali di iscrizione si aggirano intorno ai 20 000 dollari per le scuole pubbliche, mentre arrivano e spesso possono superare i 60 000 dollari per quanto riguarda le università private. Fino all'high school, comunque, la scuola è del tutto gratuita, compresi i libri e l'iscrizione.
Vi sono, inoltre, delle tasse pagate dai residenti del distretto.

### Università
La più antica istituzione universitaria degli Stati Uniti d'America risale all'8 settembre 1636 con la fondazione dell'Università di Harvard, che prende il nome da un suo benefattore inglese, il pastore protestante John Harvard. Oggi questa università privata è una delle più prestigiose a livello internazionale.

### Sistema giudiziario
Il sistema giudiziario degli Stati Uniti si basa su un modello federale, in cui coesistono tribunali statali e tribunali federali con giurisdizioni distinte. La Costituzione degli Stati Uniti stabilisce il potere giudiziario nell'Articolo III, creando la Corte Suprema come massimo organo di giustizia, con il compito di interpretare la Costituzione e risolvere controversie di rilevanza nazionale. Sotto la Corte Suprema vi sono le Corti d'Appello e i Tribunali Distrettuali, che costituiscono il sistema giudiziario federale. Ogni Stato ha un proprio sistema giudiziario, con corti di primo grado, corti d'appello e, nella maggior parte dei casi, una corte suprema statale. Il principio della common law guida il diritto statunitense, con decisioni basate su precedenti giuridici (stare decisis). Inoltre, il sistema prevede un forte uso del processo con giuria, sia in ambito civile che penale. L'indipendenza della magistratura è un principio fondamentale, garantito dalla nomina a vita dei giudici federali, i quali vengono designati dal Presidente e confermati dal Senato.

## Ordinamento dello Stato

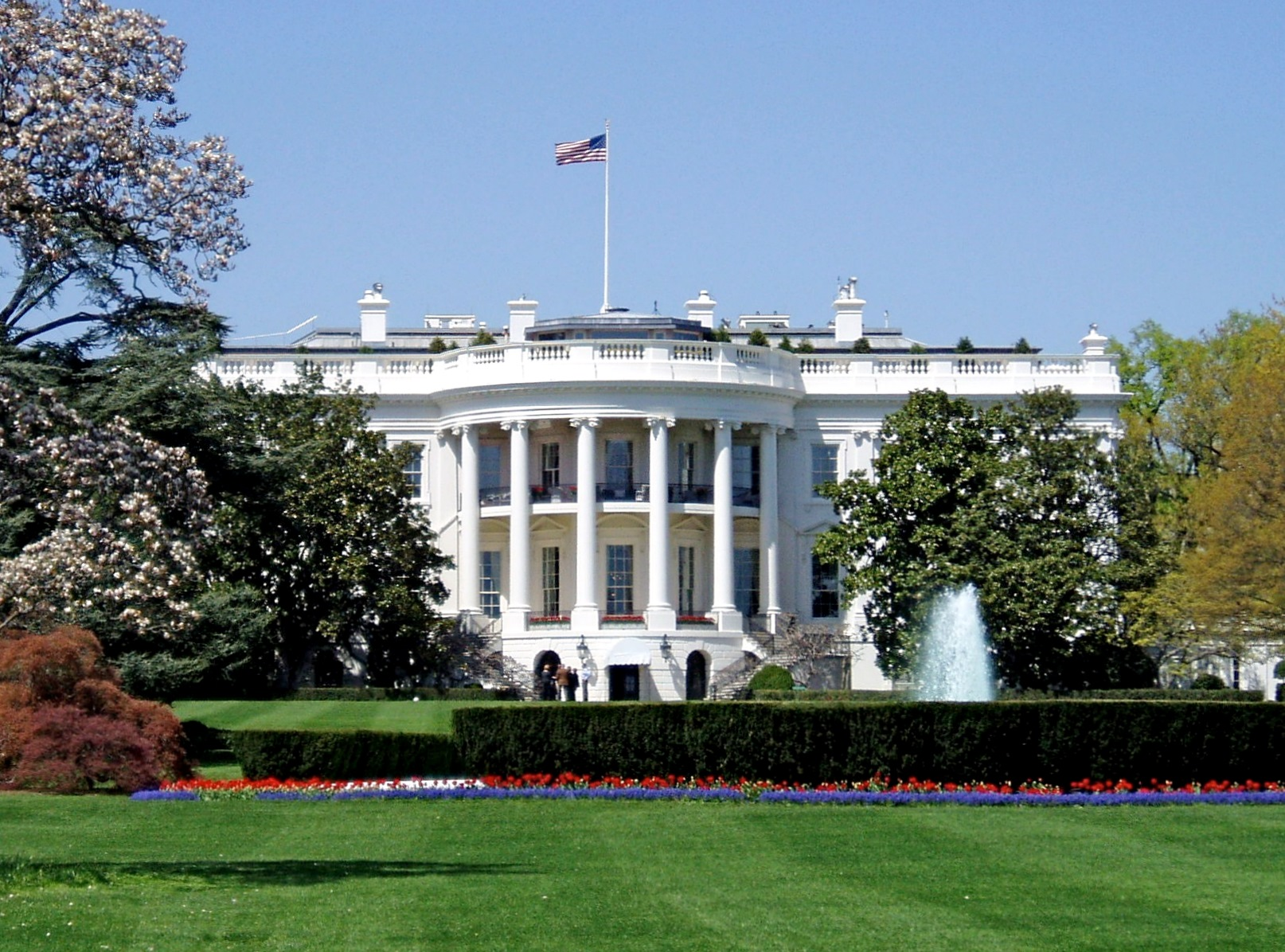
La Casa Bianca, residenza del presidente degli Stati Uniti

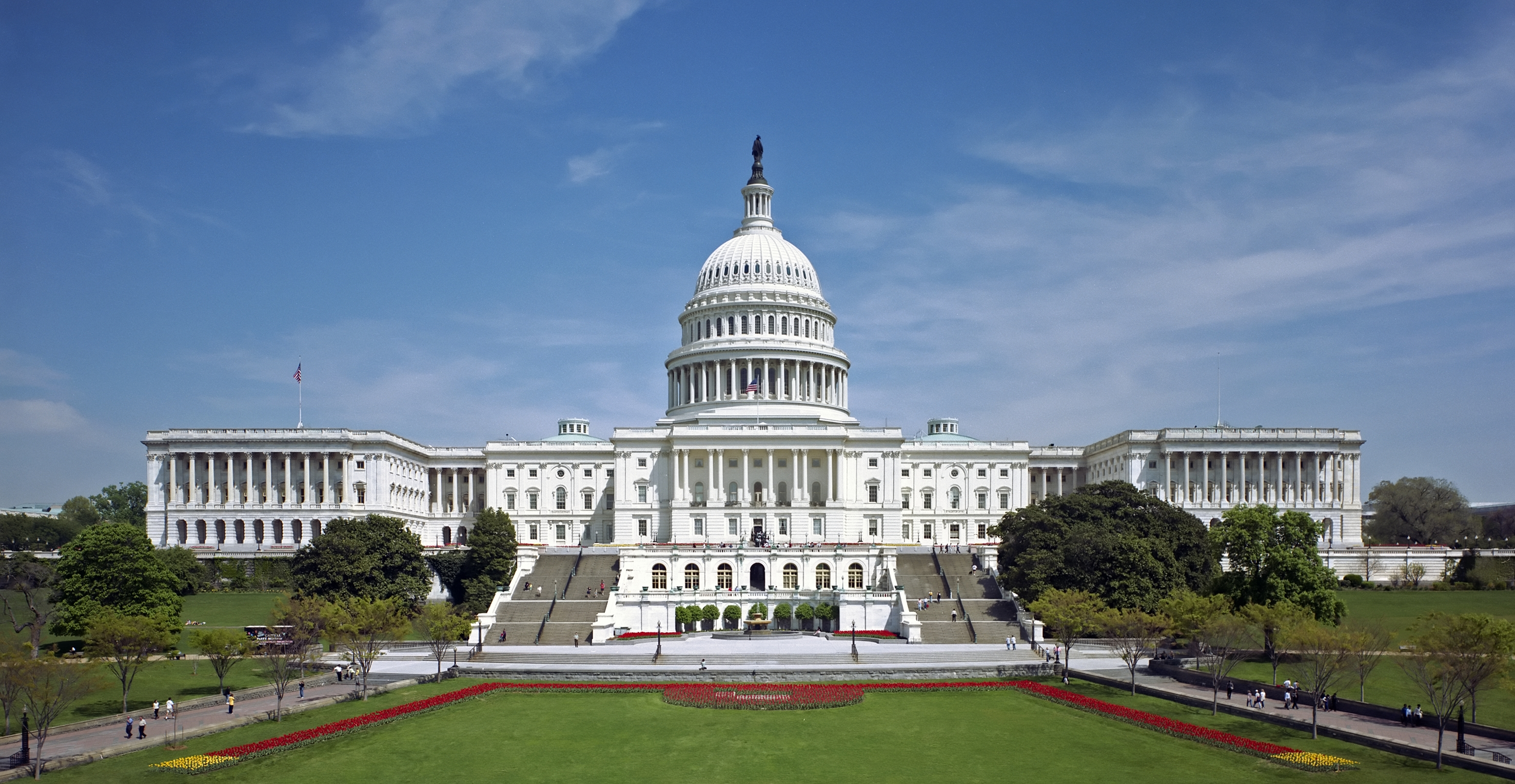
Il Campidoglio, la sede ufficiale dei due rami del Congresso degli Stati Uniti

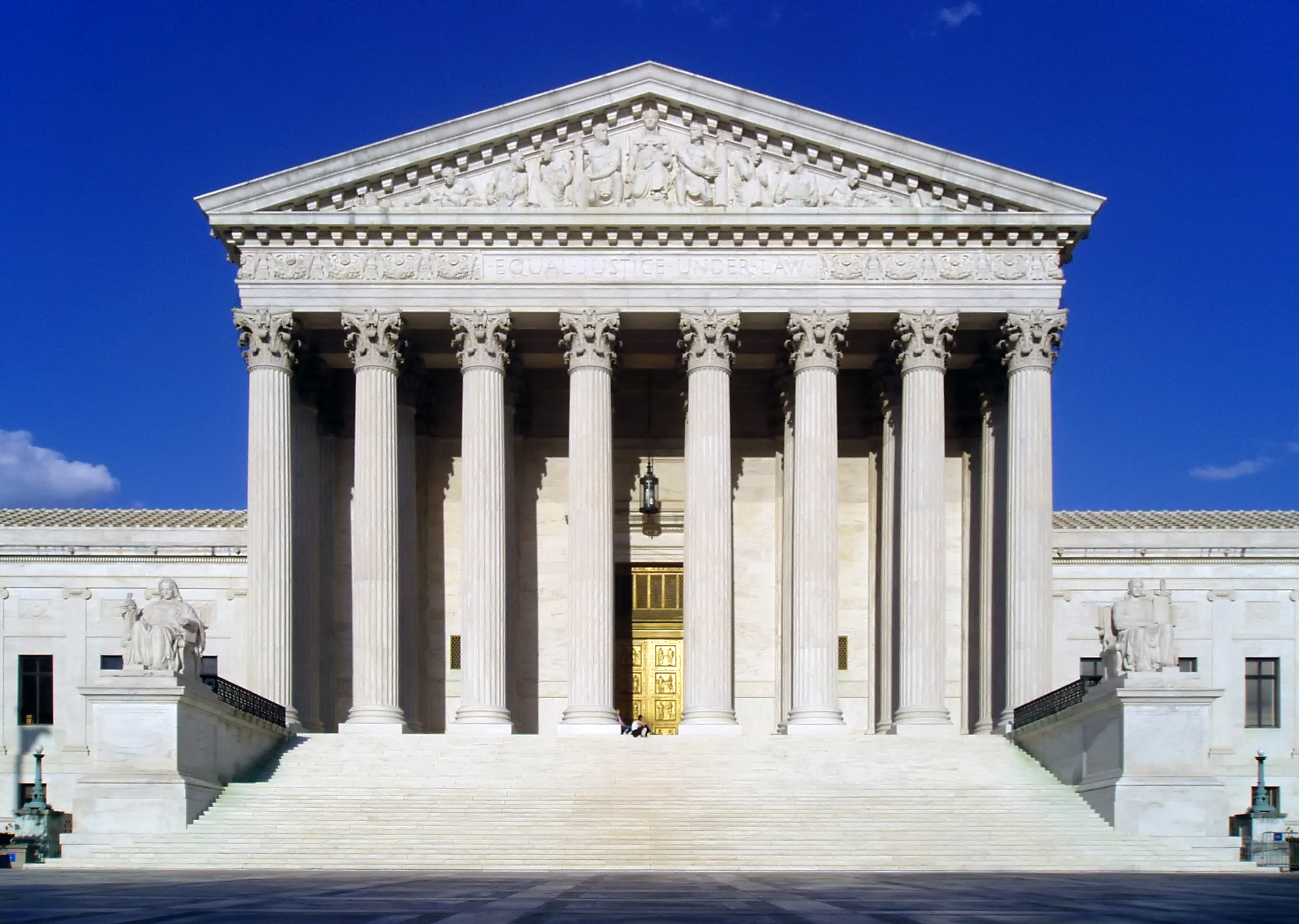
Palazzo della Corte Suprema degli Stati Uniti d'America

Il sistema politico degli Stati Uniti comprende il sistema federale che unisce gli Stati e il sistema di ciascuno Stato. Nonostante la possibilità teorica di ampia indipendenza gli Stati tendono ad assomigliarsi nei sistemi di governo e generalmente sono basati sul sistema federale con un capo dello Stato (il presidente degli Stati Uniti o il governatore di ciascun Stato), un'assemblea legislativa (di solito bicamerale con un Senato e una Camera dei Rappresentanti – House o House of Representatives) e un sistema di giudici e tribunali, federali e statali, ciascuno con una propria giurisdizione. Il rapporto fra il governo federale e gli Stati è regolato dalla Costituzione, interpretata dalla Corte suprema. Per Costituzione il governo federale ha il solo potere di regolare il commercio fra gli Stati, di proteggere i diritti dei cittadini e di difendere il Paese. Di fatto e con l'avallo della Corte suprema col tempo ha acquisito grandi poteri, che esercita attraverso organismi federali i quali, ad esempio, regolamentano la circolazione delle droghe o la cattura dei criminali, ma anche l'educazione e i diritti dei disabili.
Ogni Stato elegge al congresso due senatori e un numero di rappresentanti proporzionale alla popolazione (almeno uno), un sistema che offre un maggiore peso agli Stati più piccoli. Il sistema politico statunitense è bipolare e assegna il potere a chi ha ricevuto più voti tra i due partiti maggiori, il Partito Democratico (di centro e di tendenze progressiste) e il Partito Repubblicano (di destra e di tendenze conservatrici).
L'elezione del presidente avviene ogni quattro anni, il primo martedì dopo il primo lunedì di novembre. L'elezione del presidente avviene in modo indiretto, in quanto i cittadini eleggono i grandi elettori che a loro volta si riuniscono ed eleggono il presidente. Ogni Stato possiede un numero di grandi elettori pari al numero di deputati e di senatori che lo Stato esprime. Con rare eccezioni in ciascuno Stato i grandi elettori vengono assegnati alla lista che prende il maggior numero di voti («the winner takes all»). Il meccanismo elettorale spinge i candidati a concentrare i propri sforzi per ottenere i voti di pochi decisivi Stati nei quali il risultato è incerto, trascurando invece gli Stati nei quali con ragionevole certezza il risultato finale è scontato. La scelta del candidato alla presidenza avviene attraverso elezioni primarie che avvengono nel corso di diverse settimane, secondo un calendario che rispecchia la tradizione e vede nell'Iowa e nel New Hampshire i primi Stati interessati da questo tipo di voto.
Se il presidente si rifiuta di firmare una legge (ponendo il suo diritto di "veto"), maggioranze di due terzi sia nella Camera sia nel Senato possono approvare una legge senza la firma del presidente, superandone il "veto". Talvolta le leggi passate dal Senato e dalla Camera sono diverse e in tal caso un comitato formato da senatori e rappresentanti («conference committee») si riunisce per cercare un compromesso accettabile per entrambe le camere: compromesso che spesso esprime più le preferenze del comitato che delle due camere. Ciononostante molto spesso le leggi vengono approvate comunque. In tali battaglie politiche spesso il conflitto non è a viso aperto: infatti spesso il presidente firma una legge approvata dai due terzi di ciascuna delle due camere («a veto-proof majority») pur dichiarandosi contrario.
Nel Senato per oltre un secolo una maggioranza di tre quinti era necessaria per porre fine al dibattito: questo permette a una sostanziale minoranza di bloccare leggi particolarmente sfavorevoli con un processo chiamato «filibuster». Con la cosiddetta opzione nucleare una serie di modifiche regolamentari hanno limitato l'operatività di questa regola: l'abbassamento della supermaggioranza fu statuito nel 113º Congresso per le proposte presidenziali di nomine alle Corti inferiori e nel 115º Congresso degli Stati Uniti d'America la nuova maggioranza repubblicana al Senato ha abbassato la maggioranza anche per le proposte presidenziali alla Corte suprema, consentendo la nomina del giudice Neil M. Gorsuch.
Per quanto riguarda la Costituzione può essere emendata mediante due procedure:
- con la prima il Congresso con l'approvazione di due terzi di ciascuna delle camere propone agli Stati l'emendamento in questione;
- con la seconda (che non è stata mai applicata) il Congresso dietro richiesta delle assemblee legislative di due terzi degli Stati convoca una convenzione nazionale per discutere e presentare l'emendamento. A questo punto in entrambi i casi è necessario che tre quarti degli Stati approvino l'emendamento. Questa approvazione può essere opera dell'assemblea legislativa dello Stato o di un'apposita convenzione. Tranne in un caso, l'approvazione degli emendamenti è sempre stata opera delle assemblee legislative degli stati.

Vari emendamenti si sono succeduti nella storia statunitense. Sono famose le modifiche dopo la guerra civile intese a proibire la schiavitù.
Clamoroso fu il XVIII emendamento, che proibì il consumo dell'alcol: esso fu successivamente abrogato dal XXI, emendamento che è stato l'unico a essere approvato mediante convenzioni statali e l'unico ad abrogare un precedente emendamento (lo stesso XVIII).

### Costituzione
La Costituzione degli Stati Uniti d'America, la più antica ancora in vigore, fu completata nel 1787 e ratificata nel 1789.

### Suddivisioni amministrative

#### Stati federati
In origine la Dichiarazione di indipendenza fu firmata da tredici dei cinquanta Stati che avrebbero poi costituito i moderni Stati Uniti insieme al distretto federale di Columbia (la data fra parentesi nell'elenco sottostante indica l'epoca della loro entrata nella federazione):
|  | - Alabama (1819) - Alaska (1959) - Arizona (1912) - Arkansas (1836) - California (1850) - Carolina del Nord (1788) - Carolina del Sud (1788) - Colorado (1876) - Connecticut (1788) - Dakota del Nord (1889) | - Alabama (1819) - Alaska (1959) - Arizona (1912) - Arkansas (1836) - California (1850) - Carolina del Nord (1788) - Carolina del Sud (1788) - Colorado (1876) - Connecticut (1788) - Dakota del Nord (1889) | - Alabama (1819) - Alaska (1959) - Arizona (1912) - Arkansas (1836) - California (1850) - Carolina del Nord (1788) - Carolina del Sud (1788) - Colorado (1876) - Connecticut (1788) - Dakota del Nord (1889) | - Dakota del Sud (1889) - Delaware (1787) - Florida (1845) - Georgia (1788) - Hawaii (1959) - Idaho (1890) - Illinois (1818) - Indiana (1816) - Iowa (1846) - Kansas (1861) | - Dakota del Sud (1889) - Delaware (1787) - Florida (1845) - Georgia (1788) - Hawaii (1959) - Idaho (1890) - Illinois (1818) - Indiana (1816) - Iowa (1846) - Kansas (1861) | - Dakota del Sud (1889) - Delaware (1787) - Florida (1845) - Georgia (1788) - Hawaii (1959) - Idaho (1890) - Illinois (1818) - Indiana (1816) - Iowa (1846) - Kansas (1861) | - Kentucky (1792) - Louisiana (1812) - Maine (1820) - Maryland (1788) - Massachusetts (1788) - Michigan (1837) - Minnesota (1858) - Mississippi (1817) - Missouri (1821) - Montana (1889) | - Kentucky (1792) - Louisiana (1812) - Maine (1820) - Maryland (1788) - Massachusetts (1788) - Michigan (1837) - Minnesota (1858) - Mississippi (1817) - Missouri (1821) - Montana (1889) | - Kentucky (1792) - Louisiana (1812) - Maine (1820) - Maryland (1788) - Massachusetts (1788) - Michigan (1837) - Minnesota (1858) - Mississippi (1817) - Missouri (1821) - Montana (1889) | - Nebraska (1867) - Nevada (1864) - New Hampshire (1788) - New Jersey (1787) - New York (1788) - Nuovo Messico (1912) - Ohio (1803) - Oklahoma (1907) - Oregon (1859) - Pennsylvania (1787) | - Nebraska (1867) - Nevada (1864) - New Hampshire (1788) - New Jersey (1787) - New York (1788) - Nuovo Messico (1912) - Ohio (1803) - Oklahoma (1907) - Oregon (1859) - Pennsylvania (1787) | - Nebraska (1867) - Nevada (1864) - New Hampshire (1788) - New Jersey (1787) - New York (1788) - Nuovo Messico (1912) - Ohio (1803) - Oklahoma (1907) - Oregon (1859) - Pennsylvania (1787) | - Rhode Island (1788) - Tennessee (1796) - Texas (1845) - Utah (1896) - Vermont (1791) - Virginia (1788) - Virginia Occidentale (1863) - Washington (1889) - Wisconsin (1848) - Wyoming (1890) | - Rhode Island (1788) - Tennessee (1796) - Texas (1845) - Utah (1896) - Vermont (1791) - Virginia (1788) - Virginia Occidentale (1863) - Washington (1889) - Wisconsin (1848) - Wyoming (1890) | - Rhode Island (1788) - Tennessee (1796) - Texas (1845) - Utah (1896) - Vermont (1791) - Virginia (1788) - Virginia Occidentale (1863) - Washington (1889) - Wisconsin (1848) - Wyoming (1890) |

Un distretto separato sotto la diretta autorità del Congresso è il  Distretto di Columbia, ossia Washington, che è anche la capitale della federazione.
Inoltre ci sono anche alcuni territori esterni che dipendono dagli Stati Uniti:
| - Samoa Americane - Porto Rico - Isole Vergini Americane - Guam - Isole Marianne Settentrionali | - Isole minori esterne degli Stati Uniti d'America - Atollo Johnston - Kingman Reef (disabitato) - Midway - Isola Navassa (disabitata) - Isola Howland (disabitata) - Palmyra - Isola Baker (disabitata) - Isola Jarvis (disabitata) - Isola di Wake |

Mappa degli Stati federati che compongono gli Stati Uniti d'America

#### Contee
Il secondo livello amministrativo è generalmente quello delle contee. I cinquanta Stati sono suddivisi in 3 141 contee o entità amministrative assimilabili a esse. Il rapporto tra Stati, contee e livelli amministrativi inferiori è regolato in modo autonomo nei diversi Stati dalla Costituzione di ognuno di essi.

### Città principali
Pur con importanti differenze nei diversi Stati il terzo livello amministrativo è solitamente quello delle città (city e borough). Una città occupa in genere una parte del territorio di una contea, ma vi possono essere "città indipendenti" il cui territorio non è compreso in alcuna contea o le «consolidated city-county», cioè città il cui territorio si sovrappone completamente a quello della contea di appartenenza. Un caso unico è invece quello della città di New York, il cui territorio copre cinque diverse contee (rappresentate dai cinque quartieri detti «borough»). I centri urbani maggiori sono tuttavia ben più estesi dei loro confini cittadini e vengono identificati da un'area metropolitana. Le aree metropolitane censite dall'Ufficio del censimento degli Stati Uniti sono 363. Esse comunque non costituiscono un'entità amministrativa, ma hanno una funzione esclusivamente statistica. Nel 2008 l'83,6% della popolazione viveva in un'area metropolitana. Dall'anno 2000 la maggiore crescita demografica si è registrata soprattutto nelle città del sud (la cosiddetta «Sun Belt»), in particolare nelle aree metropolitane di Dallas, Houston, Phoenix, Miami e Atlanta, oltre alla California Meridionale.

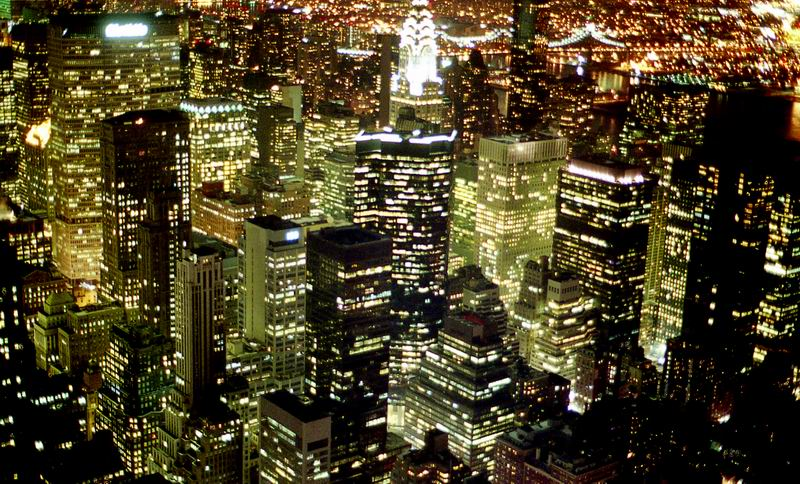
New York

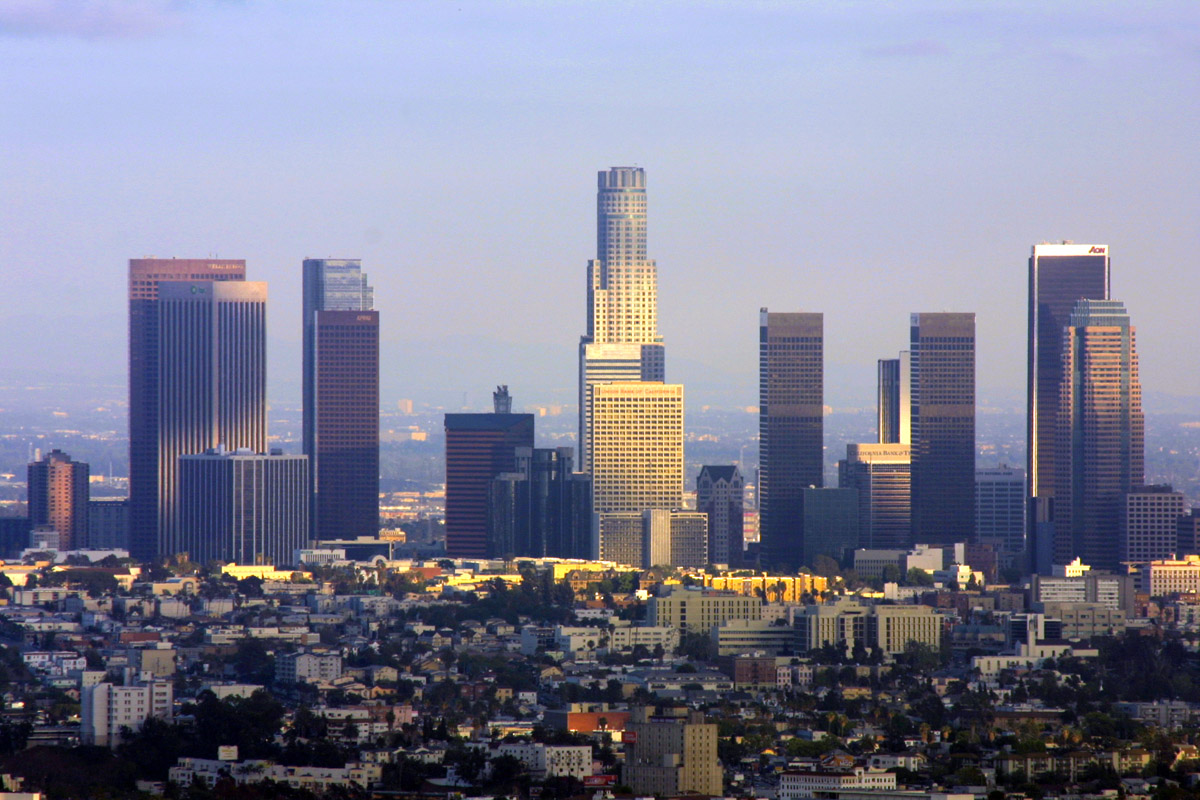
Los Angeles

|                                  | Città                              | Popolazione      | Area metropolitana |
| -------------------------------- | ---------------------------------- | ---------------- | ------------------ |
| New York (bandiera)              | New York (New York)                | 8 336 697 – (1ª) | 18 897 109 – (1ª)  |
| California (bandiera)            | Los Angeles (California)           | 3 857 799 – (2ª) | 12 828 837 – (2ª)  |
| Illinois (bandiera)              | Chicago (Illinois)                 | 2 853 114 – (3ª) | 9 461 105 – (3ª)   |
| Texas (bandiera)                 | Houston (Texas)                    | 2 160 821 – (4ª) | 6 177 035 – (5ª)   |
| Pennsylvania (bandiera)          | Filadelfia (Pennsylvania)          | 1 547 607 – (5ª) | 5 965 343 – (6ª)   |
| Arizona (bandiera)               | Phoenix (Arizona)                  | 1 488 750 – (6ª) | 4 263 236 – (14ª)  |
| Texas (bandiera)                 | San Antonio (Texas)                | 1 382 951 – (7ª) | 2 194 927 – (26ª)  |
| California (bandiera)            | San Diego (California)             | 1 338 348 – (8ª) | 3 095 313 – (17ª)  |
| Texas (bandiera)                 | Dallas (Texas)                     | 1 241 162 – (9ª) | 6 700 991 – (4ª)   |
| California (bandiera)            | San Jose (California)              | 948 279 – (10ª)  | 1 819 198 – (31ª)  |
| California (bandiera)            | San Francisco (California)         | 825 863 – (14ª)  | 4 335 391 – (11ª)  |
| Massachusetts (bandiera)         | Boston (Massachusetts)             | 636 429 – (21ª)  | 4 591 112 – (10ª)  |
| Washington (bandiera)            | Seattle (Washington)               | 634 535 – (22ª)  | 3 905 026 – (15ª)  |
| Colorado (bandiera)              | Denver (Colorado)                  | 634 265 – (23ª)  | 2 599 504 – (21ª)  |
| Distretto di Columbia (bandiera) | Washington (Distretto di Columbia) | 632 323 – (24ª)  | 5 703 948 – (9ª)   |

### Istituzioni, enti e associazioni

#### Forze di polizia
Negli Stati Uniti vi sono forze di polizia in ambito federale, statale, di contea e di città. Le agenzie federali con competenza in tutto il territorio nazionale sono:
- Federal Bureau of Investigation (FBI)
- United States Marshals Service (USMS)
- Drug Enforcement Administration (DEA)
- United States Secret Service (USSS)
- Naval Criminal Investigative Service (NCIS)

Ogni Stato ha poi una polizia, mentre nelle contee la giurisdizione è dello sceriffo. Nelle città vi sono i dipartimenti di polizia e i più conosciuti sono: Los Angeles Police Department, Chicago Police Department, New York City Police Department e Miami-Dade Police Department.

#### Forze armate

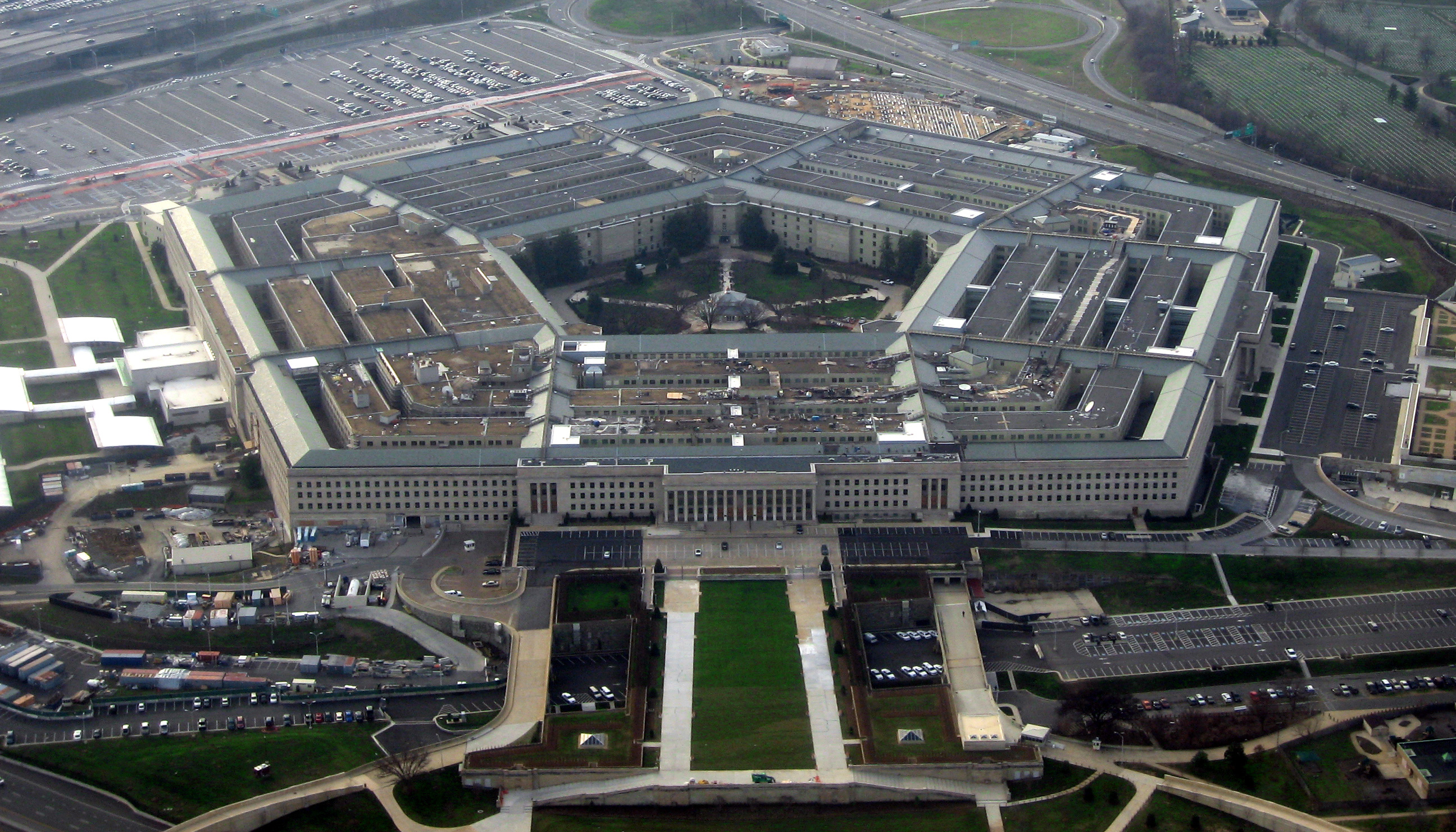
Il Pentagono, quartier generale del Dipartimento della difesa degli Stati Uniti

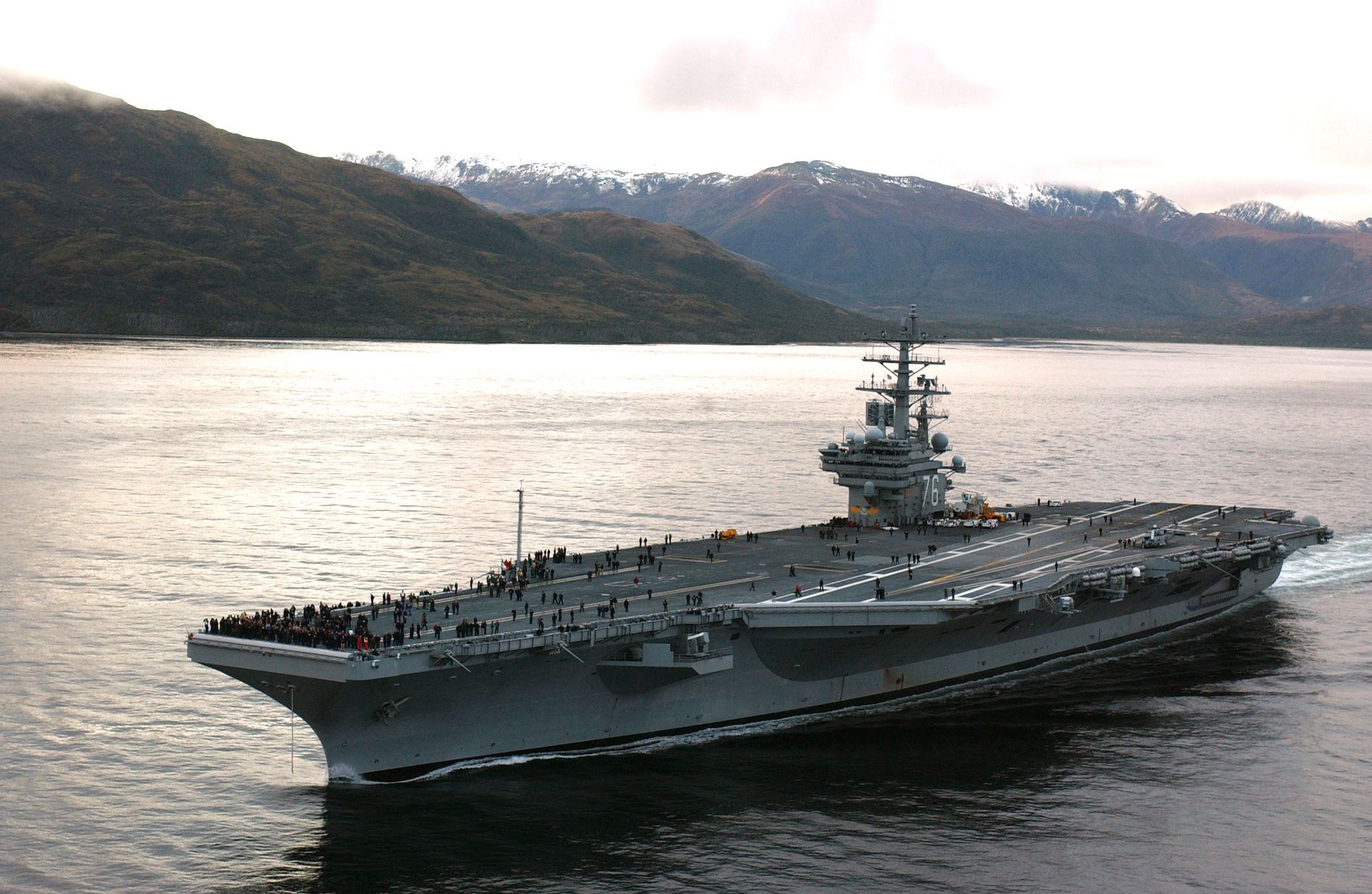
La portaerei USS Ronald Reagan

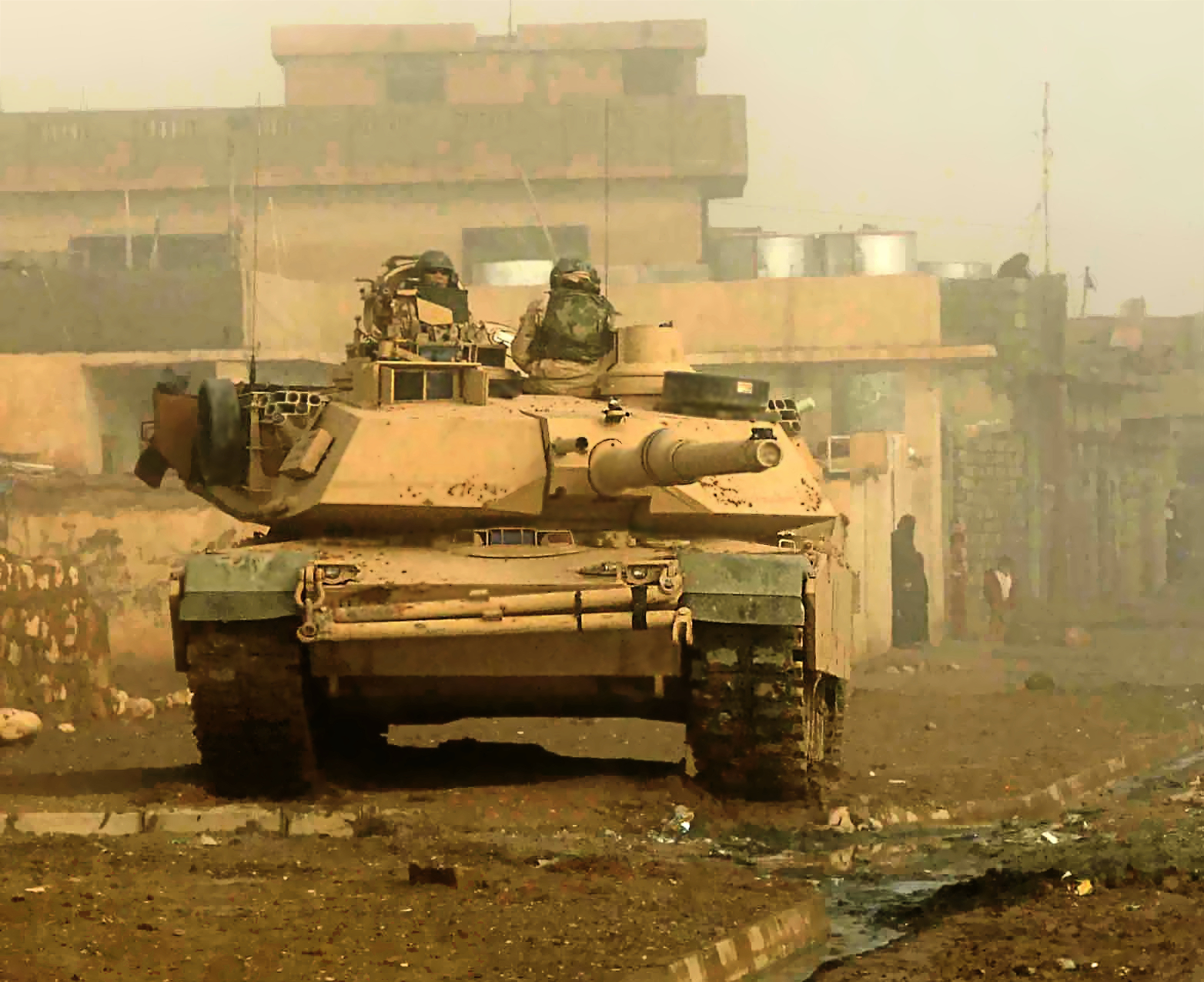
M1 Abrams in Iraq

Con la caduta dell'Unione Sovietica nel 1990-1991 gli Stati Uniti sono rimasti l'unica superpotenza globale o iperpotenza, nonostante i notevoli tagli di fondi destinati al settore della difesa. Nel corso degli anni (in particolar modo dopo la fine della seconda guerra mondiale), grazie alla ricerca di una sempre maggiore efficienza e superiorità tecnologica (piuttosto che numerica) nei confronti dei potenziali nemici, le forze armate statunitensi hanno raggiunto una capacità operativa molto elevata. I corpi militari sono così suddivisi:
- United States Navy (USN): marina militare, istituita nel 1775, dotata di undici Portaerei decine di sottomarini nucleari e vari tipi di navi da battaglia

Questo corpo ha anche un servizio investigativo: il Naval Criminal Investigative Service (NCIS)
- United States Army (USA): l'esercito, istituito nel 1775, composto da circa un milione di soldati
- United States Air Force (USAF): l'aviazione militare, dotata di migliaia di aerei ed elicotteri
- United States Marine Corps (USMC): corpo militare (o Corpo dei Marine), istituito nel 1775, gestito come una piccola forza armata a sé stante e con navi dedicate, fanteria sbarcabile e una propria forza aerea di appoggio.
- United States Reserve (USAR): riserva militare, corpo composto da cittadini civili che in caso di necessità possono essere richiamati in servizio.
- United States National Guard (USNG): guardia nazionale, una branca dell'esercito principalmente indicata per agire in situazioni di crisi interna al Paese.

Il presidente detiene il titolo di comandante in capo della forze armate e nomina i suoi capi, il Segretario della Difesa e i comandi congiunti del personale. Il Dipartimento della difesa gestisce le forze armate, compresi esercito, marina, Corpo dei marines, e l'Air Force. La guardia costiera è gestita dal Dipartimento di sicurezza della patria in tempo di pace e dal Dipartimento della marina in tempo di guerra. Nel 2011 i militari erano 1,43 milioni di personale in servizio attivo, insieme a diverse centinaia di migliaia di riserva, oltre alla guardia nazionale, per un totale di 2,3 milioni di soldati. Il Dipartimento della difesa impiega inoltre circa 700 000 civili.
Il servizio militare è volontario, anche se la coscrizione può verificarsi in tempo di guerra. Le forze statunitensi possono essere impiegate rapidamente grazie alla grande flotta di aerei da trasporto e aerei cisterna di rifornimento dell'Air Force, oltre alle undici portaerei attive nelle flotte dislocate nell'Oceano Atlantico e Pacifico. Al di fuori degli Stati Uniti i militari statunitensi sono schierati su 770 basi e strutture presenti in ogni continente tranne l'Antartide. La spesa totale in campo militare nel 2006 ammontava a più di 528 miliardi di dollari, cioè quasi il 46% della spesa militare globale. La spesa pro capite è di 1 967 dollari, circa dieci volte la media mondiale. Nel 2010 la spesa militare statunitense è stata pari al 4,60% del PIL.

#### Servizi segreti
La Central Intelligence Agency (in acronimo CIA (AFI: /ˈʧia/; in inglese /ˌsiːʌɪˈeɪ/), è un'agenzia di intelligence civile del governo federale degli Stati Uniti d'America, facente parte della United States Intelligence Community. Creata nel 1947, rivolge le sue attività principalmente all'estero.
Quando venne creata, aveva la funzione di creare una struttura di studio e analisi delle informazioni riguardanti la politica estera, successivamente il ruolo e le funzioni si sono evolute e variegate; ad esempio in origine il direttore della CIA, oltre che guidare tale agenzia, aveva il ruolo di responsabile di tutti gli apparati d'intelligence degli Stati Uniti; a seguito degli attentati dell'11 settembre 2001 l'agenzia ha notevolmente aumentato le sue funzioni e capacità. Nel 2013 il Washington Post ha pubblicato un'inchiesta giornalistica nella quale si riportava che nell'anno fiscale 2011 la CIA gestiva il budget più elevato fra tutte le agenzie d'intelligence statunitensi.

Nel quadro di questo aumento delle sue funzioni, la CIA ha aumentato il numero delle sue operazioni clandestine, incluse quelle di natura paramilitare, mentre l'Information Operations Center (IOC) ha spostato la sua attenzione dalle operazioni di antiterrorismo, verso operazioni offensive di servizi segreti cibernetici. Nonostante abbia ottenuto risultati come la localizzazione e l'uccisione di Osama bin Laden (operazione NEPTUNE SPEAR), la CIA ha gravi responsabilità avendo condotto programmi controversi come le extraordinary rendition e impiegando «tecniche di interrogatorio» delle proprie fonti anche attraverso l'utilizzo della tortura. Inoltre la CIA ha attuato svariati interventi illegali in territorio estero atti a favorire gli interessi degli USA, e organizzando pesanti ingerenze nella politica di altri stati sovrani, come nel caso dell'Operazione Condor. Ha la propria base principale nel George Bush Center for Intelligence in Langley (Virginia).

### Bandiera
La Bandiera degli Stati Uniti d'America, in inglese conosciuta come Stars and Stripes ("Stelle e Strisce") , è composta da sei strisce bianche e sette rosse, che rappresentano le tredici colonie inglesi che si ribellarono e con la Rivoluzione Americana diedero vita agli Stati Uniti e un riquadro di 50 stelle bianche su sfondo blu, che rappresentano gli Stati che formano gli USA (48 contingui più l'Alaska e le Hawaii).

## Politica
Il sistema politico degli Stati Uniti d'America si basa sui seguenti principi fondamentali: la repubblica, la democrazia rappresentativa e il federalismo. Il potere politico è condiviso fra il Presidente degli Stati Uniti, il Congresso e le corti giudiziarie federali. Allo stesso tempo, il governo federale condivide la sovranità politica con i governi dei singoli Stati che compongono gli Stati Uniti. La struttura del governo federale è definita dalla Costituzione. Il governo statunitense è di tipo presidenziale.
La molteplicità di livelli governativi riflette la storia degli Stati Uniti: il governo federale venne infatti creato dagli Stati, che come ex-colonie conquistarono un'autonomia legislativa indipendentemente l′uno dall′altro; all′interno di ogni Stato, ognuno di questi aveva creato una propria struttura amministrativo-politica decentrata per assolvere alle proprie funzioni ed una volta che gli Stati Uniti si allargarono, si vennero a formare altri Stati modellati su quelli originari.
Esistono delle differenze sostanziali fra il sistema politico statunitense e quello di molte democrazie costituzionali di matrice europea. Fra le più evidenti si può accennare alla presenza di un parlamento (il Congresso degli Stati Uniti d'America) in cui la "camera alta" ha un peso politico maggiore rispetto all′altro ramo del parlamento ("camera bassa"), oppure al dominio quasi totale di due soli partiti "maggiori" che dura da più di un secolo, generando un forte bipolarismo. Quest′ultimo fattore è dovuto anche (ma non solo) a ragioni storiche, che hanno determinato una serie di norme, sia federali che statali, che limitano fortemente lo spazio politico per i cosiddetti "third parties", i quali oltretutto subiscono anche delle limitazioni informali per quanto riguarda la loro presenza sui media.
Alcune delle tematiche di maggiore discussione pubblica negli ultimi anni riguardano la mancanza di rappresentanza adeguata per i Territori degli Stati Uniti (in particolare con la quasi mancanza di diritto di voto per il distretto della capitale federale e l'eventuale elevamento di Porto Rico a 51º stato), una eventuale sovrarappresentanza di certi stati, le problematicità del sistema totalizzante first-past-the-post, del gerrymandering e altro ancora.
Nel 2021 l'Economist Intelligence Unit ha classificato gli Stati Uniti come una "democrazia imperfetta".

### Politica estera
Gli Stati Uniti esercitano a livello globale una grande influenza economica, politica e militare. Sono membro permanente delle Nazioni Unite e del Consiglio di sicurezza delle Nazioni Unite, e la città di New York ospita la sede dell'ONU. Quasi tutti i Paesi hanno ambasciate a Washington e numerosi consolati sono presenti in tutto il Paese. Allo stesso modo quasi tutte le nazioni ospitano missioni diplomatiche statunitensi, ma Iran, Corea del Nord, Bhutan, Sudan e Taiwan non hanno formali relazioni diplomatiche con gli Stati Uniti.
Gli uomini del governo degli Stati Uniti percepiscono le minacce poste dai governanti di alcuni di questi Stati come una giustificazione per le proprie iniziative militari e di politica estera, come nel caso dei programmi per il missile anti-balistico, iniziative fondate sul timore che questi Stati non sarebbero (nell'infausta ipotesi di aggressione) dissuasi dalla cosiddetta distruzione mutua assicurata. Di conseguenza si giustifica l'adozione nei confronti di questi Stati di misure di difesa preventiva, regolamentata dalla Strategia di difesa nazionale (National Defense Strategy).
Gli Stati Uniti godono di un rapporto speciale con il Regno Unito e mantengono forti legami con Australia, Nuova Zelanda, Giappone, Israele, e tutti i membri della NATO. Lavorano inoltre a stretto contatto con i vicini continentali tramite l'Organizzazione degli Stati americani e accordi di libero scambio come il NAFTA con Canada e Messico. Nel 2005 gli Stati Uniti hanno speso 27 miliardi di dollari in aiuti pubblici allo sviluppo, il maggior Paese contributore del mondo. Tuttavia relativamente al reddito interno lordo gli Stati Uniti contribuiscono con il 0,22%, classificandosi al ventesimo posto tra i ventidue principali Stati donatori.
Enti non governativi come fondazioni private, imprese e istituzioni religiose donano 96 miliardi di dollari e il totale complessivo sale così a 123 miliardi di $, il settimo in percentuale del reddito interno lordo. Sotto il profilo politico ed economico gli Stati Uniti sono stati tacciati di imperialismo culturale verso i paesi latino-americani e secondo alcuni verso l'intero mondo occidentale a partire dall'Ottocento (vedi imperialismo statunitense).
Gli Stati Uniti non aderiscono al Protocollo di Kyoto e sono tra i firmatari che non hanno ratificato il trattato istitutivo dello Statuto di Roma della Corte penale internazionale.

### Politica economica
La politica economica degli Stati Uniti è caratterizzata dagli anni '90 da un alternarsi di ricette liberiste, neo-liberiste e progressiste, in relazione al presidente in carica e alla contingenza geo-politica. Durante il Fifth party system (1933 - 1980), l'indirizzo economico era di tipo repubblicano, keynesiano e parzialmente socialdemocratico.

#### Sistema tributario
Il sistema tributario degli Stati Uniti d'America impone vari tipi di tributi (sui redditi, sulla vendita di beni e servizi, sui salari, sulla proprietà, etc.) a livello federale, statale e locale. Tali tributi sono principalmente regolati dal Capitolo 26 (Title 26, noto anche come Internal Revenue Code) dello United States Code. L'Internal Revenue Service (o IRS) è l'agenzia federale incaricata dell'imposizione fiscale e della riscossione delle accise.

## Economia

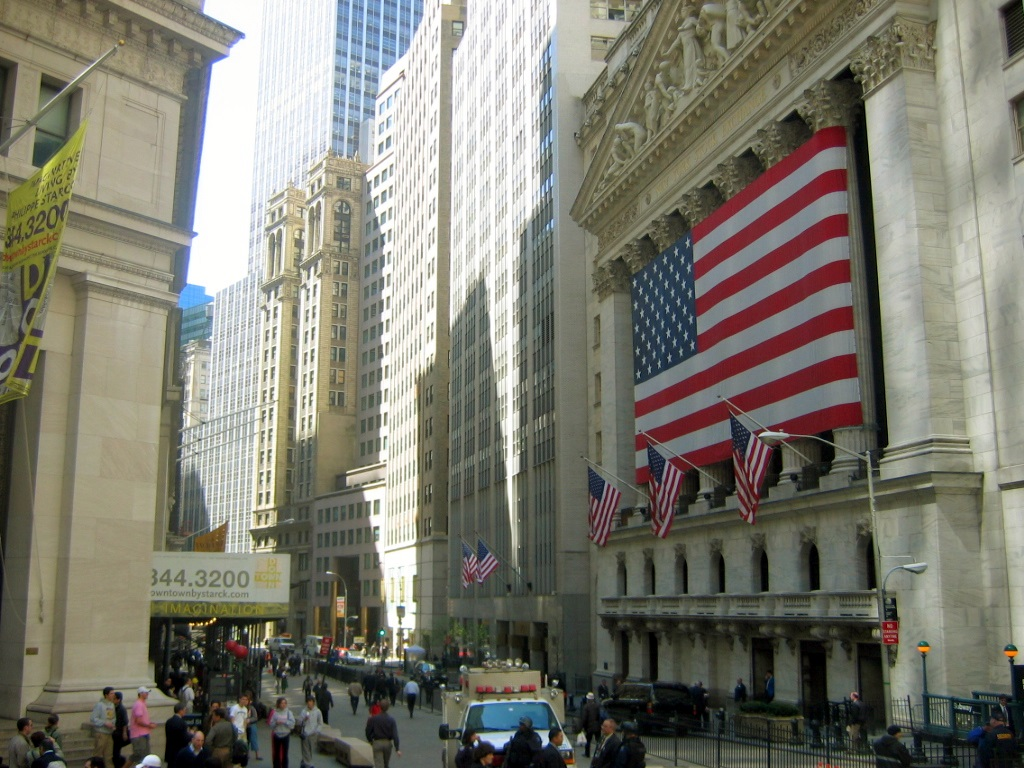
Wall Street, dove trova sede il New York Stock Exchange, maggiore borsa valori del mondo

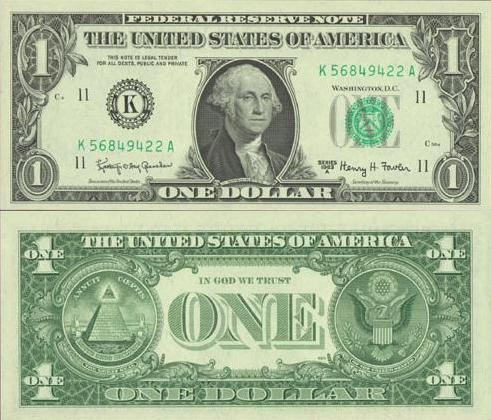
Banconota da un dollaro statunitense, la moneta ufficiale del Paese sin dal 1792

Gli Stati Uniti hanno un sistema economico capitalista di tipo misto con un grande contributo delle imprese private nelle decisioni microeconomiche, regolate però dalle scelte del governo. Caratterizzata da alta produttività e alimentata da abbondanti risorse naturali e da una sviluppata rete di infrastrutture, secondo il Fondo monetario internazionale l'economia degli Stati Uniti genera un PIL annuale di 16 245 miliardi di dollari, che costituisce il 22% del prodotto interno lordo mondiale ai prezzi di mercato e quasi il 20% del prodotto mondiale lordo a parità di potere d'acquisto (PPA). È la più grande economia del pianeta in termini di PIL (nominale) con circa lo stesso PIL combinato di tutti i Paesi dell'Unione europea a PPA generato nel 2012. Il PIL pro capite è il decimo in termini nominali e il sesto in termini di PPA. Gli Stati Uniti sono il più grande importatore di merci e il terzo maggiore esportatore, anche se le esportazioni pro capite sono relativamente basse. Canada, Cina, Messico, Giappone e Germania sono i principali partner commerciali. Le principali merci di esportazione sono macchinari elettrici, mentre i veicoli costituiscono la principale voce delle importazioni.
Il settore privato costituisce la maggior parte dell'economia, mentre le attività governative partecipano al 12,4% del PIL. L'economia è prevalentemente postindustriale, con il settore dei servizi che contribuisce al 67,8% del PIL. Il principale settore in termini di giro di affari è quello del commercio all'ingrosso e al dettaglio, ma in termini di reddito netto è quello della finanza e assicurazioni. Gli Stati Uniti hanno avuto un collasso economico a partire dal 2008 e con loro anche gran parte delle nazioni del pianeta. Al settembre 2012 il debito estero ammontava a 16 000 miliardi di dollari, il più alto del mondo, ma nel 2013 gli Stati Uniti hanno registrato un'ottima ripresa economica: infatti dal dicembre 2013 si è registrato il minore tasso di disoccupazione al mondo e la creazione di nuovi posti di lavoro grazie all'apertura di nuove aziende o fabbriche per i disoccupati oltre che un notevole aumento del PIL e un forte aumento del turismo. Gli Stati Uniti sono la prima superpotenza economica mondiale e industriale con produzioni nell'industria chimica, nell'industria nucleare, nell'industria elettrica e nell'industria informatica, oltre che in tutta l'industria tecnologica e nel settore della ricerca, tanto da detenere il primato nel settore e in tutti i vari tipi di manifatturiera.
Il New York Stock Exchange è la più grande borsa valori del mondo.

### Risorse

#### Petrolio
Gli Stati Uniti sono il terzo più grande produttore di petrolio del mondo, così come il più grande importatore di questa materia prima.

#### Acqua e altri minerali
È al primo posto nella produzione di energia elettrica e nucleare, nell'estrazione di gas naturale, zolfo, fosfati e sale.

### Agricoltura
Sebbene l'agricoltura rappresenti meno dell'1% del PIL, gli Stati Uniti sono i maggiori produttori mondiali di mais e soia.

### Industria
Nel 2005 la forza lavoro retribuita era pari a 155 milioni di persone, di cui l'80% a tempo pieno. Secondo stime del 2009 la maggioranza della forza lavoro, ossia il 77% del totale, era impiegata nel settore dei servizi.
Grazie alla ricchezza di risorse minerarie gli Stati Uniti sono un Paese autosufficiente per quanto riguarda la maggior parte delle materie prime. I principali centri dell'industria meccanica sono Chicago e Detroit. In California oltre all'industria cinematografica di Hollywood si trova un'alta concentrazione di aziende specializzate nel comparto delle nuove tecnologie e dell'informatica.

### Servizi
Insieme alla Cina e al Sudafrica gli Stati Uniti sono le sole nazioni industrializzate a non avere una copertura sanitaria universale; questo è causa di un forte dibattito negli Stati Uniti sulla possibilità di ampliare a tutti le cure sanitarie.
Il 25 marzo 2010 il presidente Barack Obama ha firmato la legge della riforma sanitaria: l'aumento del numero di persone tutelate dal sistema sanitario (32 milioni in più), la diminuzione della spesa governativa per la sanità (pari al 4% del pil nel 2007, il doppio della media delle nazioni facenti parte dell'OCSE). Inoltre si stima come la metà delle bancarotte individuali siano cagionate da spese mediche improvvise e non coperte da tutela assicurativa: tale fenomeno dovrebbe pertanto subire un decremento.
Con circa 15,5 milioni di persone il settore dell'assistenza sanitaria e assistenza sociale rappresentava il principale settore di occupazione. Circa il 12% dei lavoratori è sindacalizzato, contro il 30% dell'Europa occidentale. La Banca Mondiale classifica gli Stati Uniti al primo posto per facilità nell'assunzione dei lavoratori. Tra il 1973 e il 2003 le ore lavorative medie per un lavoratore statunitense sono cresciute di 199 ore, pertanto gli Stati Uniti mantengono la più alta produttività del lavoro del mondo, anche se non in termini di produttività per ora lavorata come fino ai primi anni novanta: i lavoratori di Norvegia, Francia, Belgio e Lussemburgo si trovano meglio piazzati in questo indicatore. Rispetto all'Europa negli Stati Uniti le tasse su proprietà e reddito delle società sono in genere più elevate, mentre il lavoro sconta in genere aliquote fiscali più basse.

### Trasporti
Gli Stati Uniti contano oltre 6 milioni di km di strade, delle quali oltre 4 milioni asfaltate.
Il trasporto ferroviario è principalmente adibito al trasporto merci, sebbene nel Corridoio Nordest, nell'area intorno a Chicago e in California vi sia un buon traffico passeggeri, garantito dalla statale Amtrak principalmente con i suoi treni Acela Express.

Grande sviluppo è stato dedicato all'aviazione, con oltre 15.000 aeroporti. Dall'inizio del nuovo millennio l'aeroporto internazionale di Atlanta è il più trafficato al mondo.

Il sistema delle autostrade degli Stati Uniti, dette "Interstate Highway".
Limiti di velocità massimi nei vari stati federati e contee.
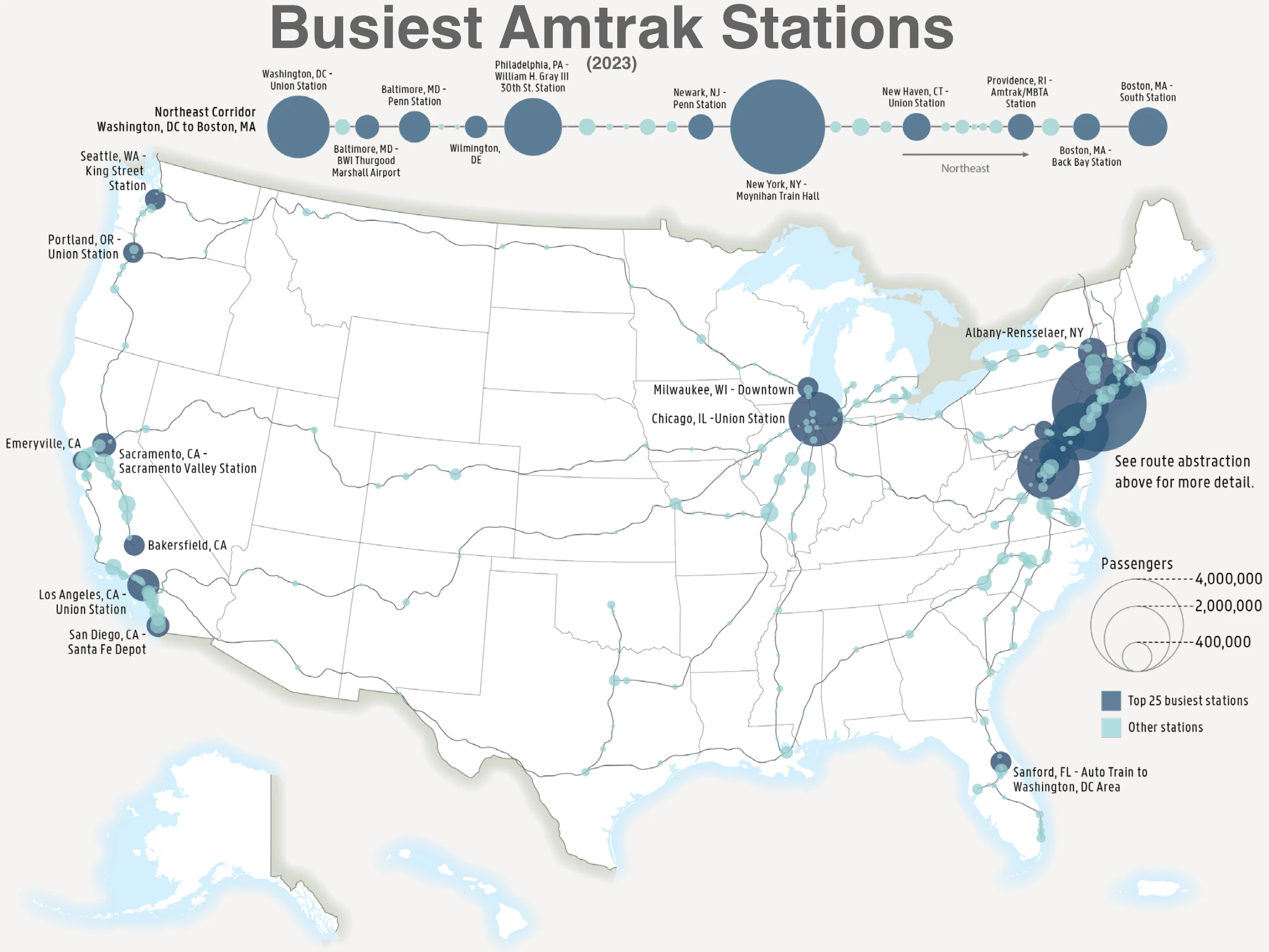
Rete Amtrak e principali stazioni per volumi passeggeri.
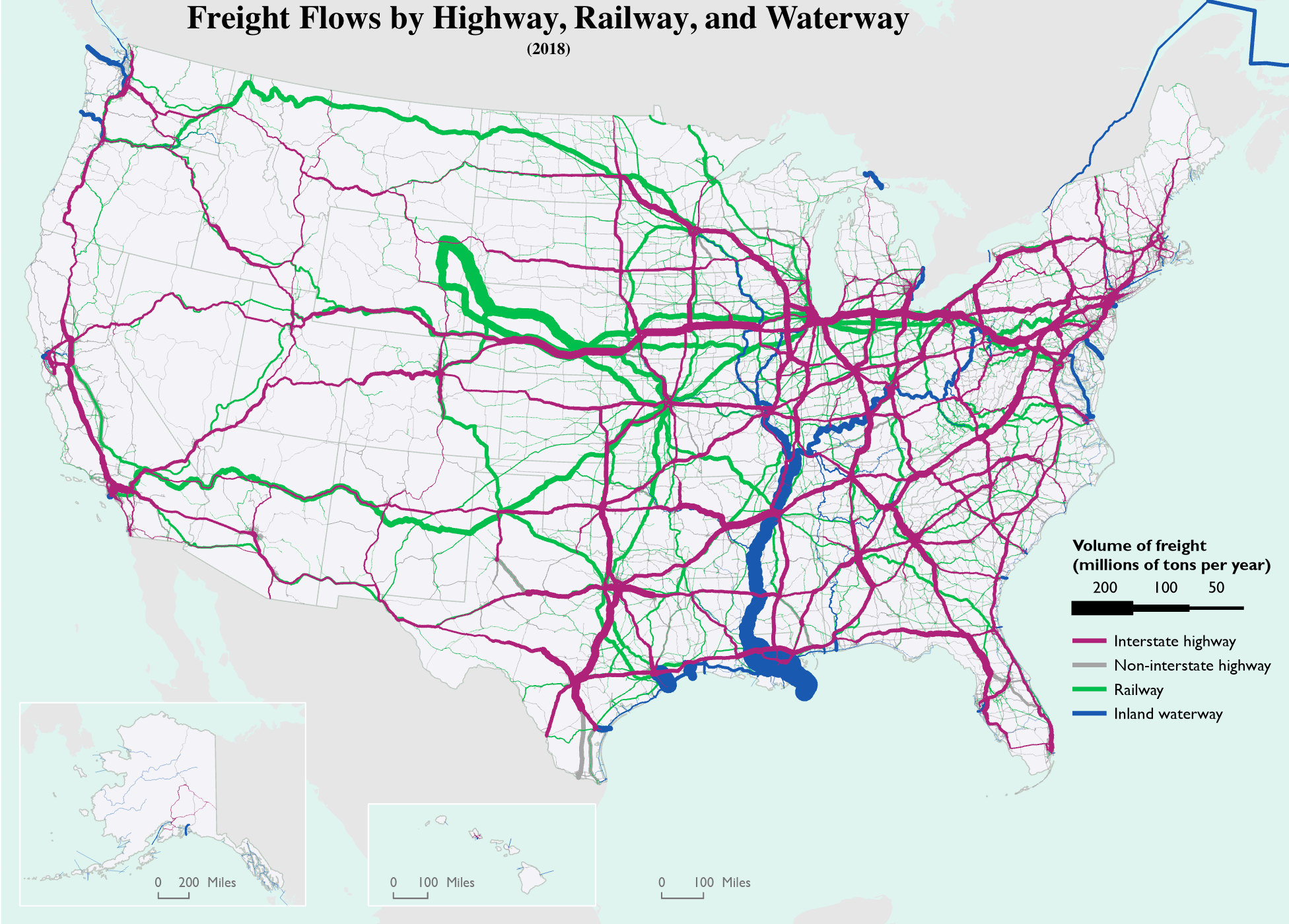
Volumi del trasporto merci attraverso i vari canali di comunicazione.

### Reddito e sviluppo umano

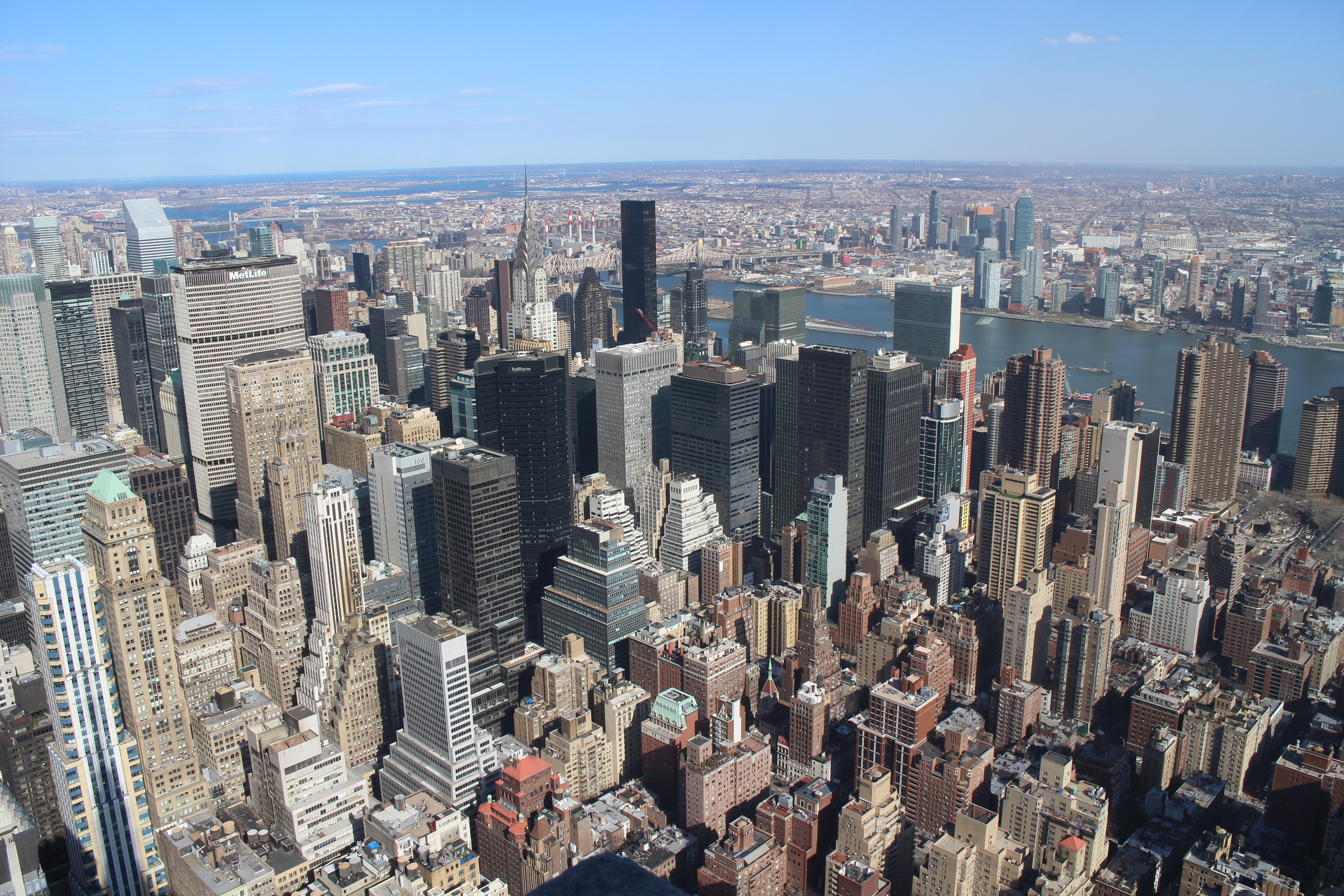
Manhattan, simbolo della potenza economica statunitense

Secondo il Censimento degli Stati Uniti il reddito medio lordo delle famiglie statunitensi nel 2020 è stato di 70 320 dollari, con medie che variano dai 80 734 dollari in Utah ai 51 421 dollari del Mississippi. A parità di potere di acquisto la media è simile a quella delle maggiori nazioni sviluppate. Dopo essere scesi bruscamente durante la metà del XX secolo i tassi di povertà si sono stabilizzati dai primi anni settanta, ma sono decisamente aumentati dalla fine degli anni novanta per poi stabilizzarsi nuovamente. La povertà affligge circa il 10% della popolazione. Lo Stato sociale è ormai tra i più austeri nel mondo sviluppato, ma mentre esso tutela e riduce la fascia debole tra la popolazione anziana, in proporzione poco è fatto per la fascia più giovane. Uno studio 2007 dell'UNICEF sul benessere dei bambini tra le ventuno nazioni più industrializzate ha posto gli Stati Uniti tra gli ultimi posti.

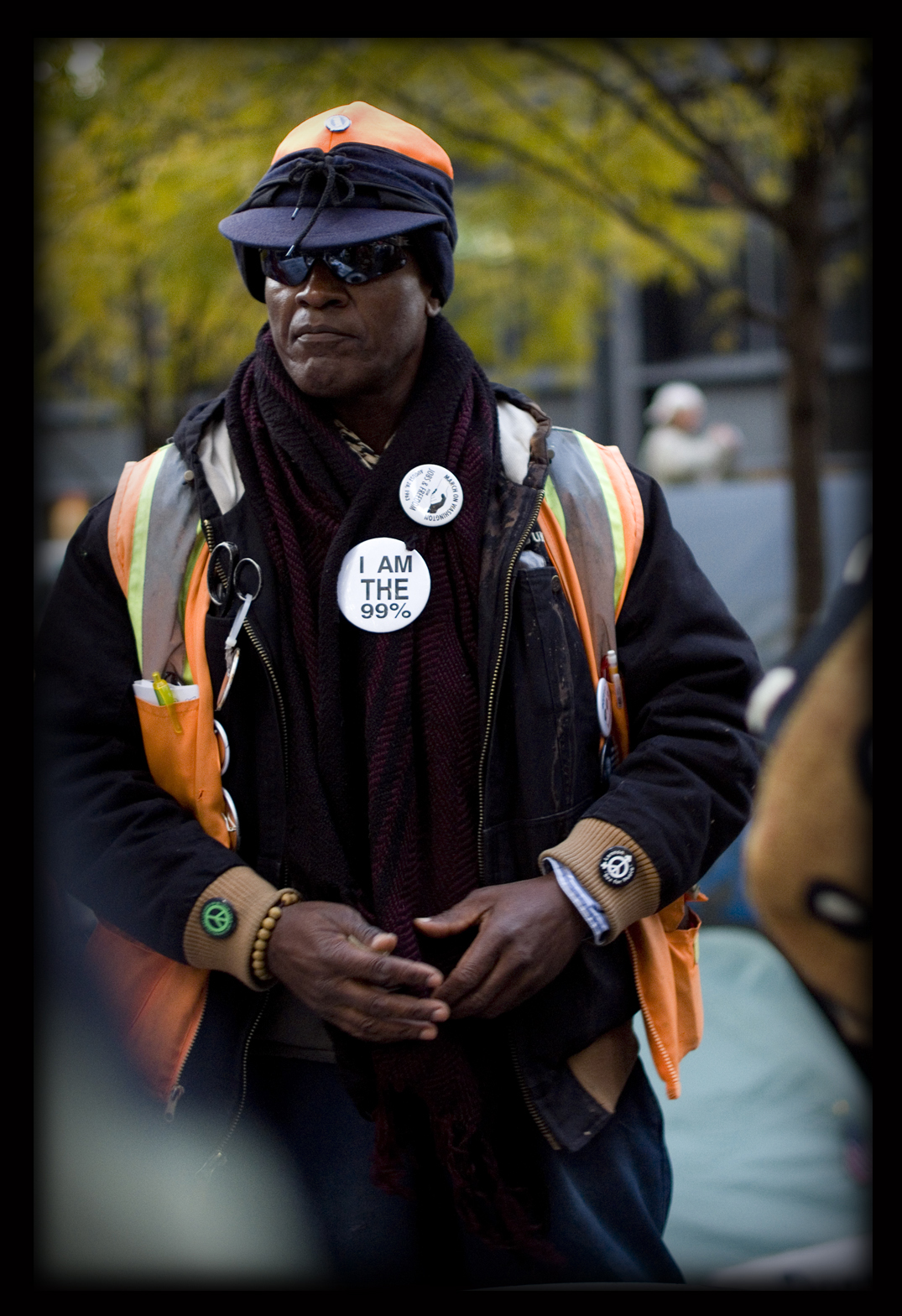
Dimostrante di Occupy Wall Street che protesta contro la forte disparità economica indicando di far parte della popolazione con basso reddito

Nonostante i forti aumenti di produttività, la bassa disoccupazione e la bassa inflazione, gli incrementi di reddito a partire dagli anni ottanta hanno avuto una crescita lenta rispetto ai precedenti decenni, oltre a essere stati meno ampiamente condivisi, e accompagnati da una maggiore insicurezza economica.
Tra il 1947 e il 1979 il reddito medio è aumentato di oltre l'80% nell'insieme di tutte le classi di reddito, con i redditi più bassi cres ciuti a un ritmo più elevato rispetto a quelli elevati. Il reddito familiare medio è aumentato dal 1980 in gran parte a causa di un doppio reddito all'interno delle famiglie, della riduzione del divario tra i sessi e per il maggior numero di ore lavorate, ma la crescita è stata più lenta e maggiormente concentrata nei redditi più elevati. Di conseguenza i redditi di gran lunga più elevati, che corrispondono all'1% dei redditi, hanno generato il 21,8% del reddito totale prodotto nel Paese nel 2005, cifra che è più che raddoppiata dal 1980, rendendo gli Stati Uniti uno dei Paesi con la maggiore disparità di reddito tra nazioni sviluppate. La ricchezza come reddito è estremamente concentrata: il 10% della popolazione è la fascia più ricca e possiede il 69,8% della ricchezza del Paese, la seconda quota più elevata tra le nazioni sviluppate. L'1% posto al vertice possiede il 33,4% del patrimonio netto.
Secondo le statistiche del 2012 il 24% degli statunitensi è ricco (ha cioè un reddito superiore ai 200 000 dollari annui), il 61% appartiene al ceto medio (ha un reddito che oscilla tra i 199 999 e i 28 000 dollari) e il 10% è povero (cioè guadagna in un anno meno di 28 000 dollari). La povertà colpisce quasi totalmente una parte degli afroamericani e gli immigrati arrivati da poco (messicano-statunitensi, albanesi, slavi arrivati dopo il crollo del muro di Berlino e arabi). Nel corso degli anni il governo ha dato vita a numerose iniziative e strutture nel campo della solidarietà sociale, la più importante delle quali è la Corporation for National and Community Service (CNCS), un'agenzia governativa nella quale a cominciare dal 1993 sono confluite attraverso un complesso processo di progressivo accorpamento numerose e diverse iniziative umanitarie e assistenziali interne, tra cui la AmeriCorps VISTA.
Secondo uno studio dell'OCSE del 2018, gli Stati Uniti hanno una disuguaglianza di reddito molto più elevata e una percentuale di lavoratori poveri più alta rispetto a quasi tutti gli altri Paesi sviluppati, in gran parte a causa della mancanza di sostegno governativo per i lavoratori precari e della mancanza di accordi di contrattazione collettiva. Secondo la Federal Reserve, dal 2003 il 50% più povero degli americani ha perso il 32% della propria ricchezza corretta per l'inflazione. Al contrario, la ricchezza dell'1% più ricco degli americani è raddoppiata. Il coefficiente di Gini, un indice che misura le disparità di reddito, nel 2018 ha raggiunto il livello più alto dal 1967, anno in cui le autorità statunitensi hanno iniziato a calcolarlo.

#### Sindacalismo e diritto del lavoro
A partire dalla fine dell'Ottocento si sono affermate diverse organizzazioni per la tutela e il miglioramento delle condizioni di lavoro e di vita delle persone, per poi evolvere nelle Labor Union: le due principali federazioni oggigiorno sono l'AFL-CIO e la SOC, raccogliendo a livello di iscritti circa il 10% di tutti i lavoratori statunitensi.

### Turismo
Un settore florido è quello del turismo, sia interno sia internazionale, nelle varie zone ad alto interesse naturalistico (molti eretti a monumenti nazionali) e nelle grandi città simbolo.
Tra le aree naturali simbolo oltre ai tanti parchi naturali si ricordano:
- gli Appalachi
- le Montagne Rocciose
- il Gran Canyon
- la Monument Valley
- il Parco Nazionale di Yellowstone
- lo Yosemite Valley
- il Sequoia National Park
- la Valle della Morte
- il monte Rushmore
- le Grandi Pianure
- i Grandi Laghi
- il Missouri-Mississippi
- le cascate del Niagara
- il Monte McKinley
- il Mauna Loa e il Mauna Kea
- la Route 66
- le riserve indiane
- le spiagge della California e della Florida

Le città più visitate sono:
- New York
- Washington
- Boston
- Chicago
- Los Angeles
- San Francisco
- Las Vegas
- Miami
- New Orleans
- Seattle
- Houston
- Dallas

## Cultura

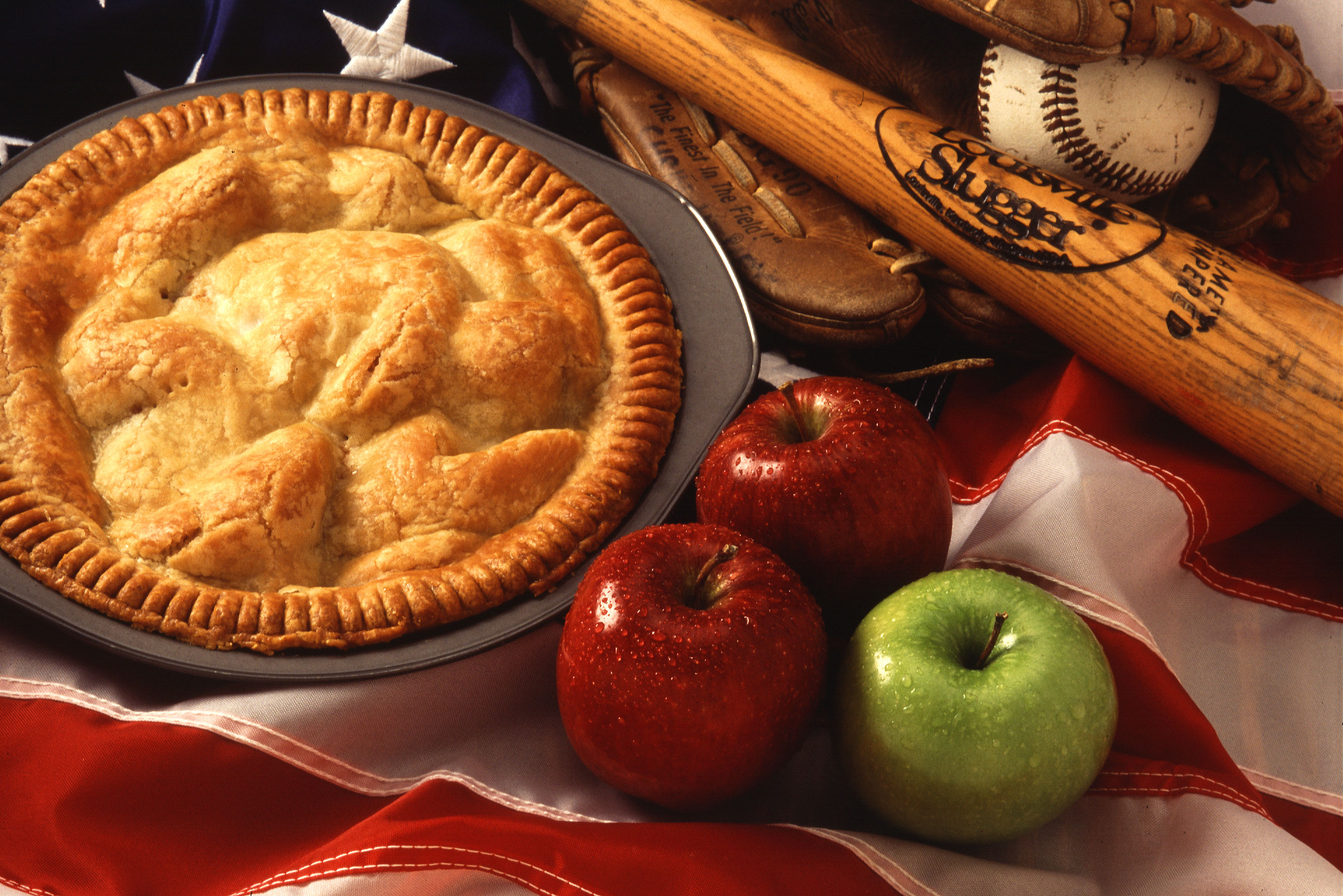
Alcuni degli elementi simbolici della cultura statunitense: la torta di mele, il baseball, e la bandiera statunitense

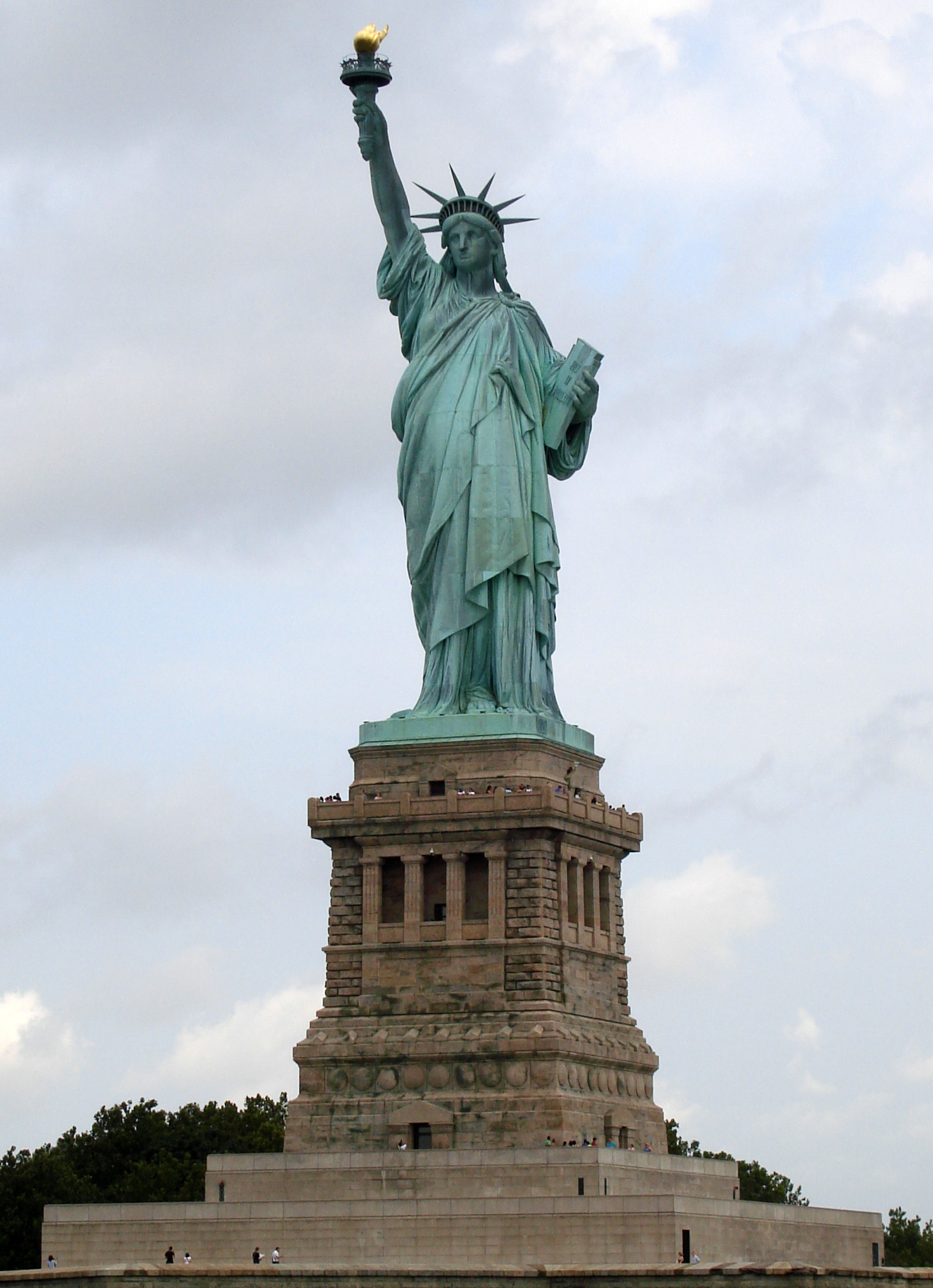
La Statua della Libertà a New York

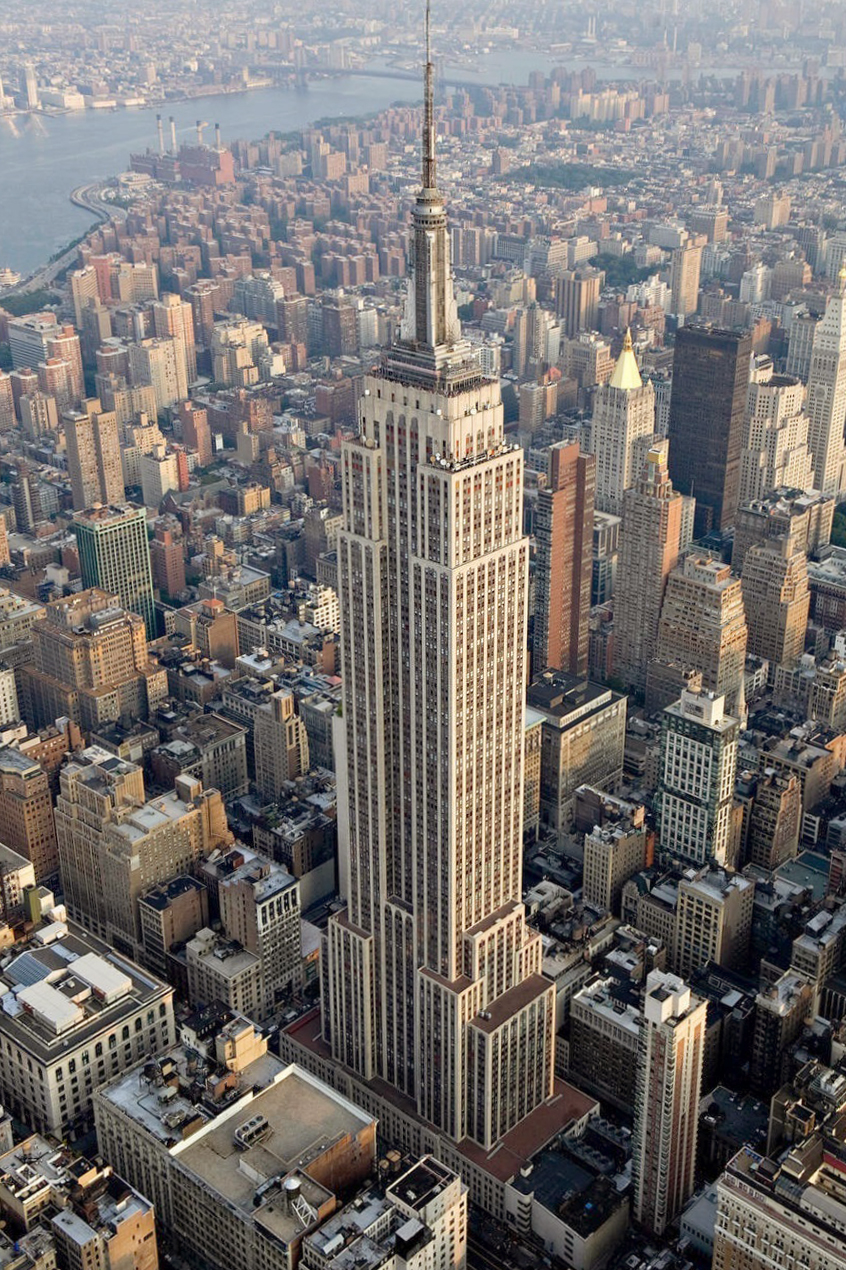
L'Empire State Building a New York

Sebbene la classe dirigente abbia in maggioranza origini inglesi (i primi coloni giunsero sulla costa est degli Stati Uniti a seguito della repressione dei puritani dopo la restaurazione stuartiana), la maggior parte degli statunitensi ha origini tedesche. La composizione etnica della federazione varia molto a seconda della regione, ma la cultura statunitense nasce dalla fusione di numerose culture: europei, neri africani, ispanofoni e nativi americani.
Importanti da segnalare sono le grosse differenze culturali e filosofiche fra le diverse regioni statunitensi. Spesso visti dall'estero come un'entità unica e "unita", la realtà degli Stati Uniti è tutt'altro: sulle coste prevalgono gli statunitensi "progressisti", mentre nel grande centro (con l'eccezione delle grandi città come Chicago e Denver) rimane una visione più tradizionale, legata maggiormente alla religione, che fanno parte della cosiddetta «Bible Belt» (cintura della Bibbia), forse la regione meno accessibile alla mentalità filosofica prevalente in Europa.
Si usa l'acronimo WASP (White Anglo-Saxon Protestant) per indicare un tipo di statunitense: bianco, anglosassone e protestante. Nonostante ciò la percentuale di statunitensi cattolici è massiccia, composta in gran parte dai discendenti irlandesi, tedeschi, italiani e polacchi nel contesto europeo e di latinoamericani (principalmente dal Messico al primo posto seguito dalla Colombia e dalla Repubblica Dominicana).
Al momento della rivoluzione statunitense (1775) oltre al rifiuto alle tasse imposte dal regime la nuova federazione si pone il problema di avere una propria cultura distinta da quella dell'Inghilterra, che fino ad allora aveva governato quei territori. Questo problema è affrontato da Ralph Waldo Emerson in uno dei saggi cruciali della letteratura statunitense, Lo studioso statunitense, che O. W. Holmes definì «la Dichiarazione di Indipendenza intellettuale statunitense». Lo stesso problema è affrontato in tutta l'opera di Emerson, tanto che Harold Bloom lo definì «la figura centrale nella cultura statunitense».
Nel corso dei decenni gli apporti di altre culture si sono fatti sentire, a seconda dei flussi migratori che si sono succeduti: hanno contribuito l'Irlanda, l'Italia, l'Europa orientale (soprattutto a seguito della forte immigrazione ebraica dalla Russia, Polonia, Ucraina e Bielorussia) e in minor proporzione (ma non di minore importanza) la Grecia.
Nel frattempo si è sviluppata in territorio statunitense tra mille contraddizioni e lacerazioni una cultura afro-americana, legata alla peculiare e travagliata storia degli statunitensi discendenti degli schiavi. Una delle realizzazioni più rappresentative di questa cultura è il jazz, il più grande e innovativo contributo statunitense nel campo musicale. In modo ancora più faticoso e drammatico è cominciata a uscire dall'isolamento la cultura dei nativi americani, ridotti allo 0,8% della popolazione e confinati nelle riserve dove però hanno la possibilità di professare la loro religione e continuare a vivere secondo le proprie tradizioni.
L'immigrazione dal Messico soprattutto e secondariamente dagli altri Paesi latinoamericani ispanofoni, quella dall'est asiatico e dall'India hanno contribuito a far sì che la cultura statunitense abbia assunto (non senza resistenze e incomprensioni) anche caratteri non-europei. La più recente ondata immigratoria è quella dai Paesi latinoamericani e islamici, che ancora non si può dire abbia segnato la cultura statunitense nel suo complesso (per quanto l'islam si sia diffuso già a partire dagli anni 1930 tra gli afro-americani), ma bisogna considerare che nonostante l'origine il 55% degli immigrati dai Paesi arabi è di fede cristiana.
Per quanto riguarda la cultura degli Stati Uniti ciò che subito salta all'occhio è lo smodato utilizzo dell'intrattenimento, ossia la spettacolarizzazione degli eventi. Tutto o quasi negli Stati Uniti è reso pubblico sotto forma di spettacolo e anche le elezioni statunitensi di ogni livello sono estremamente spettacolarizzate, con fastosi raduni e convegni. Un'importante componente della cultura statunitense si sta ponendo in questione tra i progressisti nel film e il sogno americano dove l'idea che con il duro lavoro, il coraggio e l'autodeterminazione una persona possa guadagnarsi una vita migliore.

### Scienza
Gli Stati Uniti sono sede di importanti centri di ricerca quali: Fermilab, Brookhaven National Laboratory, Bell Laboratories, SLAC, Oak Ridge National Laboratory, Institute for Advanced Study e Los Alamos National Laboratory sede operativa del famoso progetto Manhattan. Altri centri di ricerca importanti sono la NASA, il NOAA, il NCAR e NCEP. Scienziati e Matematici importanti (molti anche naturalizzati statunitensi) furono: Benjamin Franklin, Thomas Jefferson, Thomas Morgan, Thomas Alva Edison, Joseph Henry, Elisha Gray, Alexander Graham Bell, Nikola Tesla, Albert Einstein, Kurt Gödel, Enrico Fermi, Robert Oppenheimer (padre della bomba atomica), John Von Neumann, Richard Feynman, Carl David Anderson, Virginia Apgar (ideatrice, nel 1952, dell'indice di Apgar, sul controllo delle funzioni vitali primarie dei neonati), Ernest Lawrence, Karl Schwarzschild, James Van Allen, Katherine Johnson, Wernher von Braun, Norbert Wiener, MurrayGell-Mann, Claude Shannon, John Bardeen, John Nash, Milton Friedman, William Shockley, Robert Millikan, Clinton Davisson, Arthur Compton, Percy Bridgman, Willis Lamb, Irving Langmuir, Charles Townes, Robert Goddard, Owen Chamberlain, Walter Brattain, Theodore Maiman, Harold Urey, Luis Álvarez, Leon Cooper, George Heilmeier, Norman Ramsey, Clifford Shull, Emilio Segrè, Jack Kilby, Edwin McMillan, William Fowler, John Schrieffer, John Wheeler, Stanley Cohen, Kenneth Wilson e Russell Ohl.
E ancora l'importante impegno all'ambientalismo con Rachel Carson, autrice del libro Primavera silenziosa (1962), che diede un importante contributo alla nascita del moderno movimento ecologista. Dal manifesto ambientalista del libro della Carson nacque la Giornata della Terra, che si celebra il 22 aprile.

#### Medicina
- 16 ottobre 1846: l'odontoiatra statunitense William Green Morton applica l'etere come anestetico durante un intervento, sancendo la nascita dell'anestesiologia moderna: la data è celebrata con la Giornata mondiale dell'anestesia.[144]
- Ginecologia: si afferma la figura dello statunitense James Marion Sims (1813-1883), il padre della ginecologia[145]
- Gli importanti sviluppi nel campo della sessuologia da parte di Alfred Kinsey: i rapporti Kinsey (1948 e 1953), la Scala Kinsey
- 23 dicembre 1954: il primo trapianto di rene tra due gemelli identici è stato eseguito con successo dal chirurgo statunitense Joseph Murray, aprendo la strada alla pratica dei trapianti di organi.
- 12 aprile 1955: viene annunciato il primo vaccino antipoliomielite da Jonas Salk. Un altro tipo di vaccino antipoliomielite verrà sviluppato da Albert Bruce Sabin.[146]
- 1963: viene effettuato il primo trapianto di fegato a Denver dal medico e ricercatore statunitense Thomas E. Starzi, definito il padre della trapiantologia moderna[147].
- 1965: la scoperta del virus dell'epatite B da parte del biochimico statunitense Baruch Blumberg, Premio Nobel per la medicina nel 1976: oggi la data del suo compleanno viene celebrata con la Giornata mondiale dell'epatite
- 1974: viene descritta la Manovra di Heimlich, tecnica per risolvere molti casi di soffocamento, da parte del medico statunitense Henry Heimlich.
- 1989: scoperta del virus dell'epatite C da parte degli statunitensi Harvey J. Alter, Charles M. Rice e del britannico Michael Houghton.

Importante è stato il contributo del microbiologo statunitense Maurice Hilleman, specializzato in vaccinologia, è ricordato per aver sviluppato più di 40 vaccini, stabilendo un record senza precedenti. A lui si deve la realizzazione dei vaccini contro il morbillo, parotite, epatite A, epatite B, varicella, Neisseria meningitidis, Streptococcus pneumoniae e Haemophilus influenzae. Noto soprattutto per aver combattuto l'influenza asiatica del 1957 scoppiato a Guizhou e l'influenza di Hong Kong del 1968, contribuendo alla preparazione e distribuzione delle dosi di vaccino che hanno salvato centinaia di migliaia di vite, lo stesso Hilleman è stato insignito per la Distinguished Service Medal dall'esercito statunitense per il suo importante lavoro.

#### Fisica
- 16 maggio 1960: invenzione del laser da parte del fisico statunitense Theodore Harold Maiman: oggi la data del 16 maggio è celebrata nel mondo con la Giornata internazionale della luce

#### Ingegneria
- Nel 1885, viene inaugurata l'Home Insurance Building di Chicago dall'architetto statunitense William Le Baron Jenney, considerato l'uomo che ha costruito il primo grattacielo della storia.
- 28 ottobre 1886: viene inaugurata a New York la Statua della Libertà.
- 1893: prima ruota panoramica, la Chicago Ferris Wheel, da parte di George Ferris.
- 2 dicembre 1942: viene realizzato Chicago Pile-1, il primo reattore a fissione nucleare al mondo sotto la supervisione del fisico Italo-statunitense Enrico Fermi.

#### Aeronautica
- L'importante contributo di Amelia Earhart, prima aviatrice della storia e prima donna ad attraversare in volo gli Stati Uniti d'America senza scalo.[149]
- 17 dicembre 1903: avviene il primo volo a motore, da parte dei fratelli Wright col loro Wright Flyer, introducendo così il loro primo modello di Aereo della storia e sancendo l'inizio dell'aviazione moderna.

#### Astronomia
- 18 febbraio 1930: la scoperta del pianeta Plutone, da parte di Clyde Tombaugh.

#### Gli Stati Uniti nello spazio
- 1º febbraio 1958: viene lanciato il primo satellite statunitense Explorer 1 (o Satellite 1958 Alpha).
- 5 maggio 1961: Alan Shepard è il primo statunitense a volare nello spazio.
- 18 giugno 1983: Sally Ride è la prima donna astronauta statunitense a volare nello spazio.

#### Il primo uomo sulla Luna

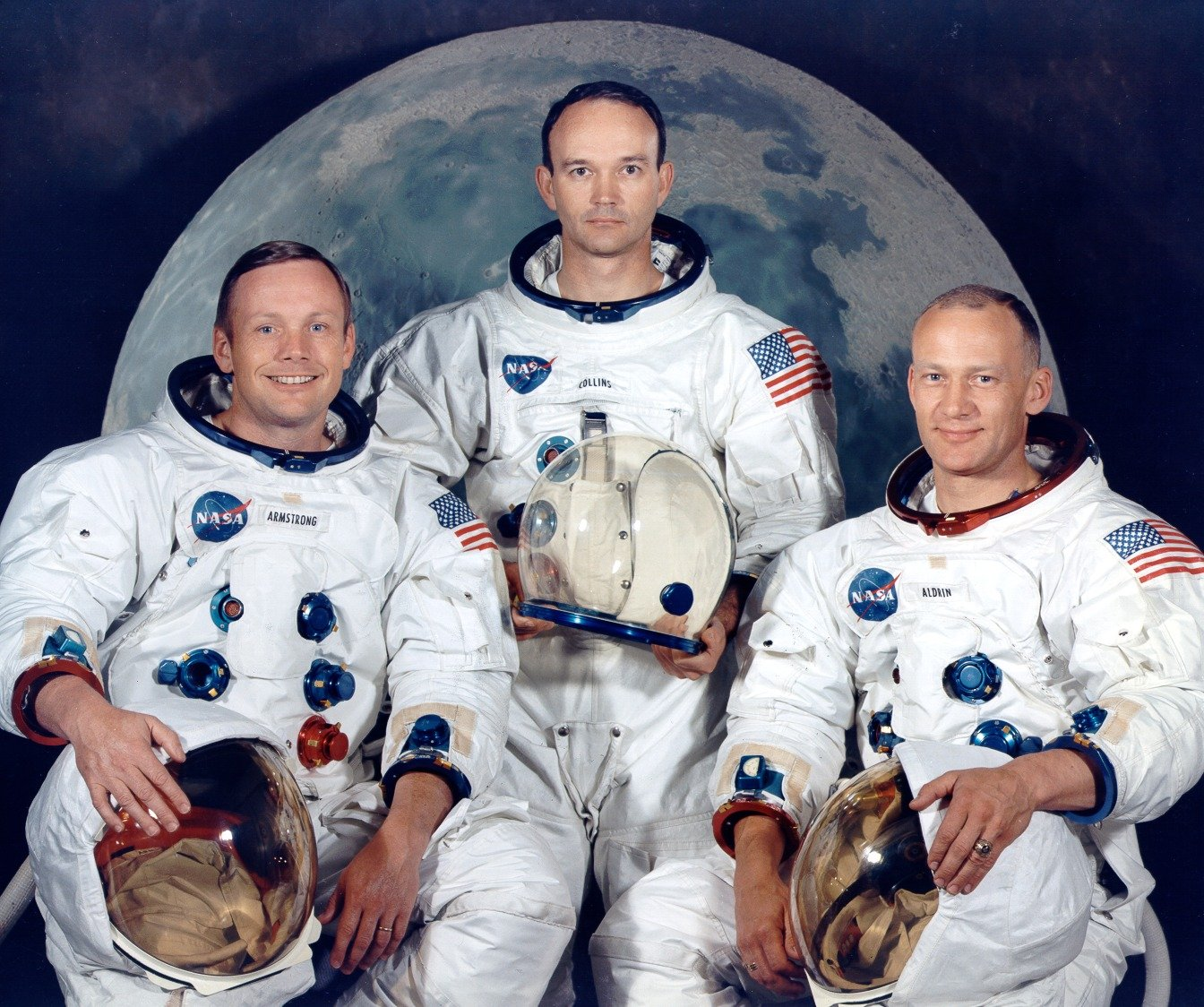
Foto dell'equipaggio dell'Apollo 11.

Il 20 luglio 1969 l'astronauta statunitense Neil Armstrong, durante la missione spaziale Apollo 11, fu il primo uomo a mettere piede sulla Luna: assieme a lui l'astronauta, anch'egli statunitense, Buzz Aldrin: la missione prendeva origine dal Programma Apollo e fu uno degli avvenimenti più significativi del XX secolo.

#### Moda
- Nel 1851 nasce la Cerniera (chiamata anche Zip), ideato dall'inventore statunitense Elias Howe.
- 3 novembre 1914: viene brevettato il reggiseno, ideato dall'attivista e scrittrice statunitense Caresse Crosby.[150]

### Tecnologia

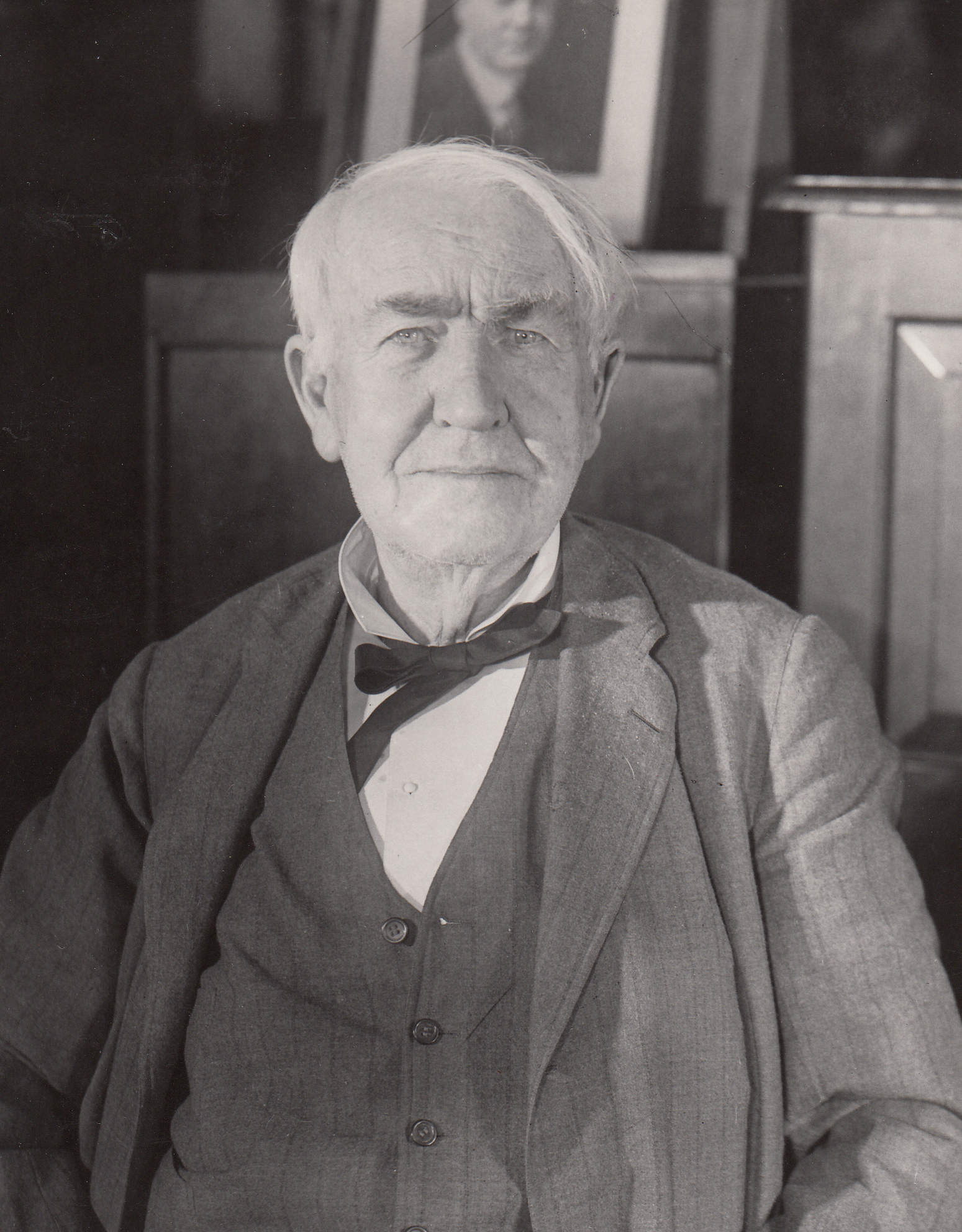
Thomas Edison, nel 1928.

- Nel 1752 nasce il parafulmine, inventato da Benjamin Franklin.
- 24 maggio 1844: avviene il primo messaggio telegrafico trasmesso in codice Morse, da parte di Samuel Morse.
- 1869: è stato inventato il Freno pneumatico dall'inventore statunitense George Westinghouse, pioniere dell'industria elettrica.
- 1876: viene brevettato il telefono da Alexander Graham Bell.
- 21 ottobre 1879: invenzione della lampadina da parte di Thomas Edison: il 31 dicembre 1879 esegue la prima dimostrazione al pubblico della lampada a incandescenza.
- 4 novembre 1879: nasce il Registratore di cassa, chiamato Ritty Model I,[151] inventato dallo statunitense James Ritty.
- 21 dicembre 1913: nel giornale New York World viene pubblicato un nuovo gioco: il word-cross puzzle, realizzato da Arthur Wynne: nasce così il cruciverba[152] o parole crociate.
- Il 16 marzo del 1926, Robert Goddard dopo averlo creato lancia il primo razzo a combustibile liquido della storia, prima di Wernher von Braun, stava progettando missili simili alle V-2 tedesche e per molti fu il padre dei primi razzi spaziali. Il suo lavoro fu rivoluzionario e fondamentale anche nella missilistica moderna.
- Nel 1927 viene realizzato il primo televisore elettronico della storia dall'inventore statunitense Philo Farnsworth, andando a rivoluzionare il modo in cui le persone ricevono e condividono informazioni e intrattenimento.
- 6 novembre 1935: viene inventata la modulazione di frequenza (FM), da Edwin Howard Armstrong.[153]
- 22 ottobre 1938: New York: invenzione della fotocopiatrice, tramite la tecnica della xerografia, da parte di Chester Carlson.[154]
- Dicembre 1947: viene sviluppato il primo transistor della storia alla base dell'elettronica, dal gruppo formato dai fisici William Shockley, John Bardeen e Walter Brattain. Nel 1948 Shockley sviluppò il transistor a giunzione bipolare. I tre fisici ricevettero nel 1956 il premio Nobel per la fisica per l'invenzione.
- 7 ottobre 1952: viene inventato il codice a barre dagli statunitensi Norman Joseph Woodland e Bernard Silver.
- Nel 1953 il fisico statunitense Charles Townes inventa il primo maser che sarà il precursore del laser.
- Nel 1954 viene brevettato il primo robot industriale della storia e introdotto nella catena di montaggio della General Motors con il nome di Unimate, ideato dall'inventore statunitense Joseph Engelberger, considerato il padre della robotica.
- 25 ottobre 1955: viene messo in vendita il primo forno a microonde a uso domestico, inventato dall'ingegnere statunitense Percy Spencer.[155]
- 16 maggio 1960: il fisico statunitense Theodore Maiman inventa il primo laser nel laboratorio di Malibù in California.
- Nel 1962 il fisico statunitense Nick Holonyak inventa il primo LED della storia che rimpiazzerà nel corso degli anni le vecchie lampade a incandescenza grazie ai minori consumi, e alla maggior durata.
- Il display a cristalli liquidi oggi diffuso nelle televisioni di tutto il mondo venne inventato e sviluppato, dall'ingegnere elettrotecnico George Heilmeier nel 1965.
- Il primo visore per la realtà virtuale è stato creato nel 1968 dall'informatico statunitense Ivan Sutherland.
- 29 ottobre 1969: Los Angeles: da un computer viene lanciato un messaggio: login, a un pc di Stanford: nasce così Internet,[156][157] chiamato inizialmente ARPANET: oggi il 29 ottobre può essere definito come l'Internet Day.[158]
- 19 ottobre 1973: con una storica sentenza lo statunitense John Vincent Atanasoff viene riconosciuto come primo e unico ideatore del computer; oggi è considerato come padre del computer.[159]
- Il sistema GPS è stato creato nel 1973 dal Dipartimento della Difesa Statunitense, andando a sostituire i vecchi satelliti statunitensi Transit costruiti dalla U.S. Navy, introducendo così il concetto di Localizzazione.
- Nel settembre 1975, nacque l'IBM 5100, il primo computer portatile della storia, concepito dall'informatico statunitense Alan Kay. Successivamente il termine inglese laptop, divenne popolare con l'introduzione del computer portatile Gavilan SC.
- Nel 1986 nasce la stampa 3D con la pubblicazione del brevetto dell'inventore statunitense Chuck Hull, che inventa anche la stereolitografia.

### Filosofia
La filosofia negli Stati Uniti è sempre stata al centro dell'attenzione proprio per il pensiero completamente statunitense del "sogno americano" o del discorso di Martin Luther King Jr. "I have a dream".
Molto importante è, inoltre, il movimento filosofico del pragmatismo, il cui padre ispiratore fu Ralph Waldo Emerson (1803-1882).
Tra i filosofi statunitensi vissuti tra il XIX e il XX secolo spicca Charles Sanders Peirce, fondatore del pragmatismo assieme a William James di origine irlandese, e tra i padri della semiotica moderna e John Dewey, importante pedagogista e esponente del cosiddetto pragmatismo classico.

### Letteratura
I primi scrittori popolari a livello internazionale negli Stati Uniti sono stati Washington Irving con il racconto La leggenda di Sleepy Hollow (1819) e James Fenimore Cooper con L'ultimo dei Mohicani (1826) nel XIX secolo. Hanno dipinto un paesaggio letterario statunitense pieno di umorismo e avventura. A questi autori sono seguiti Nathaniel Hawthorne, Edgar Allan Poe, ideatore dell'investigatore Auguste Dupin (1841), e iniziatore del racconto poliziesco con I delitti della Rue Morgue (1841), Herman Melville, celebre autore di Moby Dick (1851), opera appartenente alla cosiddetta American Renaissance, Ralph Waldo Emerson, Henry Wadsworth Longfellow e Henry David Thoreau, che hanno stabilito una voce letteraria distintiva statunitense nella metà del XIX secolo. E ancora è da ricordare Louisa May Alcott, nota autrice di Piccole donne (1868).
Mark Twain, Henry James e il poeta Walt Whitman erano figure importanti nella seconda metà del secolo, mentre Emily Dickinson, praticamente sconosciuta durante la sua vita, sarebbe stata riconosciuta come un altro poeta essenziale degli Stati Uniti. Undici cittadini statunitensi hanno vinto il premio Nobel per la letteratura, tra cui John Steinbeck, William Faulkner, noto esponente del modernismo, Eugene O'Neill, Pearl S. Buck (prima scrittrice nordamericana ad aver vinto il Premio Nobel per la letteratura, nel 1938), autrice del romanzo La buona terra (1931), T. S. Eliot e Sinclair Lewis. E ancora J. D. Salinger, autore de Il giovane Holden (1951). Il premio Nobel del 1954 Ernest Hemingway è invece spesso indicato come uno degli scrittori più influenti del ventesimo secolo.
Opere che hanno catturato gli aspetti fondamentali dell'esperienza nazionale e il carattere statunitense sono Moby Dick (1851) di Melville, Le avventure di Huckleberry Finn (1885) di Twain e Il grande Gatsby (1925) di Francis Scott Fitzgerald, importante esponente della cosiddetta Età del jazz, ognuno dei quali reputato grande romanzo statunitense. Generi letterari popolari come il romanzo poliziesco sono stati sviluppati negli Stati Uniti. Altri romanzi, come Sulla strada (On the road) (1957) di Jack Kerouac, hanno ispirato intere generazioni.
Noti romanzi della letteratura statunitense moderna con successo internazionale sono la saga vampiresca di Twilight (di Stephenie Meyer) e la trilogia di Hunger Games (di Suzanne Collins), da cui in entrambi i casi sono stati tratti dei lungometraggi.
E ancora da ricordare la poesia confessionale, cui importanti esponenti furono Sylvia Plath e Anne Sexton.
Tra le scrittrici afroamericane di fantascienza ricordiamo Octavia E. Butler (1947-2006), una delle poche autrici afroamericane a essersi affermata in questo campo.

### Cinema
Gli Stati Uniti sono la patria del cinema moderno con i suoi studi di Hollywood, avendo influenzato profondamente la produzione cinematografica di molti altri Stati occidentali, nonché la visione a livello mondiale delle sue produzioni. Tra i cineasti più famosi si ricordano Walt Disney, Alfred Hitchcock e Stanley Kubrick. Appartiene alla cultura cinematografica statunitense e mondiale il premio Oscar con la sua cerimonia di premiazione.

### I fumetti e le serie animate
Il 5 maggio 1895, sul supplemento domenicale del quotidiano New York World, nacque il primo fumetto della storia risalente alla creazione di The Yellow Kid, protagonista di Hogan's Alley, creato dal fumettista statunitense Richard F. Outcault. Successivamente il termine inglese comics, divenne popolare e di uso comune per riferirsi ai fumetti.
Il 15 ottobre 1905 fa la sua prima apparizione il personaggio dei fumetti Little Nemo creato da Winsor McCay. Il 18 novembre 1928 fa il suo debutto cinematografico il celebre personaggio immaginario dei fumetti e dei cartoni animati di Topolino, ideato da Walt Disney e Ub Iwerks. Successivamente, nel 1929, fa la sua prima apparizione il personaggio di Braccio di Ferro, creato da E. C. Segar; nel 1938 viene pubblicato il fumetto di Superman, creato da Jerry Siegel e dal fumettista canadese Joe Shuster; sempre nel 1938 è la volta de La famiglia Addams, dapprima a serie di vignette, i cui personaggi sono stati creati dal disegnatore Charles Addams, e il 30 maggio 1939 fa la sua prima apparizione la storia a fumetti di Batman ideato dai fumettisti statunitensi Bob Kane e Bill Finger. Il 2 ottobre 1950 fanno la loro apparizione i Peanuts (come Charlie Brown e Snoopy (1950) o Linus (1952)), creati da Charles M. Schulz. Inventore e fumettista fu anche Jim Henson, ideatore dei Muppet (1955). Il 30 settembre 1960 fa invece la sua prima apparizione in TV la nota serie a cartoni animati de Gli antenati (o Flintstones), creata da William Hanna e Joseph Barbera. Nel maggio 1962 viene ideato il personaggio di Hulk, dallo scrittore Stan Lee e dall'artista Jack Kirby. Nell'agosto 1962 fa la sua prima apparizione l'Uomo Ragno, creato da Stan Lee. Nel 1963 viene creato Iron Man da Stan Lee e Larry Lieber. Nel 1964 è la volta del personaggio dei fumetti di Natasha Romanoff (La Vedova Nera), cui autori furono Stan Lee, Don Rico e Don Heck. Nel 1978 è la volta di Garfield, personaggio immaginario creato da Jim Davis. Tra il XX e il XXI secolo si affermò la cosiddetta sitcom animata: tra i più illustri rappresentanti di questo soggetto ricordiamo, tra gli altri, Matt Groening, autore della fortunata serie de I Simpson (1987), Futurama (1999) e Disincanto (2018). Il 17 luglio 1999 viene lanciata la serie animata di SpongeBob, ideata da Stephen Hillenburg. Nell'ambito dell'animazione ricordiamo Art Clokey, pioniere della claymation.

### Musica
Assieme al Regno Unito gli Stati Uniti sono la patria di numerosi generi musicali come jazz, rock, pop, folk, country, dance, gospel, soul, hip hop e altri ancora. Numerosi sono gli artisti e i gruppi di fama internazionale che hanno segnato le scene e i palcoscenici musicali di tutto il mondo.

### Danza
Per quanto concerne la danza, nel XX secolo si sono affermate importanti personalità che hanno contribuito allo sviluppo della danza stessa: tra le varie personalità possiamo ricordiamo in particolare Martha Graham, madre della danza moderna e la più grande danzatrice statunitense del XX secolo., nota anche per lo stile di movimento della danza moderna insegnato in tutto il mondo e chiamato tecnica Graham. Altra importante ballerina vissuta tra il XX e il XXI secolo fu Maria Tallchief, inserita nella National Women's Hall of Fame.

### Arte
Nel XX secolo si distinse la figura di Jackson Pollock, importante esponente dell'espressionismo astratto (o Action painting).
Esponente illustre della pop art fu l'artista Andy Warhol.
Nel XX secolo, per la scultura, si distinse, tra gli altri, Alexander Calder, noto, in particolare, per delle opere di arte cinetica chiamate mobile. Nel campo dell'architettura figura, tra gli altri, Frank Lloyd Wright, uno dei maggiori esponenti del Movimento Moderno del XX secolo. Sono inoltre da ricordare i coniugi Christo e Jeanne-Claude, importanti esponenti della Land art. Noto illustratore e pittore del XX secolo è stato anche Norman Rockwell.

### Patrimoni dell'umanità
Il ricco patrimonio culturale degli Stati Uniti è testimoniato anche dalla presenza di numerosi siti iscritti nella Lista dei patrimoni dell'umanità dell'UNESCO.

### Archeologia
In campo archeologico ricordiamo la scoperta della città inca di Machu Picchu, avvenuta il 24 luglio 1911 per opera dell'archeologo statunitense Hiram Bingham.

### Esplorazioni
Nel XVIII secolo da ricordare l'impresa di Robert Gray: primo statunitense a circumnavigare il mondo.

### Media
Tra le emittenti televisive statunitensi ricordiamo la ABC, fondata il 12 ottobre 1943.

## Festività nazionali
| Data                       | Nome                                    | Significato                                                                    |
| -------------------------- | --------------------------------------- | ------------------------------------------------------------------------------ |
| Terzo lunedì di gennaio    | Martin Luther King Day                  | Celebrazione della nascita di Martin Luther King                               |
| Terzo lunedì di febbraio   | Washington's Birthday o Presidents' Day | Celebrazione della nascita di George Washington                                |
| 4 luglio                   | Giorno dell'indipendenza                | Festa nazionale: Giorno dell'Indipendenza, dal Regno Unito, nel 1776           |
| Primo lunedì di settembre  | Labor Day                               | Celebra la Festa dei Lavoratori                                                |
| 11 novembre                | Veterans Day o Remembrance Day, in USA  | In onore alle persone che hanno prestato servizio nelle forze armate degli USA |
| Quarto giovedì di novembre | Giorno del ringraziamento               | Per ringraziare Dio del buon raccolto e per l'anno trascorso                   |

### Commemorazioni nazionali
- 13 gennaio: Stephen Foster Memorial Day: commemorazione della data di morte del padre della musica americana Stephen Foster.
- 19 giugno: Juneteenth,[162][163] la festività ricorda l'abolizione della schiavitù nel Paese, nel 1865.
- 11 settembre: National 9/11 Attacks Day: giornata commemorativa in ricordo agli attentati dell'11 settembre 2001.
- 1º novembre: Native American Heritage Month: giornata commemorativa in onore alle tribù dei nativi americani.[164]
- 7 dicembre: National Pearl Harbor Remembrance Day: Giorno del Ricordo per l'Attacco di Pearl Harbor, nel 1941.
- 17 dicembre: Pan American Aviation Day e il Wright Brothers Day, in onore al giorno del primo volo a motore (1903) dei Fratelli Wright.

## Sport

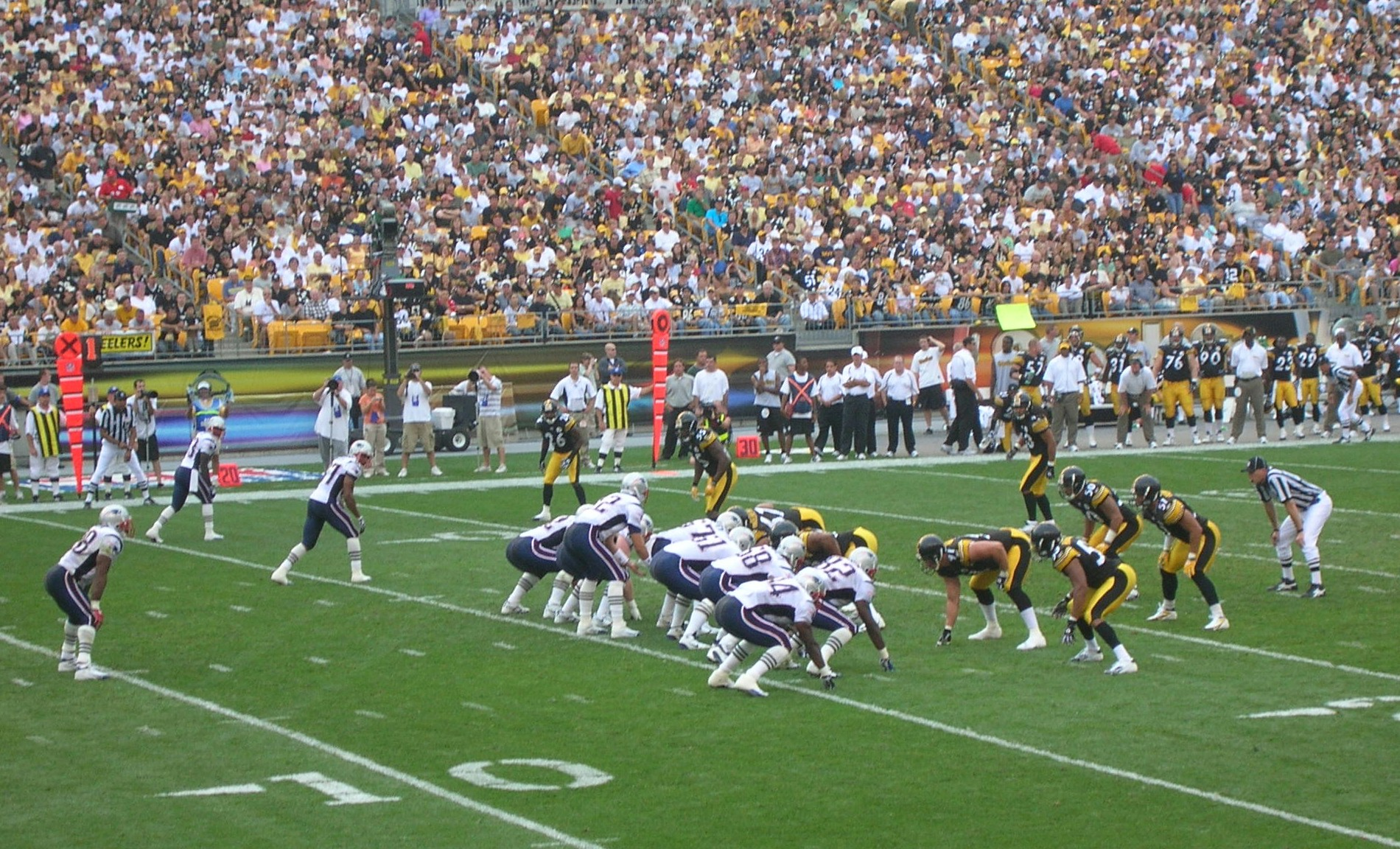
I New England Patriots contro i Pittsburgh Steelers in una partita di football statunitense di NFL del 2005

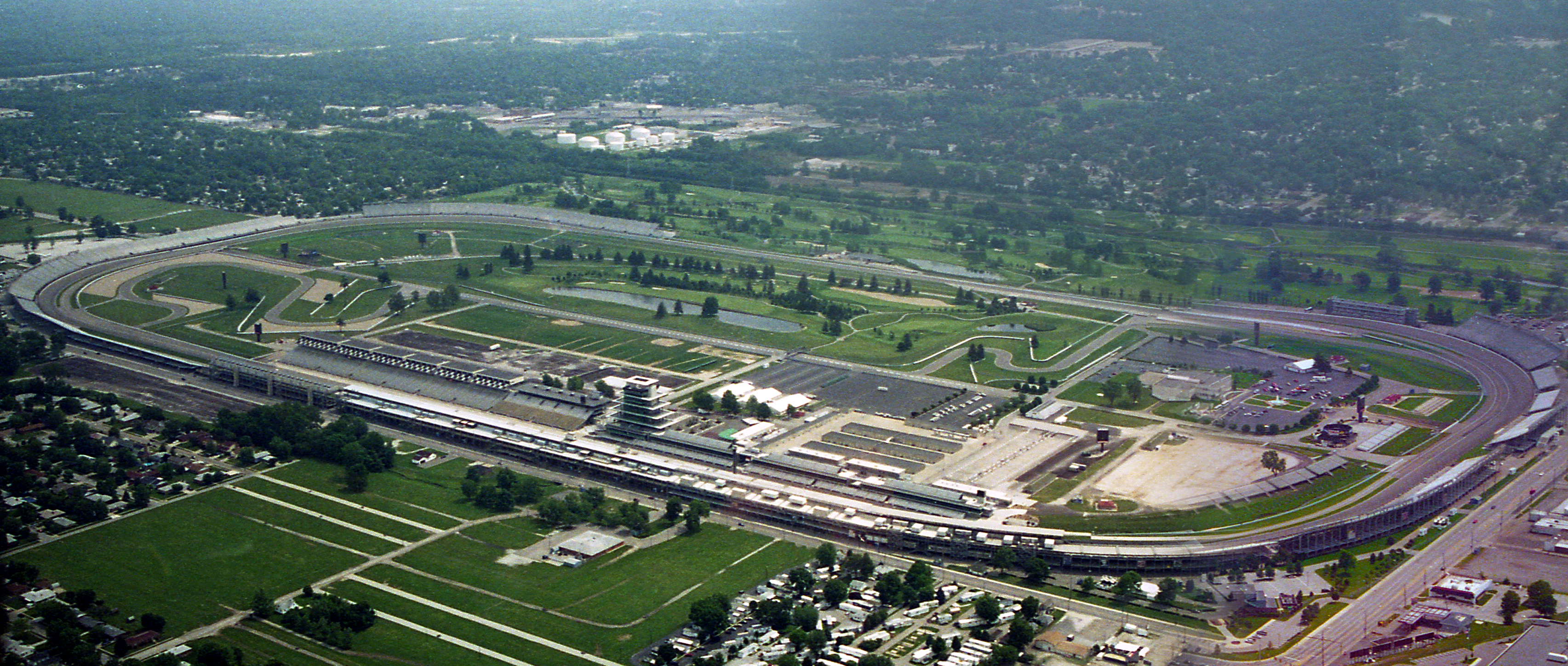
L'Indianapolis Motor Speedway è uno dei circuiti automobilistici più famosi del mondo

Lo sport è molto importante nella cultura statunitense, tanto che le università statunitensi affiancano spesso alla funzione educativa primaria l'organizzazione di squadre sportive formate da studenti con borse di studio per attrarre i giovani atleti più promettenti e con la concessione di lauree per meriti sportivi. I tornei universitari per tutte le discipline sono organizzati dalla National Collegiate Athletic Association (NCAA).
Tra gli sport professionistici con il maggior numero di spettatori vi sono:
- Baseball, il principale campionato professionistico è quello MLB (Major League Baseball)
- Football statunitense (football), il principale campionato professionistico è quello NFL (National Football League), la cui finale è il Super Bowl, uno degli eventi televisivi più seguiti del mondo
- Pallacanestro (basketball), il principale campionato professionistico è quello NBA (National Basketball Association)
- Hockey su ghiaccio, il principale campionato professionistico è quello NHL (National Hockey League)
- Golf, lo sport negli Stati Uniti è gestito dall'associazione nazionale USGA (United States Golf Association)
- Pugilato, le federazioni mondiali più importanti sono IBF, WBA, WBC e WBO.
- Wrestling, la federazione preminente è la WWE (World Wrestling Entertainment), seguita dalla AEW (All Elite Wrestling), di recente costituzione.
- Arti marziali miste, la principale federazione è la UFC (Ultimate Fighting Championship)
- Lacrosse, il principale campionato professionistico è quello MLL (Major League Lacrosse)
- NASCAR (automobilismo), oltre a Indycar e Imsa. Le più importanti gare sono la 500 miglia di Indianapolis (Indycar) e la 500 miglia di Daytona (Nascar)

Fra gli sport individuali molto praticati negli Stati Uniti sono l'atletica leggera, il nuoto, il tennis, lo sci alpino e il poker sportivo.

### Calcio
Il calcio (noto negli Stati Uniti come soccer) è lo sport più praticato dalle ragazze (la rappresentativa statunitense ha vinto quattro degli otto campionati mondiali femminili e quattro delle sei Olimpiadi), ma non conta molti spettatori. Ciononostante l'organizzazione da parte degli Stati Uniti del Mondiale 1994 ha suscitato un discreto interesse per lo sport e per il campionato locale della MLS (Major League Soccer), fondato nel 1993, la cui prima edizione si è svolta nel 1996, proprio come un impulso alla diffusione del calcio statunitense dopo i Mondiali nel 1994. Nel 2026 gli Stati Uniti ospiteranno il mondiale di calcio per la seconda volta dopo 32 anni.
La Nazionale di calcio degli Stati Uniti d'America ha ottenuto buoni risultati in ambito internazionale e occupa il 13º posto in graduatoria nella Classifica mondiale della FIFA, ha vinto sei volte la CONCACAF Gold Cup e la medaglia di bronzo nel Campionato mondiale di calcio 1930, i capocannonieri della Nazionale statunitense, con 57 reti, sono Landon Donovan e Clint Dempsey.

### Pallacanestro
Per la pallacanestro la Nazionale di pallacanestro degli Stati Uniti d'America è una delle più prestigiose a livello internazionale avendo conseguito cinque titoli mondiali e quindici titoli olimpici

### Pallavolo
Il 9 febbraio 1895 William Morgan, istruttore di educazione fisica statunitense, inventa la pallavolo. La nazionale di pallavolo maschile degli Stati Uniti d'America ha ottenuto il titolo di campione del mondo nel 1986 ed ha vinto il titolo olimpico tre volte (1984,1988,2008).
La nazionale femminile ha vinto il titolo mondiale nel 2014 e il titolo olimpico nel 2020.
Lo statunitense Karch Kiraly, - unico giocatore ad aver vinto la medaglia d'oro olimpica nelle due categorie della pallavolo: indoor (due titoli) e beach volley - nel 2001 è stato eletto dalla Federazione mondiale "Miglior giocatore di pallavolo del XX secolo" assieme all'italiano Lorenzo Bernardi.

### Tennis
Anche nel tennis gli Stati Uniti hanno importanti personalità: ricordiamo, tra gli altri, Jimmy Connors che, con 109 titoli vinti, è il tennista che ha vinto più tornei nel singolare maschile nell'era Open, Andre Agassi, vincitore di ben 60 titoli ATP e 8 tornei dello Slam, e Pete Sampras, vincitore di 14 titoli del Grande Slam.

### Pugilato
Per il pugilato da ricordare Muhammad Ali, tra i migliori pesi massimi di tutti i tempi.

### Baseball
Lo statunitense Alexander Cartwright è considerato l'inventore del moderno sport del baseball., nel 1839. La nazionale di baseball degli Stati Uniti d'America ha ottenuto importanti risultati tra cui un primo posto ai Giochi olimpici del 2000.

### Ciclismo
Per il ciclismo da ricordare Greg LeMond, Andrew Hampsten, John Tomac, Lance Armstrong e Floyd Landis.

### Golf
Gli Stati Uniti hanno avuto forse i due più grandi golfisti della storia: Jack Nicklaus e Tiger Woods, tra l'altro il primo sportivo a raggiungere il miliardo di dollari di patrimonio. Inoltre il golfista Xander Schauffele e la golfista Nelly Korda hanno vinto la medaglia d'oro alle Olimpiadi di Tokyo 2020, il primo nel torneo maschile e la seconda nel torneo femminile, nella seconda edizione dalla riammissione dello sport alle olimpiadi.

### Rugby
Il rugby è uno degli sport meno seguiti del paese. Per incrementare la popolarità, nel 2018 la federazione creò la Major League Rugby, ad oggi la prima e più grande competizione professionistica per club del paese.
La nazionale di rugby degli Stati Uniti, sebbene stabile nella top 20 mondiale, non ottiene frequentemente buoni risultati. D'altro canto la controparte femminile può vantare un titolo mondiale nella stagione inaugurale della competizione.

### Atletica leggera
La nazionale di atletica leggera degli Stati Uniti d'America è una delle più titolate vantando il maggior numero di medaglie conquistate ai Giochi olimpici, con ben 828 medaglie, di cui 343 d'oro. Inoltre la più antica maratona al mondo, la Maratona di Boston, si disputa dal 1897.

### Giochi olimpici
Otto edizioni dei Giochi olimpici si sono svolte negli Stati Uniti: quattro olimpiadi estive (Saint Louis 1904, Los Angeles 1932, Los Angeles 1984 e Atlanta 1996) e quattro invernali (Lake Placid 1932, Squaw Valley 1960, Lake Placid 1980 e Salt Lake City 2002).
Gli Stati Uniti sono anche al primo posto nel medagliere complessivo dei Giochi olimpici. Fu uno statunitense il primo campione olimpico della storia dei Giochi moderni e prima medaglia olimpica per gli Stati Uniti: James Connolly, che vinse l'oro nel salto triplo alle Olimpiadi di Atene del 1896. Statunitense è anche l'atleta più medagliato della storia delle Olimpiadi moderne: si tratta del nuotatore Michael Phelps, vincitore di 23 ori, 3 argenti e 2 bronzi.

### Rapporti con l'Italia nel dopoguerra
- Nico Perrone, De Gasperi e l'America, Palermo, Sellerio, 1995.